# Barcelone
Pour les articles homonymes, voir Barcelone (homonymie) et Barcelona.
Barcelone ([baʁsəlɔn] ; en catalan : Barcelona [bərsəˈɫonə] ; en espagnol : Barcelona [baɾθeˈlona] ) est la capitale administrative et économique de la Catalogne, de la province de Barcelone, de la comarque du Barcelonès ainsi que de son aire et de sa région métropolitaines, en Espagne.
Barcelone est la deuxième ville d'Espagne au regard de la population, de l'économie et des activités, la onzième ville de l'Union européenne et la sixième en incluant sa banlieue : en 2023, 5,32 millions de personnes vivaient dans l'agglomération barcelonaise. La majeure partie des municipalités adjacentes sont en outre rassemblées dans l'aire métropolitaine de Barcelone.
Située sur le littoral méditerranéen, elle est traversée par les fleuves Llobregat et Besòs et bordée à l'ouest par la serra de Collserola qui culmine à 512 mètres (sommet : Tibidabo). Elle est considérée comme ville mondiale en raison de son importance dans les domaines de la finance, du commerce international, de l'édition, des arts, du divertissement et des médias. Barcelone est donc un centre économique majeur qui jouit de surcroît d'un des principaux ports méditerranéens et du deuxième aéroport espagnol derrière celui de Madrid-Barajas. Elle est aussi la ville qui possède l'un des plus grands parcs métropolitains du monde, le parc de Collserola, devant Central Park à New York.
Fondée par les Romains, la ville devint la capitale des comtes de Barcelone puis l'une des villes majeures de la Couronne d'Aragon, avant de devenir la capitale de la principauté de Catalogne. Redessinée plusieurs fois durant son histoire, notamment par Ildefons Cerdà en 1859 (L'Eixample), elle est une destination touristique majeure et jouit d'un patrimoine culturel unique : le palais Güell (en 1984), la Casa Milà, le parc Güell, le palais de la musique catalane et l'hôpital de Sant Pau figurent sur la liste du patrimoine mondial de l'UNESCO. La ville est également connue pour être une grande ville de congrès (Fira de Barcelona) et pour avoir accueilli l'Exposition internationale de 1929, les Olympiades populaires de 1936 contre le nazisme, les Jeux olympiques d'été de 1992 et, plus récemment, le Forum universel des cultures (2004) et le siège de l'union pour la Méditerranée.

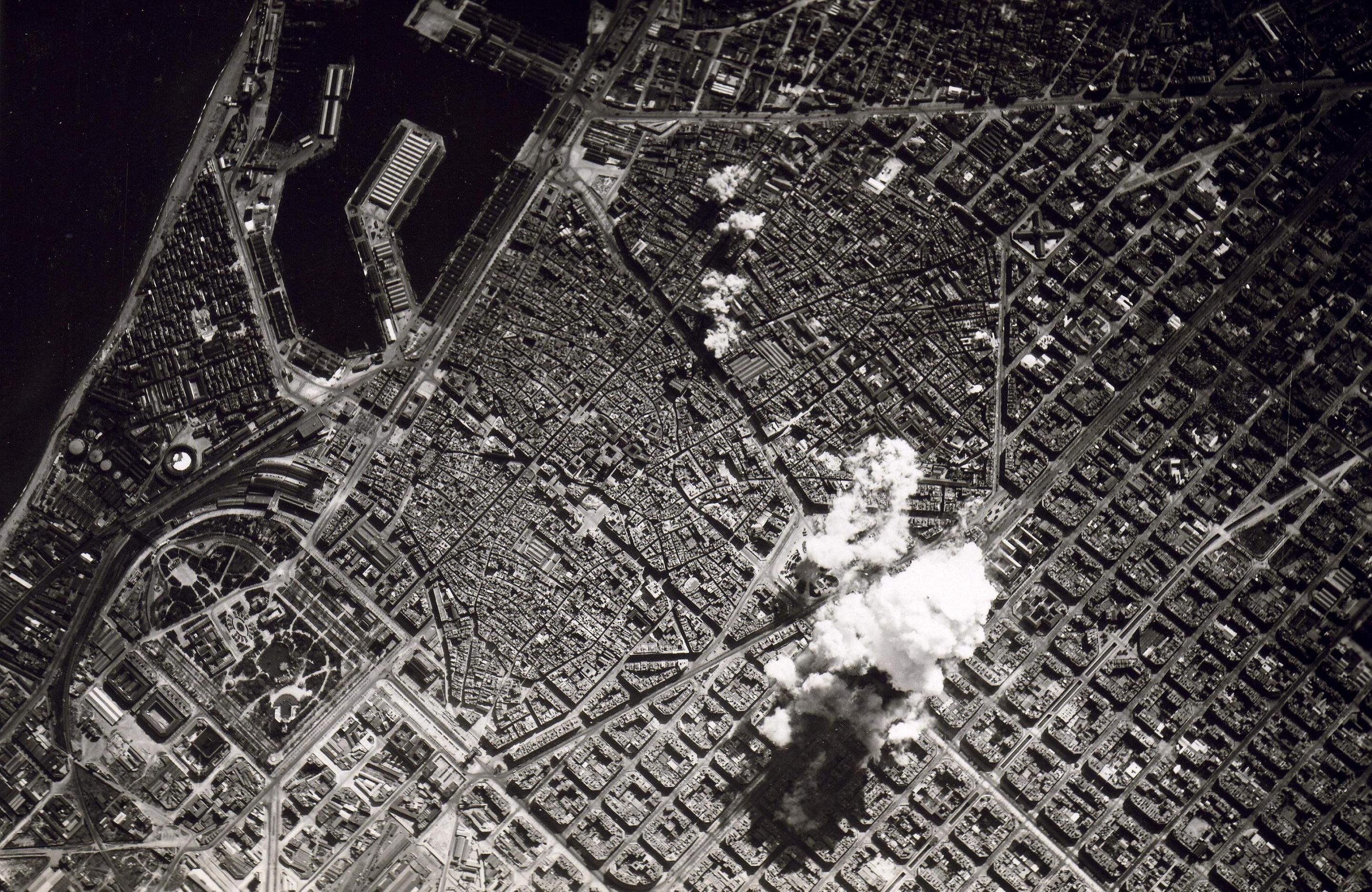
Bombardements de Barcelone (1938).

Bombardée durant la guerre d'Espagne (1936-1939) malgré les protestations internationales et meurtrie par le conflit qui cause un exil inédit pour la population de la ville à l'aube de la Seconde Guerre mondiale (1939-1945), Barcelone demeure aujourd'hui une destination du tourisme de mémoire de l'histoire contemporaine. La ville compte désormais de nombreux mémoriaux sur ses reliefs (Montjuïc et son château, mausolée du Fossar de la Pedrera, mirador du Turó de la Rovira) et sur les lieux d'incarcération et d'exécution des victimes de la guerre (prison Model, prison pour femmes de Les Corts, camp de la Bota).
Chaque année, la ville compte des millions de visiteurs, chiffre en augmentation régulière : en 2019, un total de 11 977 277 touristes ont visité Barcelone, devenant ainsi la ville la plus touristique d'Espagne et l'une des plus touristiques du monde.
En 2014, Barcelone est désignée comme capitale européenne de l'innovation. Cette même année, Xavier Trias, ancien maire de Barcelone, lance le défi à toutes les villes du monde de rejoindre le mouvement Fab City et que chacune devienne autosuffisante pour 2054.

## Géographie

### Situation

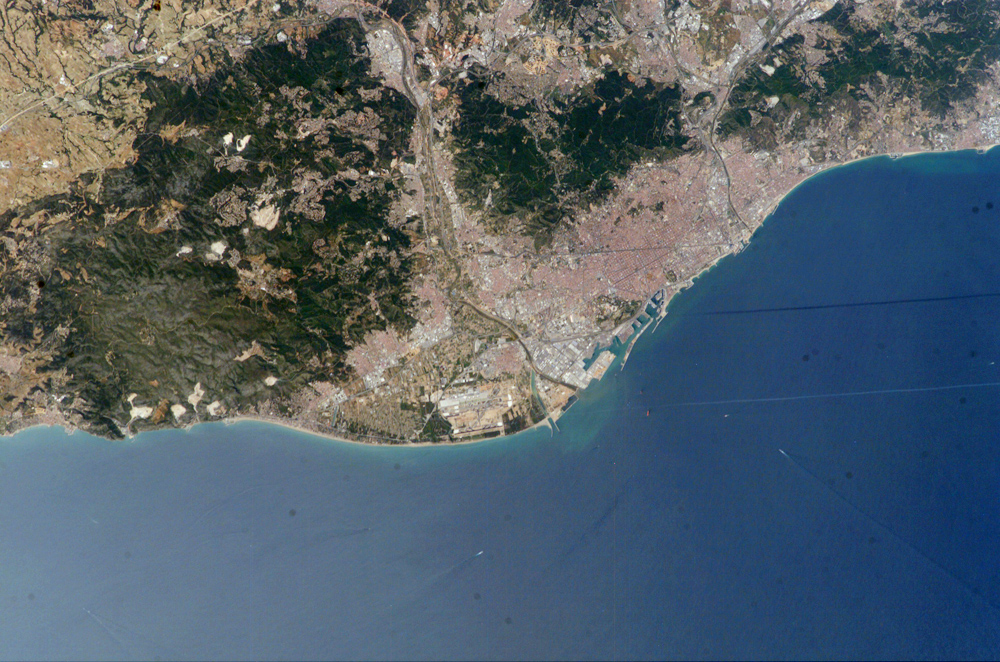
Barcelone entre le Fleuve Llobregat, au centre, et le fleuve Besos, à droite.

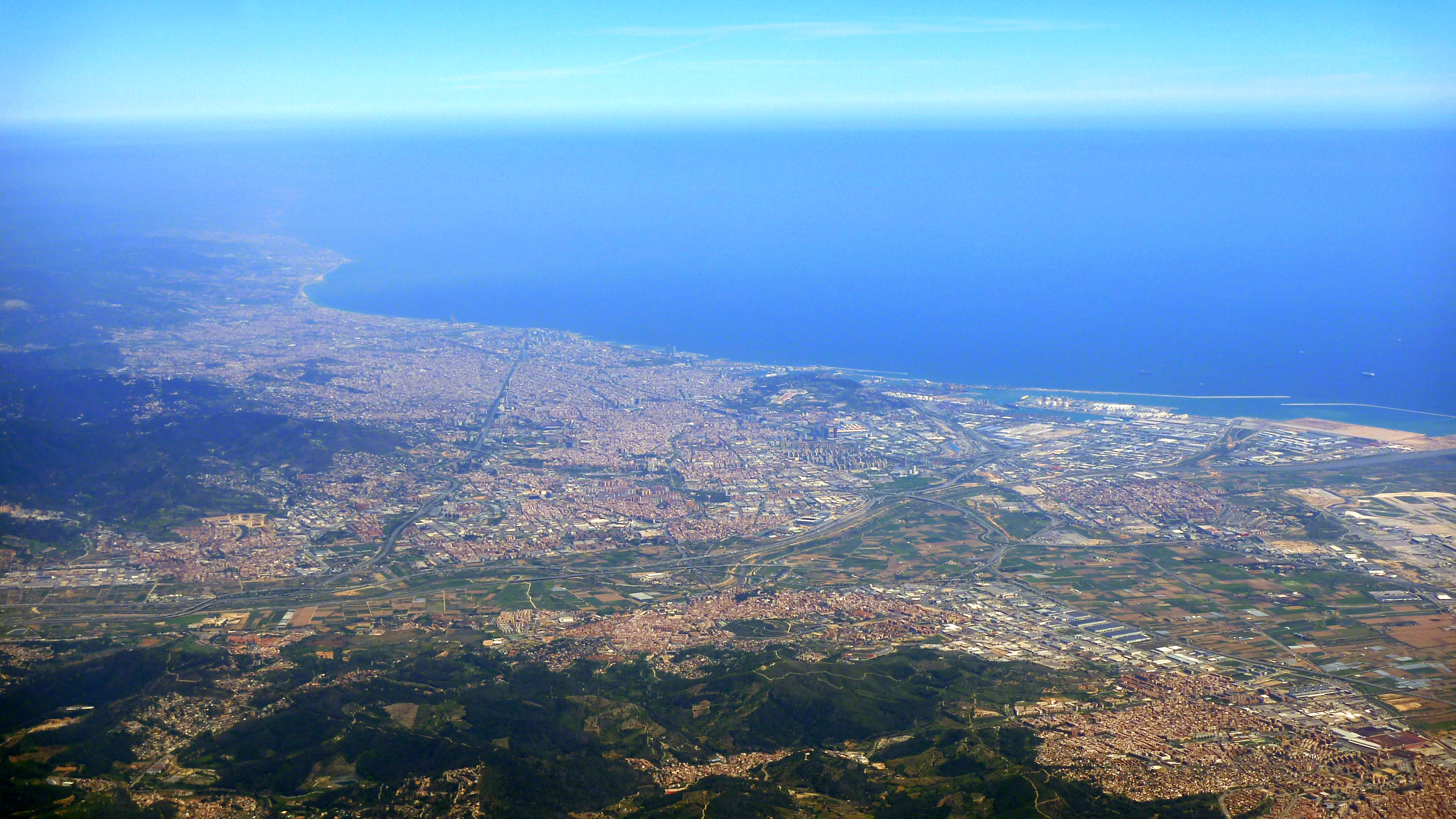
Barcelone au centre de la plaine côtière catalane, vue d'avion.

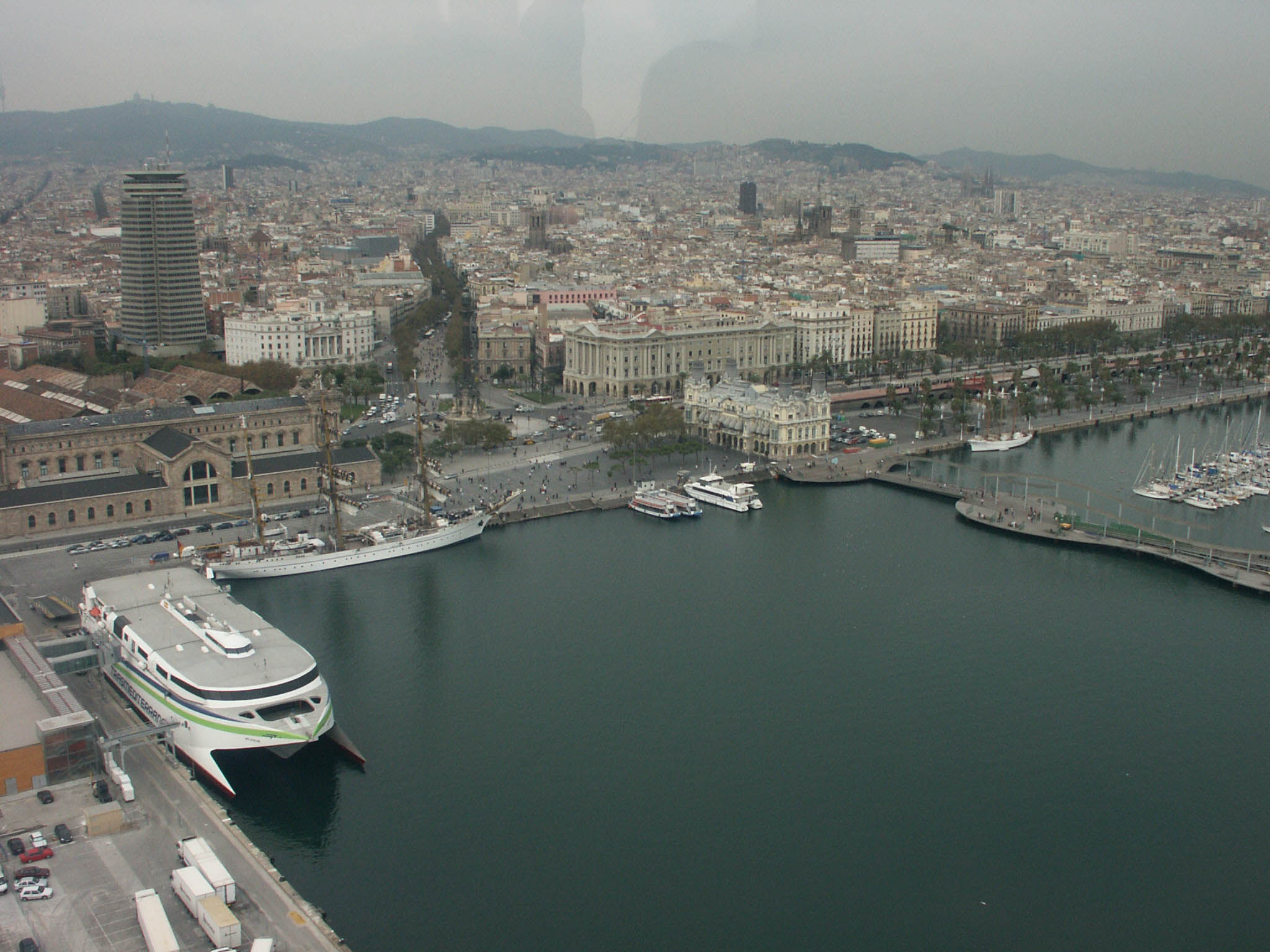
Port Vell et Ciutat Vella.

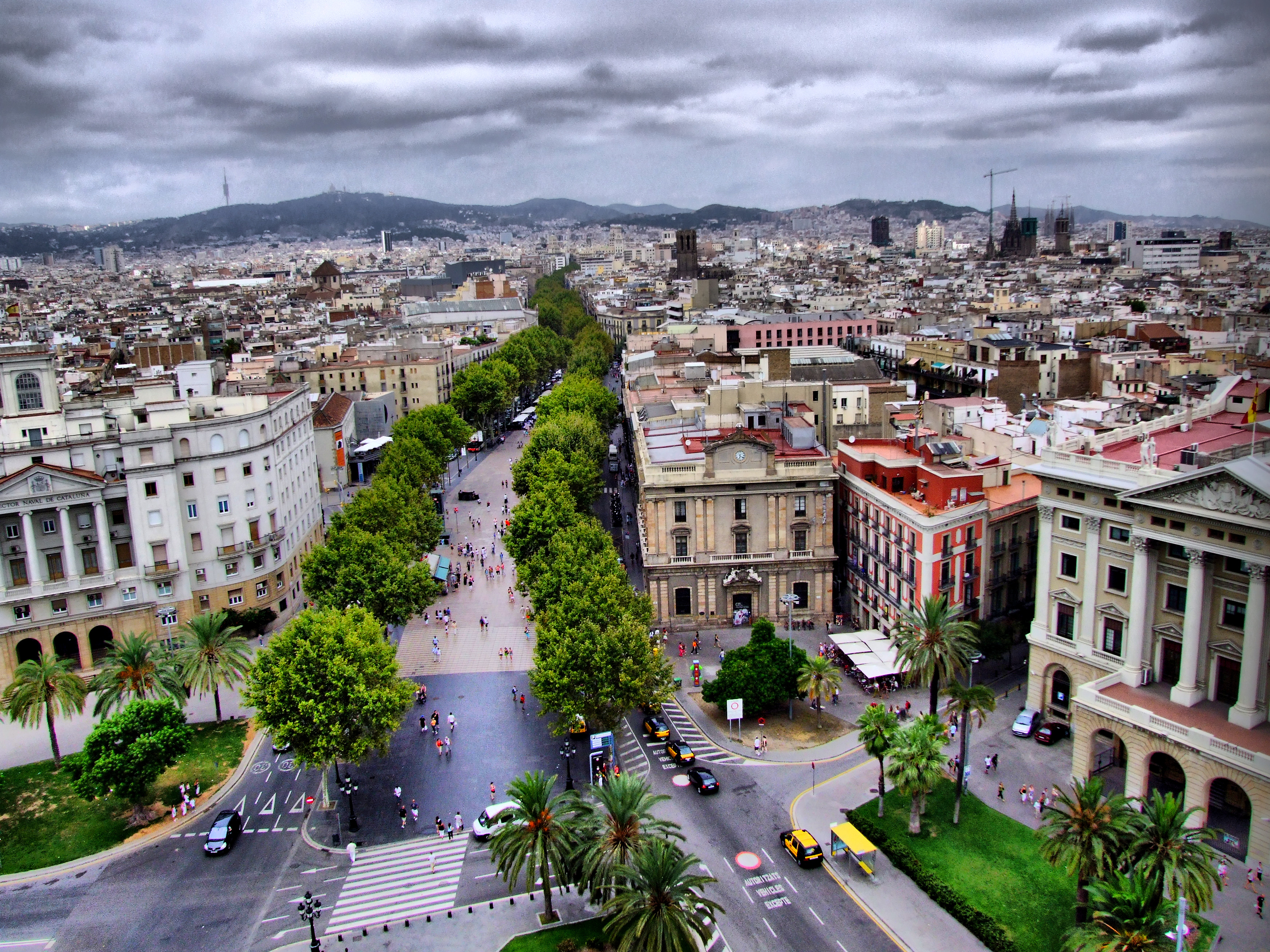
La Rambla.

Barcelone se trouve sur la côte, au bord de la mer Méditerranée, entre les embouchures des fleuves Besòs et Llobregat. La commune est limitée :
- au nord par les communes de Santa Coloma de Gramenet et Sant Adrià del Besòs
- à l'ouest par les communes de Montcada-i-Reixac et Sant Cugat del Vallès
- au sud par la zone franche (L'Hospitalet et Esplugues de Llobregat)
- à l'est par la mer Méditerranée

### Géologie et relief
En ce qui concerne son relief, la ville se compose de trois parties distinctes :
- la montagne de la Collserola (avec la cime du Tibidabo qui domine la ville avec ses 512 mètres),
- la plaine et les deltas du Besòs et du Llobregat marquant les limites urbaines perpendiculaires à la mer,
- des buttes émergeant au-dessus de la plaine littorale, dont la plus fameuse est celle de Montjuïc à 173 mètres, à proximité du port, et ancien site olympique.

Barcelone est située à 180 km du col du Perthus et de la frontière française. De l'autre côté des Pyrénées se situe le département des Pyrénées-Orientales.

### Climat
Barcelone a un climat méditerranéen, codé « Csa » selon la classification de Köppen, avec des influences subméditerranéennes à cause de sa situation dans le secteur nord-ouest du bassin méditerranéen mais protégée des vents dominants d'ouest à sa latitude (41° 23′ 00″ » Nord) grâce aux Pyrénées et particulièrement les hauts plateaux de la Meseta centrale (ou « Meseta castillane ») de la péninsule Ibérique. D'une part, à Barcelone les hivers sont plus secs que dans les climats méditerranéens traditionnels car la ville est protégée par les montagnes du Collserola qui l’entoure et n'est donc pas soumise au vent des perturbations atlantiques alors que celles-ci apportent la plupart des précipitations dans les autres régions de climat méditerranéen exposées à ce vent comme le Portugal, l'Italie, la Grèce ou la plus grande partie de l'Afrique du Nord et la Méditerranée orientale. D'autre part, au contraire, dans le semestre chaud, le contraste de perturbations froides en hauteur sur les Pyrénées orientales avec la masse d'air méditerranéenne en surface occasionne des périodes perturbées et orageuses en plein été. Il y a particulièrement une concentration de la période de pluies et de forts orages et tempêtes entre mai et novembre mais spécialement à partir d'août quand la mer est parvenue à des températures superficielles élevées (souvent plus de 25 °C). Certaines intensités horaires de précipitations à Barcelone (plus de 10 mm par minute) rappellent les climats de type chinois, et rapprochent le climat de celui du sud-est de la France qui enregistre des épisodes d'orage cévenol. Le vent d'est bute contre les reliefs littoraux et renforce la probabilité de forts orages voire de tornades entre mai et novembre, spécialement à partir d'août et en automne avec des pluies fréquentes (61 mm en août, plus de 90 mm en septembre et octobre…) en raison de la température de la mer Méditerranée encore très chaude en cette saison (20 °C encore en octobre).
Par conséquent, le régime de pluies hivernales des climats méditerranéens classiques est un régime équinoxial sur la côte catalane. Ainsi les mois les plus pluvieux de l'année sont les mois de mai, octobre, septembre et août et les plus secs juillet – ce qui est normal dans le bassin méditerranéen – et, chose assez exceptionnelle dans le contexte ibérique, février. Le climat de Barcelone est caractérisé aussi par la grande irrégularité de la pluviosité annuelle, qui est proche de 650 mm mais concentrée sur un nombre limité de jours (75). Cette forte irrégularité interannuelle est caractérisée par des années où un mois de septembre peut enregistrer seulement 5 mm et d'autres dans lesquelles on a dépassé les 300 mm. À côté d'années très sèches (quelquefois moins de 300 mm) il y a eu des années avec des précipitations supérieures à 1 000 mm. En fait, tous les mois ont dépassé les 100 mm et tous quelquefois ont enregistré 0 mm ou guère plus. Il faut aussi tenir compte du fait que le climat méditerranéen de la côte orientale de l'Espagne est l'un des plus irréguliers du monde. Ceci signifie qu'en beaucoup d'occasions les moyennes ne sont que des données statistiques. Ainsi, octobre d'une année peut être très sec et juillet ou février très pluvieux. Barcelone et Londres ont les mêmes précipitations annuelles, mais le climat de Londres n'est pas irrégulier et torrentiel comme celui de Barcelone.
La température moyenne annuelle à Barcelone est de 15,4 °C. La température des mois les plus chauds atteint plus de 28 °C, les minimales les plus froides de l'hiver sont supérieures à 4 °C. Encore sa situation entre la mer et les collines de Collserola et par une différence thermique entre le jour et la nuit qui est assez réduite. De plus, la proximité de la mer favorise l'installation de la brise marine qui tempère les excès thermiques en été. Décembre, janvier et février sont les mois les plus froids, avec une moyenne de températures de 9 °C à l'aéroport et de 10 °C au centre de la ville, affectée par une notable île de chaleur. Juillet et août sont les mois les plus chauds, avec une moyenne de températures de 24 °C. La température maximale enregistrée plus haute au centre de la ville a été de 38,6 °C. En été 2003 on a enregistré des moyennes supérieures de plus de 4 °C aux normales. La minimale enregistrée est de −10 °C le 11 février 1956. Récemment, pendant la forte vague de froid de janvier 1985 on a dépassé les −6 °C à nouveau. Quand même, au XIXe siècle on est parvenu à −9,6 °C en janvier 1896. À l'observatoire Fabra, situé sur la colline du Tibidabo, à 412 m d'altitude, la température maximale à laquelle on parvient au XXe siècle est de 39,8 °C le 7 juillet 1982, et la température la plus basse de −10 °C le 11 février 1956.
Les chutes de neige et les nuits de gel arrivent presque une fois par an. Néanmoins, la ville a connu de fortes chutes de neige comme pendant la tempête de neige à Noël en 1962 où furent enregistrés plus de 50 cm de neige au centre de la ville et un mètre dans les montagnes qui entourent la ville. Mais selon des données anciennes, en 1887 une chute de neige de 50 cm a également eu lieu et en 1933, 30 cm furent constatés. Statistiquement sur la chaîne de collines de Collserola les chutes de neige sont régulières chaque année, avec quatre jours en moyenne, et au niveau de la mer de un jour mais tenant au sol seulement une fois tous les cinq ans. Les tempêtes, qui occasionnellement arrivent à des limites sévères, se produisent 24 jours par an. La tempête la plus sévère récemment observée a été la nuit du 31 juillet 2002 quand plus de 200 mm de pluie étaient enregistrés en quelques observatoires de la ville avec des grands dégâts. Bien que Barcelone ne soit pas une ville venteuse elle est affectée régulièrement en été par le marin et, en certaines occasions, au semestre hivernal, pendant les moments de fort mistral qui peuvent arriver du golfe du Lion et de la vallée de l'Èbre. De toute façon les tempêtes de vent les plus fréquentes sont celles d'est – avec pluies persistantes – et celles d'ouest – avec effet de foehn – qui peuvent atteindre plus de 100 km/h. Il en va de même que ces tempêtes et ces changements de températures brutaux favorisent les apparitions des tornades ou de mini-tornades, qui se multiplient chaque année et dont on dénombre des dégâts souvent graves.
Barcelone peut être une ville ensoleillée mais sa situation entre mer et montagnes crée souvent une nébulosité suffisante pour favoriser des séries de jours couverts et avec des brouillards, spécialement au début du printemps et pendant l'automne. Les jours froids de l'hiver sont d'habitude ensoleillés, venteux et secs quand le vent de mistral (mestral en catalan) ou la tramontane peut arriver à souffler comme sur les côtes du golfe du Lion.
| Mois                                | jan.  | fév.  | mars  | avril | mai   | juin  | jui.  | août  | sep.  | oct.  | nov.  | déc.  | année   |
| ----------------------------------- | ----- | ----- | ----- | ----- | ----- | ----- | ----- | ----- | ----- | ----- | ----- | ----- | ------- |
| Température minimale moyenne (°C)   | 8,8   | 9,3   | 10,9  | 12,5  | 16,1  | 19,8  | 22,7  | 23,1  | 20    | 16,5  | 11,9  | 9,5   | 15,1    |
| Température moyenne (°C)            | 11,8  | 12,4  | 14,2  | 15,8  | 19,3  | 23    | 25,7  | 26,1  | 23    | 19,5  | 14,9  | 12,3  | 18,2    |
| Température maximale moyenne (°C)   | 14,8  | 15,6  | 17,4  | 19,1  | 22,5  | 26,1  | 28,6  | 29    | 26    | 22,5  | 17,9  | 15,1  | 21,2    |
| Ensoleillement (h)                  | 166,1 | 174,8 | 188,4 | 211,1 | 248,2 | 270,5 | 304,4 | 262,1 | 190,5 | 178,4 | 157,9 | 156,4 | 2 508,8 |
| Précipitations (mm)                 | 43,7  | 31,4  | 33    | 47,7  | 47,4  | 25,5  | 25,1  | 40,8  | 81,9  | 96,5  | 45,1  | 46,8  | 565     |
| Nombre de jours avec précipitations | 6     | 5     | 6,2   | 7,9   | 7,5   | 5,5   | 3,1   | 5,8   | 8     | 8     | 6,6   | 7     | 76,6    |

### Voies de communication et transports

#### Transport routier
La ville est reliée à Madrid par l'AP-2 et à Valence et la France par l'AP-7. Deux systèmes de tunnels routiers (Tunnels de Vallvidrera et Tunnels de la Rovira), aménagés à l'ouest, respectivement sous le massif de Collserola et sous la montagne du Turó de la Rovira, permettent de rejoindre le centre-ville. Le déplacement en automobile dans Barcelone est à proscrire. En effet, outre les difficultés de circulation, la ville fait appliquer une politique consistant en de très nombreux enlèvements de véhicules en cas de défaut de paiement des parcmètres. Ces parcmètres, par ailleurs, affichent les prix les plus élevés d'Espagne (1,70 à 2,50 euros de l'heure) et permettent d'ailleurs de multiplier ainsi par 1,5 les revenus issus du stationnement payant. Quant aux parkings à durée illimitée répartis dans la ville, ils coûtent de 30 à 45 euros pour 24 h.

#### Transport ferroviaire

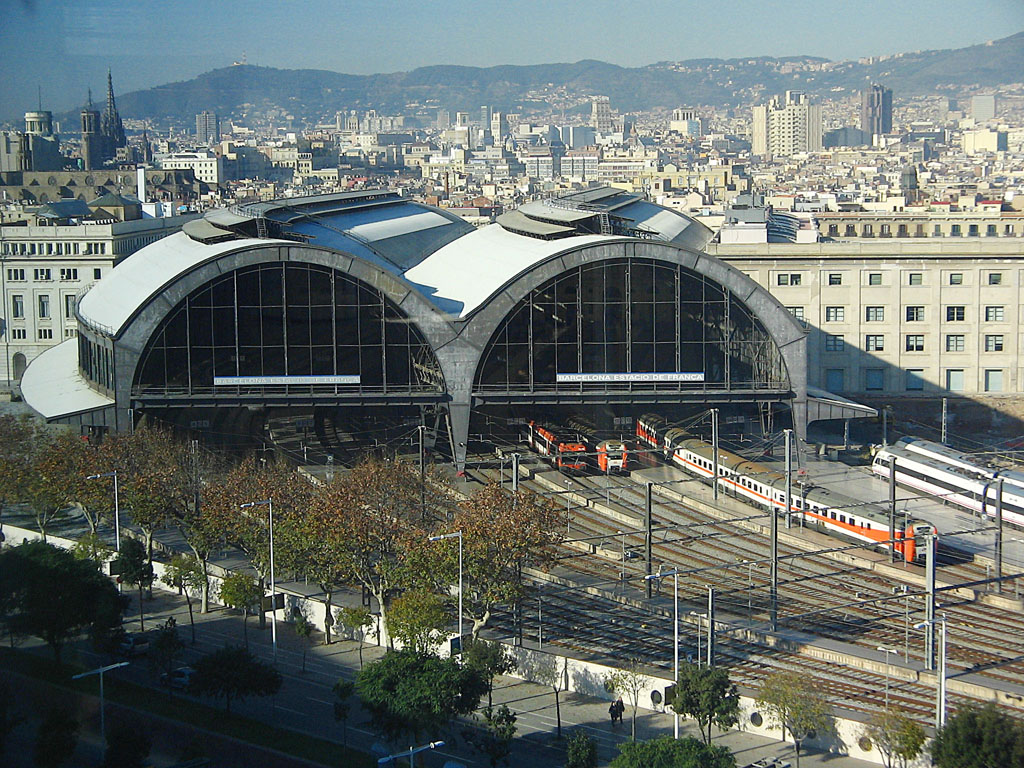
L'Estació de França.

Il existe à Barcelone un réseau de trains de banlieue, Rodalies de Catalunya, composé de sept lignes et exploité par la RENFE, permettant ainsi de rejoindre les différentes villes de la Catalogne.
La ville est desservie par la Renfe via deux gares importantes : Barcelone Sants (principale, à l'ouest de la ville) et Barcelone França (Grande gare terminus, au bord de la mer). Une nouvelle gare AVE est en construction : Barcelone Sagrera, terminus des TGV. La ville est traversée d'est en ouest par deux tunnels de lignes de chemin de fer qui convergent vers la station Sants à l'ouest. Vers 2012, un troisième tunnel réservé aux TGV et liant les gares de Sants et Sagrera va ouvrir ses portes dans le cadre du prolongement de la LGV vers la France.
Depuis la gare de Barcelone Sants il est possible de prendre des trains vers beaucoup de villes d'Espagne : Madrid, Valence, Séville, Grenade, Vigo ou Bilbao. La ville est reliée à Madrid par une LGV qui va jusqu'à la ville de Perpignan. Le service Talgo permet d'avoir des relations internationales : vers Montpellier de jour et vers Paris, Zurich, Milan en train de nuit.
Une autre compagnie de chemin de fer, les FGC, dessert également Barcelone depuis les gares Catalunya (vers le nord) et Plaça d'Espanya (vers l'ouest).
D'après l'AFP, le 20 novembre 2013, la ministre espagnole des Transports, Ana Pastor, a annoncé le premier train à grande vitesse reliant directement Paris à Barcelone, en un peu plus de six heures, pour le 15 décembre 2013,, date à laquelle il est lancé avec un an et demi de retard. La ligne est maintenant exploitée uniquement par la SNCF mais devrait être rejoint par la Renfe d'ici la fin d'année 2023.

#### Transports en commun

##### Tramway
Le tramway, quasiment éradiqué en 1971, a été réintroduit avec l'inauguration en mai 2004 de quatre voies (décomposées en six lignes) d'une longueur totale de 45 kilomètres, le tout régi par la Autoritat del Transport Metropolità (ATM). Leur fonction est d'assurer une desserte des quartiers périphériques tout en créant des connexions avec les lignes de métro. Il s'agit de deux réseaux indépendants : le Trambaix et le Trambesòs. La construction d'une voie d'interconnexion entre les deux réseaux est en cours.
| Réseau    | Ligne | Parcours                                           | Ouverture | Stations |
| --------- | ----- | -------------------------------------------------- | --------- | -------- |
| Trambaix  |       | Francesc Macià ↔ Bon Viatge                        | 2004      | 20       |
| Trambaix  |       | Francesc Macià ↔ Llevant - les Planes              | 2004      | 23       |
| Trambaix  |       | Francesc Macià ↔ Sant Feliu-Consell Comarcal       | 2004      | 19       |
| Trambesòs |       | Ciutadella I Vila Olímpica ↔ Estació de Sant Adrià | 2004      | 14       |
| Trambesòs |       | Glòries ↔ Gorg                                     | 2006      | 13       |
| Trambesòs |       | Glòries ↔ Estació de Sant Adrià                    | 2008      | 10       |

##### Bus
Le dense réseau de bus de la Transports Metropolitans de Barcelona (TMB), qui opère 108 lignes, sillonne la cité. À ces lignes s'ajoutent trois circuits touristiques. Trois autobus hybrides avec deux articulations qui circulent à partir de mai 2013 sur la ligne H12 Gran Via. Ces nouveaux autobus peuvent accueillir 40 personnes assises et 124 debout, et mesurent plus de 24 mètres.
La ligne 47, l'une des lignes historiques passant par le quartier de Torre Baró (district de Nou Barris), est l'objet du film El 47 de Marcel Barrena (Prix Gaudí et Goya 2025), racontant la lutte sous la Transition démocratique pour que les transports publics desservent également les quartiers périphériques et populaires de Barcelone.

##### Métro

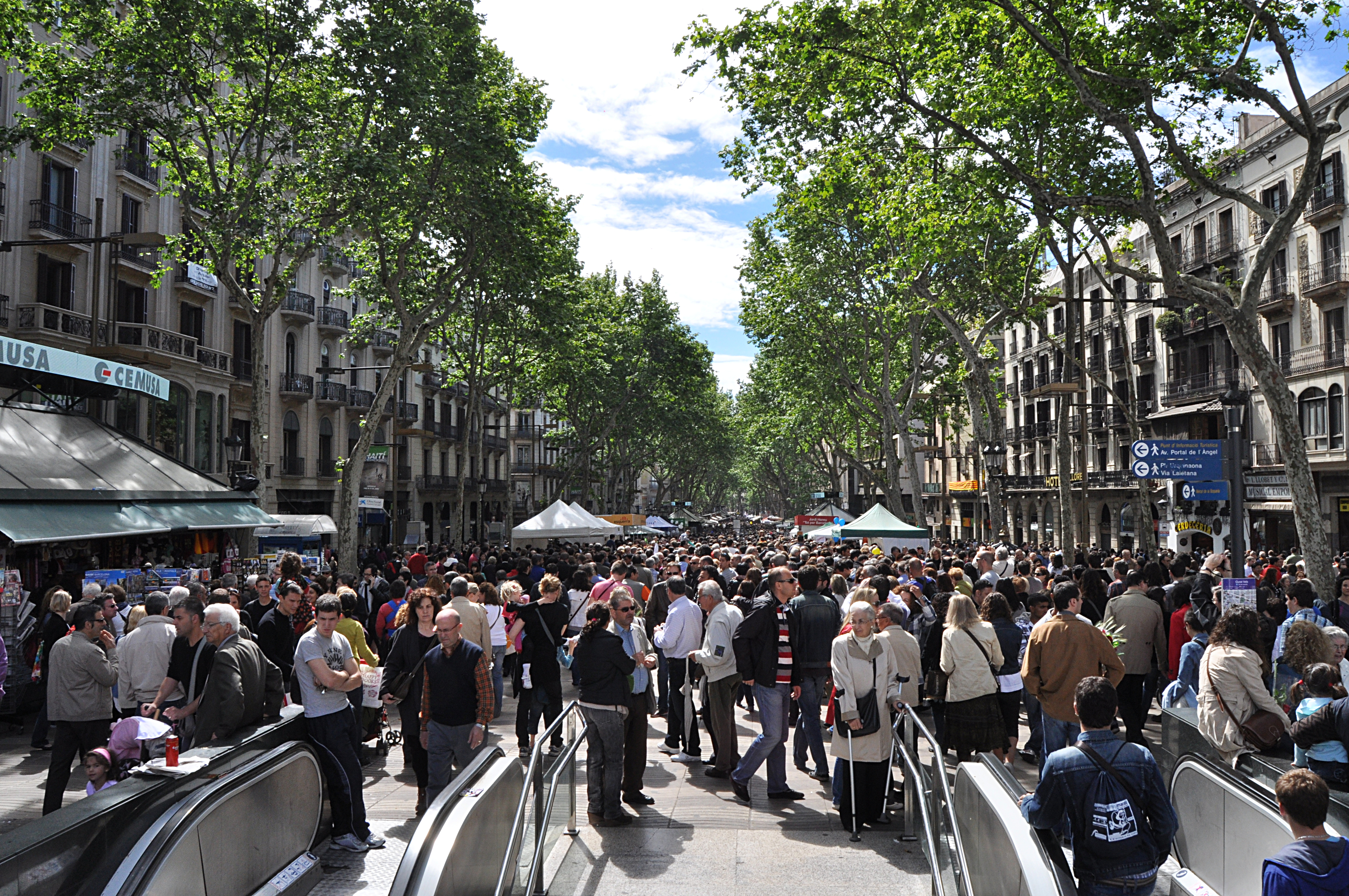

Barcelone dispose de 12 lignes de métro, dont trois à conduite automatique. Huit sont gérées par les Transports Metropolitans de Barcelona (TMB) et quatre constituent les sections métropolitaine du réseau des Chemins de fer de la généralité de Catalogne (FGC). Il s'agit du mode de transport le plus utilisé par les Barcelonais avec 406,8 millions de tickets vendus en 2009,.
| Exploitant | Ligne | Parcours                                           | Ouverture | Stations |
| ---------- | ----- | -------------------------------------------------- | --------- | -------- |
| TMB        |       | Hospital de Bellvitge ↔ Fondo                      | 1926      | 30       |
| TMB        |       | Paral·lel ↔ Badalona-Pompeu Fabra                  | 1995      | 18       |
| TMB        |       | Zona Universitària ↔ Trinitat Nova                 | 1924      | 26       |
| TMB        |       | Trinitat Nova ↔ La Pau                             | 1926      | 22       |
| TMB        |       | Cornellà Centre ↔ Vall d'Hebron                    | 1959      | 26       |
| TMB        |       | Can Zam ↔ Sagrera et Aeroport ↔ Zona Universitària | 2009      | 9 et 15  |
| TMB        |       | Gorg ↔ Sagrera et Collblanc ↔ Foc                  | 2010      | 6 et 8   |
| TMB        |       | Trinitat Nova ↔ Can Cuiàs                          | 2003      | 5        |
| FGC        |       | Plaça Catalunya ↔ Sarrià                           | 1863/1929 | 8        |
| FGC        |       | Plaça Catalunya ↔ Av. Tibidabo                     | 1954      | 7        |
| FGC        |       | Plaça d'Espanya ↔ Molí Nou                         | 1883/1985 | 11       |
| FGC        |       | Sarrià ↔ Reina Elisenda                            | 2016      | 2        |

##### Vélos en libre-service

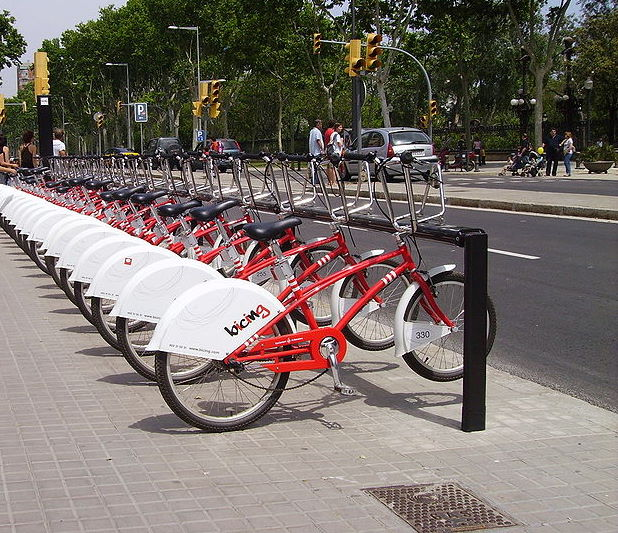
Bicing, le service de vélos en libre-service de Barcelone.

Depuis 2007, Barcelone est doté d'un système de vélos en libre-service. Mis en place par la municipalité, le service Bicing propose environ 6 000 vélos répartis sur 401 stations situées dans la partie basse de la ville. Bicing est la déclinaison barcelonaise du système SmartBike du groupe Clear Channel, qui en assure la gestion. Afin de « protéger » les nombreux professionnels de la location de vélos dans la ville, le service n'est toutefois pas accessible aux touristes, la procédure d'inscription se faisant uniquement sur Internet et supposant une domiciliation en Espagne.

#### Transport maritime

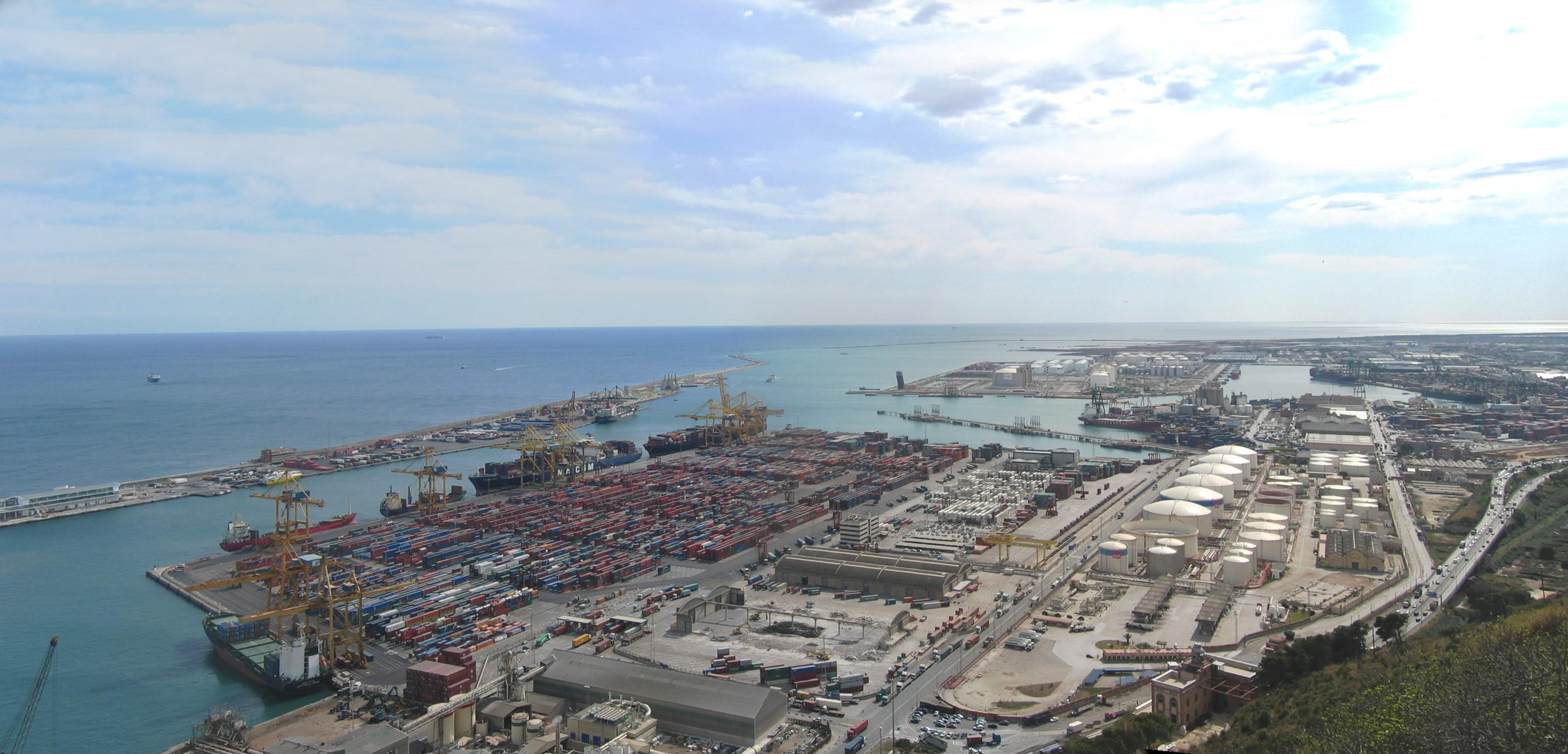
Port de Barcelone.

Barcelone est avant tout une ville maritime, géographiquement et historiquement tournée vers la mer Méditerranée, comme en témoigne la présence de nombreux ports.
En 2004 ont commencé des travaux pour doubler sa capacité à l'horizon 2012. Pendant l'année 2005, il y a eu 1 228 561 passagers des bateaux de croisière. À côté du port se trouve le Maremagnum, un grand centre commercial, un cinéma et un aquarium. Le port est divisé en deux grandes parties, industrielle et commerciale. Le port fait partie de La Rambla.
Depuis 1995, le port Vell offre un large éventail d'activités, que ce soit dans le domaine de la culture, des loisirs ou bien des affaires. S'y concentrent le Maremagnum, l'Aquàrium, le musée d'histoire de Catalogne, le musée Maritime, qui expose notamment une réplique du premier sous-marin du monde, l'Ictíneo I, inventé par le savant catalan Narcís Monturiol i Estarriol.ou encore la Marina Port Vell.

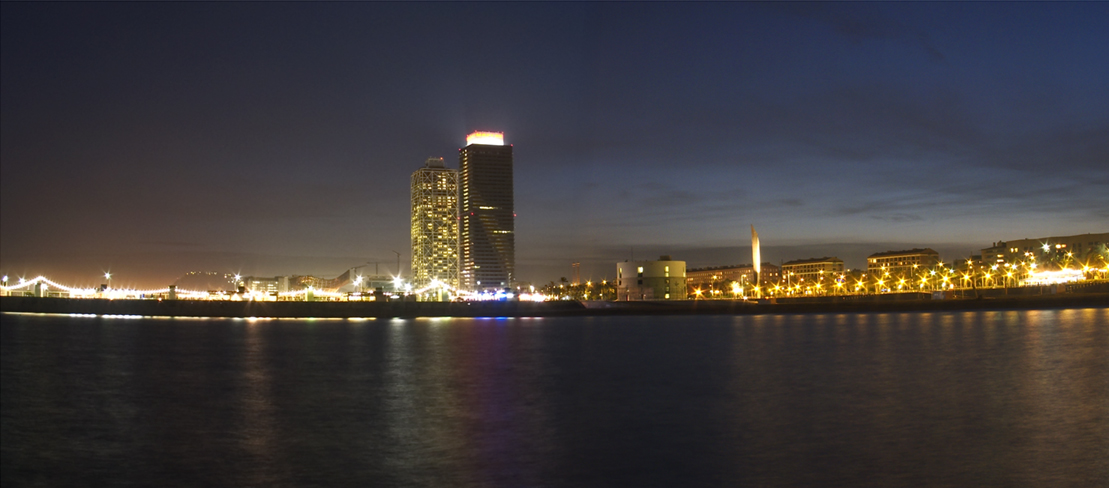
Port olympique de Barcelone.

Le Port olympique a été aménagé à l'occasion des Jeux olympiques d'été de 1992. Le village olympique a été construit sur d'anciens terrains industriels. Ce port, situé entre les plages du Somorrostro et de la Nova Icària, encadré par deux gratte-ciel, l'Hôtel Arts et la Tour Mapfre, invite au mouvement, de jour comme de nuit : sports nautiques, discothèques, bars. Il est également le site de la célèbre sculpture monumentale Le Poisson de l'architecte Frank Gehry.
D'un point de vue industriel, le plus important des ports jouxte la zone franche de Barcelone, au sud de Montjuïc, limitrophe avec Barcelone (dans la continuité du Vieux-Port et de la ville de L'Hospitalet de Llobregat. Il possède deux terminaux internationaux, 17 grues permettant de charger et décharger des conteneurs, des terminaux destinés aux automobiles, des terminaux pétroliers et gaziers, des silos (café, vrac), entre autres. Les navires peuvent atteindre jusqu'à 17 m de tirant d'eau (Post-Panamax).
L'extrémité de La Barceloneta reçoit une partie de l'activité de pêche.

#### Transport aérien
L'aéroport Josep Tarradellas Barcelone-El Prat est situé à 12 km au sud ouest de Barcelone ; il est le 2e aéroport d'Espagne avec plus de 52,6 millions de passagers en 2019. Il est desservi par 90 compagnies aériennes et 210 destinations, c'est une Plate-forme de correspondance aéroportuaire pour Vueling Airlines et une base majeure pour Iberia Líneas Aéreas de España, Ryanair et Air Europa.

## Urbanisme

### Morphologie urbaine

#### Districts et quartiers
| - OpenStreetMap Limites de la province. - OpenStreetMap Limite de la ville. |

| - Carte des districts de Barcelone. - Carte des quartiers de Barcelone. |

La ville est divisée en dix districts, eux-mêmes divisés en quartiers :

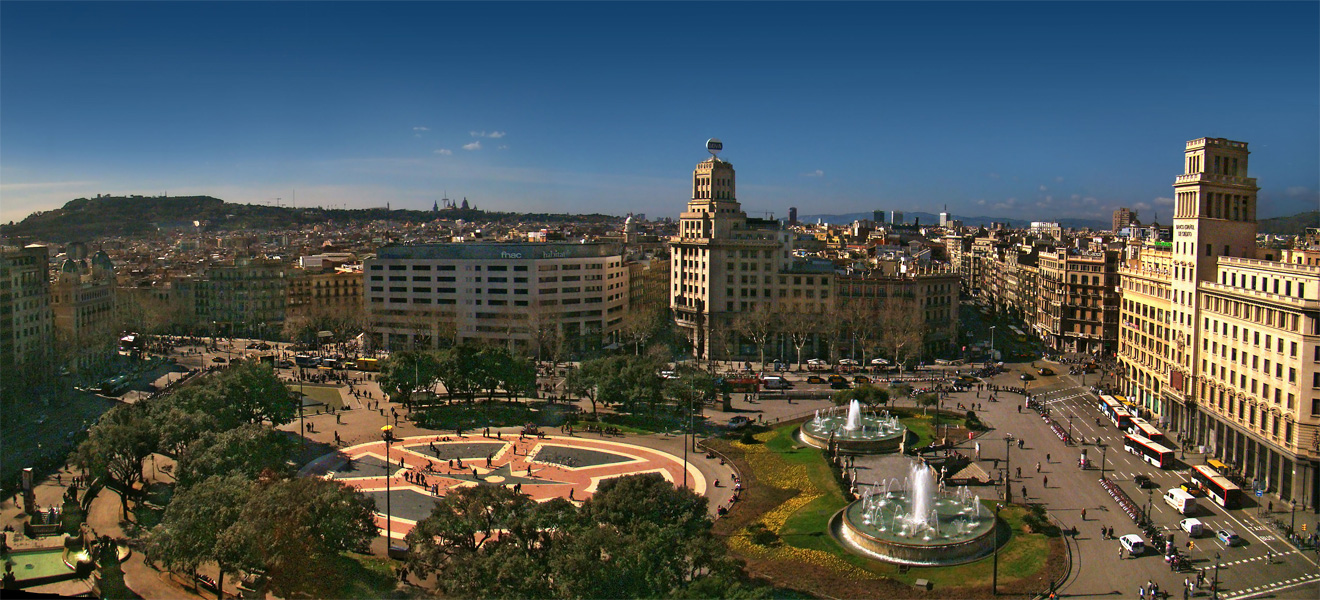
Plaça Catalunya, où la Ciutat Vella rencontre l'Eixample.

1. Ciutat Vella : El Raval, el Gòtic, La Barceloneta, et la Ribera
2. L'Eixample : Sant Antoni, Nova Esquerra de l'Eixample (es), Antiga Esquerra de l'Eixample (es), la Dreta de l'Eixample (es), la Sagrada Família et el Fort Pienc (es)
3. Sants-Montjuïc : el Poble Sec, La Marina del Prat Vermell (es), La Marina de Port (es), La Font de la Guatlla (es), Hostafrancs, Bordeta (es), Sants-Badal (es), Sants, le parc de Montjuïc et la zone franche du port
4. Les Corts : Les Corts, la Maternitat i Sant Ramon (es) et Pedralbes
5. Sarrià-Sant Gervasi : Vallvidrera, el Tibidabo i les Planes (es), Sarrià, les Tres Torres (es), Sant Gervasi-Bonanova (es), Sant Gervasi-Galvany (es) et el Putget i Farró (es)
6. Gràcia : Vallcarca i els Penitents (es), El Coll (es), La Salut (es), la Vila de Gràcia, el Camp d'en Grassot i Gràcia Nova (es)
7. Horta-Guinardó : El Baix Guinardó (es), el Can Baró (es), el Guinardó, La Font d'en Fargues (es), El Carmel (en), La Teixonera (es), Sant Genís dels Agudells (es), Montbau (es), La Vall d'Hebron, La Clota (es) et Horta
8. Nou Barris : Vilapicina y La Torre Llobeta (es), Porta (es), el Turó de la Peira (es), Can Peguera (es), La Guineueta (es), Canyelles, les Roquetes, Verdum (es), La Prosperitat (es), La Trinitat Nova (es), Torre Baró, Ciutat Meridiana (es) et Vallbona (es)
9. Sant Andreu : la Trinitat Vella, Baró de Viver, el Bon Pastor (es), Sant Andreu, La Sagrera, El Congrés i els Indians (es) et Navas, Sant Andreu (en)
10. Sant Martí : El Camp de l'Arpa del Clot (es), El Clot, El Parc i la Llacuna del Poblenou (es), La Vila Olimpica del Poblenou (es), el Poblenou, Diagonal Mar et Front Maritime du Poblenou, El Besós y el Maresme (es), Provençals del Poblenou (es), Sant Martí de Provençals et La Verneda i la Pau (es)

### Logements
En 2018, la municipalité obtient après une bataille judiciaire la levée du veto du Tribunal constitutionnel sur l'expropriation des logements vides. Plus de 2 000 logements appartenant à des banques mais inoccupés depuis plusieurs années pourraient être convertis en logements sociaux.

## Toponymie

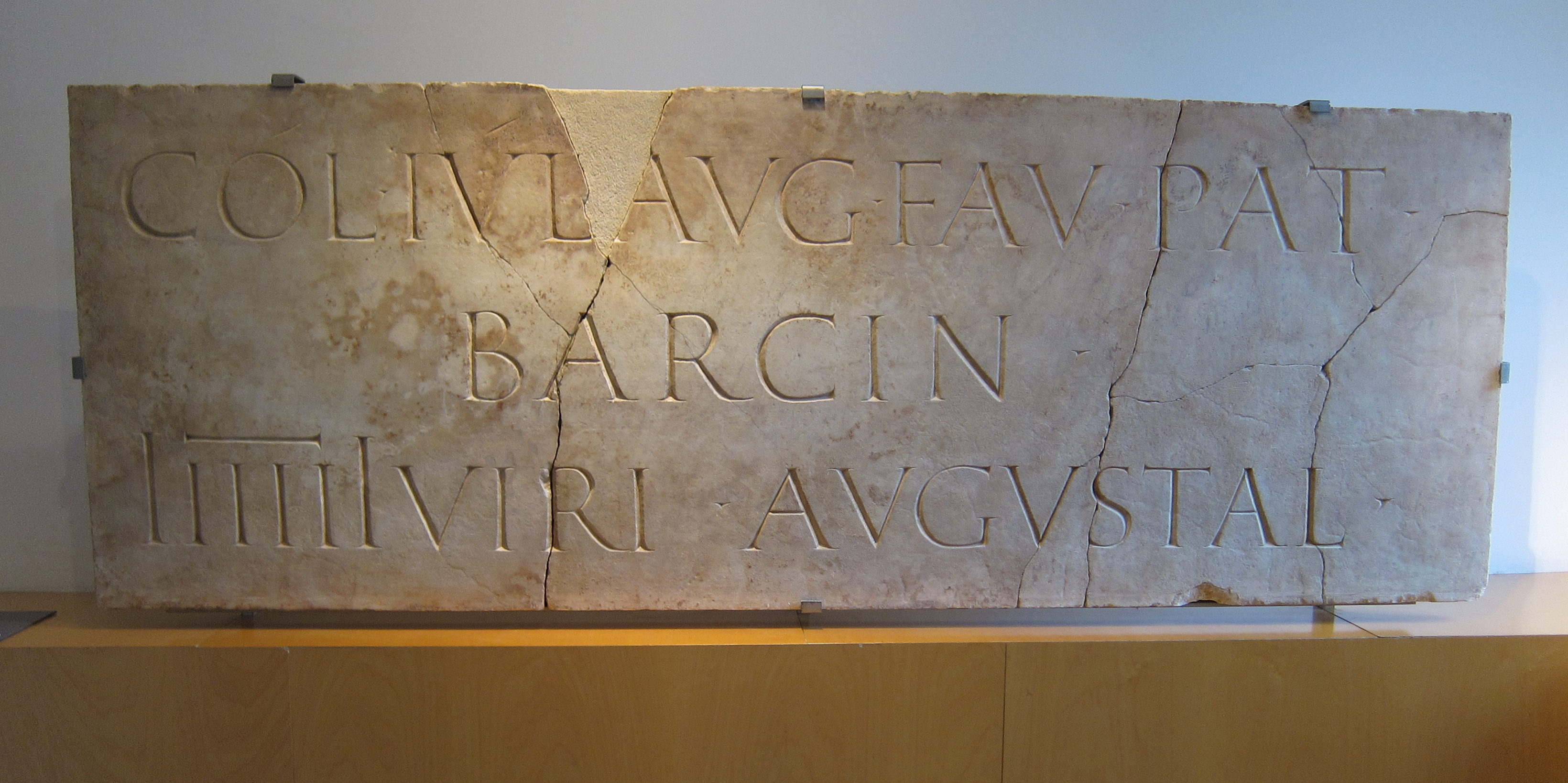
Barcelone est fondée en 10 av. J.-C. par l'empereur romain Auguste qui nomme cette colonie Barcino. Inscription sur marbre « Colonia Julia Augusta Faventia Paterna Barcino » (abrégée en « COL IVL AVG FAV PAT BARCIN »).

Dès les VIIe siècle av. J.-C. et VIe siècle av. J.-C. la zone de Barcelone était habitée par des villages ibères de la tribu des Laietans (Layetanos). Une colonie grecque (Kallipolis) semble également avoir existé dans les environs. La zone fut d'abord occupée par les Carthaginois lors de la deuxième guerre punique puis par Scipion Émilien.
Au sens strict, la ville fut refondée par les Romains à la fin du Ier siècle av. J.-C., sur les mêmes villages ibères que ceux sur lesquels ils s'étaient déjà installés avant 218 av. J.-C., date à laquelle leur présence est attestée. Le nouveau site fut transformé en place militaire et devint une colonie romaine nommée colonia Faventia Julia Augusta Pia Barcino. On trouve dans l'Antiquité la ville sous plusieurs noms : Βαρκινών en grec ancien, et en latin Barcino (« Colonia Julia Augusta Faventia Paterna Barcino »), Barcilonum ou Barceno. Durant le Moyen Âge, Barcelone a été connue avec les noms suivants : Barchinona, Barçalona, Barchelona ou Barchenona.
Plusieurs hypothèses existent pour expliquer l'origine du nom de Barcino. L'hypothèse principale s'appuie sur une inscription en ibère retrouvée sur une pièce de monnaie (), Barkeno, pour affirmer que le nom vient de la période phénicienne.
Une autre hypothèse fait référence à Hamilcar Barca, fondateur légendaire de la ville, ou à son fils Hannibal Barca, tous les deux de la dynastie des Barcides. Cette hypothèse historique a été invalidée par la mise au jour et les fouilles des ruines de la ville de Barcino, sous le musée d'histoire de Barcelone.
Il existe enfin une légende qui donne une origine mythologique au nom de la ville. Selon cette légende, Hercule aurait rejoint les Argonautes après le quatrième de ses douze travaux, pour les aider à trouver la Toison d'or. Lorsqu'ils passèrent la côte catalane, une tempête aurait dispersé les navires et fait disparaître la 9e embarcation. Hercule aurait alors trouvé les restes de la Barca Nona, le 9e navire, près de l'actuel Montjuïc. L'équipage du navire aurait trouvé l'endroit si accueillant qu'ils auraient décidé, avec l'aide d'Hermès (dieu du commerce et des arts) de fonder une ville qu'ils nommèrent Barcanona.
La ville est connue sous le nom de Barcelona dans la grande majorité des langues (le catalan bien-sûr, mais également l'anglais, l'allemand, le croate, l'espagnol, le portugais, etc), ou sous une transcription similaire dans l'alphabet local (l'arabe « برشلونة », le russe « Барселона », etc.). Quelques exceptions existent – tels le basque (Bartzelona), le français (Barcelone), et l'italien (Barcellona) – mais qui ne sont jamais loin de la forme originelle.
Familièrement, la ville est souvent appelée Barna [ˈbaɾ.nə] (de Barcelona ; Barça étant réservé pour l'équipe de football) et possède plusieurs surnoms, les plus connus étant cité comtale, d'après son statut historique, et ville des prodiges, d'après le roman homonyme d'Eduardo Mendoza.

## Histoire

### Antiquité
Des fouilles ont mis au jour une partie de la cité romaine de Barcino, exposée au musée d'Histoire de la ville. Ces travaux archéologiques ont permis à la Mairie de Barcelone de publier un dossier historique consacré à l'histoire de la ville depuis ses origines jusqu'à l'époque contemporaine. Ces recherches historiques mettent fin à la légende attribuant à tort à Hannibal Barca la fondation de Barcelone. Elles affirment que cette installation revient au fils de l'empereur Auguste. 

« La Colonia Ivlia Faventia Paterno Barcino fut fondée par Auguste à la fin des guerres cantabres (c. 10 av. J.-C.). Il s'agit d'une fondation ex novo dans un contexte général de réorganisation du territoire du nord est de l'Hispania »

— Carme Miró i Alaix
Barcino était à cette époque une petite place fortifiée, peuplée au maximum de deux mille habitants essentiellement militaires, aux côtés de Bætulo (Badalone). C'était l'une des places mineures de la Catalogne contemporaine. Empuriæ et surtout Tarraco, capitale de l'Hispanie citérieure occupaient les premiers rangs.

### Moyen Âge
En décembre 414, Barcino est prise par les Wisigoths d'Athaulf venant d’Italie. À la chute de l'Empire romain, elle devint capitale du Royaume wisigoth (415, 507-510 et 531-548). Lors de cette période de transition de l'antiquité au Moyen Âge, les nouvelles fortifications et la position stratégique donnèrent à Barcino un rôle plus important. Elle dépassa alors Tarraco qui déclina après avoir été rasée par les Vandales.
En 714-716, les armées musulmanes sous le commandement de Mûsâ Ibn Nusayr prennent la ville lors du premier assaut. Le nom de Barcino évolue alors en Barshinûna, Barjlûna ou encore Barshalûna et y nomment le gouverneur Sulayman Ibn Yaqzan Ibn al-Arabi. Barcelone fait alors partie d'al-Andalus.
En 801, les Carolingiens conquièrent la ville ; ils la transforment en capitale du comté de Barcelone, avant de l'incorporer à la marche d'Espagne (Marca Hispanica, littéralement « marche hispanique »). En 856, elle est à nouveau occupée par les Arabes. En 859, Barcelone est pillée par les Vikings du chef Hasting, qui viennent de Nantes et avaient hiverné en Camargue. Avec le temps, le comté acquit une certaine indépendance vis-à-vis de la dynastie carolingienne dont le règne se termine officiellement au Xe siècle. En 985, Al-Mansur, le tout puissant vizir du calife omeyyade de Cordoue, ville située au sud d'al-Andalus, prend d'assaut Barcelone. Le comte Borrell II demande de l'aide à son suzerain Lothaire de France. Ni lui, ni son allié byzantin ne pouvant lui venir en aide, comme l'obligeait le droit féodal, le comté dénonce ses liens de suzeraineté et prend une indépendance de fait.
Paradoxalement, cet événement va marquer le début d'une phase d'expansion de la Catalogne ; ce mouvement va impliquer les autres États de la marche d'Espagne. D'une part, de nombreux Mozarabes et Juifs fuyant les persécutions dans le califat de Cordoue, vont trouver refuge dans les anciens États de la marche d'Espagne ; ils y amènent toutes leurs connaissances et leur culture (en ce temps-là, on ne parlait pas encore — en castillan — de « pureté du sang »). D'autre part, pour pouvoir reconstruire, les paysans vont louer leurs services comme mercenaires du calife. Revenus en Catalogne, ils vont s'organiser pour se défendre et emploieront les techniques agricoles utilisées dans le califat de Cordoue. Ils vont ainsi bâtir des moulins et irriguer la terre. Les échanges commerciaux avec le califat vont se développer rapidement. Il en résulte une poussée démographique et un développement des techniques dès la fin du Xe siècle. La poussée monastique et le développement du pèlerinage de Saint-Jacques-de-Compostelle vont permettre la transmission de cette poussée technique aux autres États de la marche d'Espagne, puis au reste de l'Europe. Ce développement des techniques s'accompagne aussi d'une grande expansion de la culture. Le pape Sylvestre II étudia à Barcelone où il compléta sa formation dans le domaine scientifique. Il remet à l'honneur la culture antique à travers Virgile, Porphyre de Tyr, Aristote, Cicéron et Boèce. C'est par ce dernier qu'il s'initie à l'arithmétique. De là, il aborde les calculs pratiques et fabrique une table à compter, l'abaque dite de Gerbert.

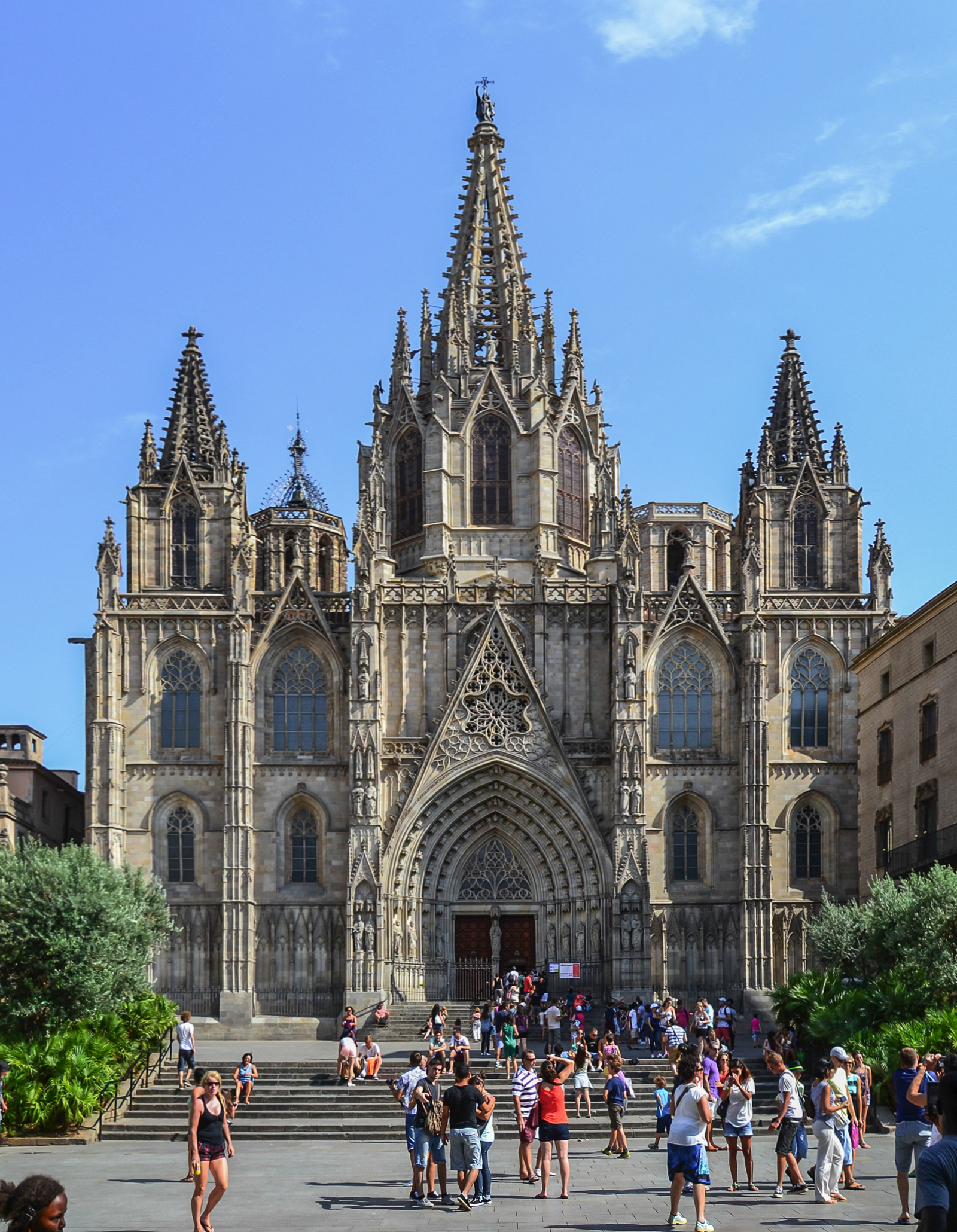
Cathédrale Sainte-Eulalie de Barcelone.

Autre fait majeur, la présence de paysans soldats, propriétaires de leur moulin, conduisit à une interprétation non-absolutiste du féodalisme. Les comtes-rois (plus tard devenus rois d'Aragon, de Valence et de Majorque) durent composer avec leur tiers état. La mise en place d'un État féodal en Catalogne au cours du XIe siècle n'impliqua pas seulement le comté de Barcelone, qui prit une certaine dominance sur les autres comtés de la marche. Barcelone devint le centre d'un territoire qui comprenait l'actuelle Catalogne, différentes possessions maritimes, ainsi que la confédération catalano-aragonaise (1282-1412) pendant une bonne partie de son histoire. Barcelone fut l'une des principales puissances méditerranéennes du XIIIe  au XVe siècle, centre d'un important commerce maritime rivalisant avec Gênes, Pise et Venise.

### Époque moderne
À partir du XIVe siècle, la ville entre dans une période de déclin à la suite de l'extinction de la dynastie catalane et la succession par la famille castillane des Trastamara, qui culmine avec le mariage de Ferdinand II d'Aragon et d'Isabelle de Castille (les « Rois catholiques »). Dès lors, la tradition pactiste des institutions catalanes se heurtera au modèle absolutiste de la monarchie castillane. Barcelone est une première fois dévastée à la suite de la proclamation de la république de Catalogne sous protection française (1640 à 1652, année où les Français sont assiégés dans la ville). Lors de la guerre de Succession (1701-1714), Barcelone, comme la plupart de la Catalogne, prit le parti de l'archiduc Charles contre le roi Bourbon, Philippe V. Après le siège de 1697, la ville s'ouvre à l'armée de l'archiduc et le proclame roi sous le nom de Charles III. Barcelone est assiégée par les Franco-Espagnols en 1705 et 1706, puis à nouveau de juillet 1713 à septembre 1714. La capitulation a pour conséquence, dans le cadre de la politique centralisatrice et répressive des Bourbon, la disparition des institutions propres à la Catalogne (conseil de Cent et Generalitat). La reprise économique commencée à la fin du XVIIe siècle et l'industrialisation au XIXe siècle permettent à Barcelone de redevenir un important centre politique et culturel. Comme dans le reste de la Catalogne, la révolution industrielle à Barcelone fait la part belle à l'industrie textile.

### Époque contemporaine

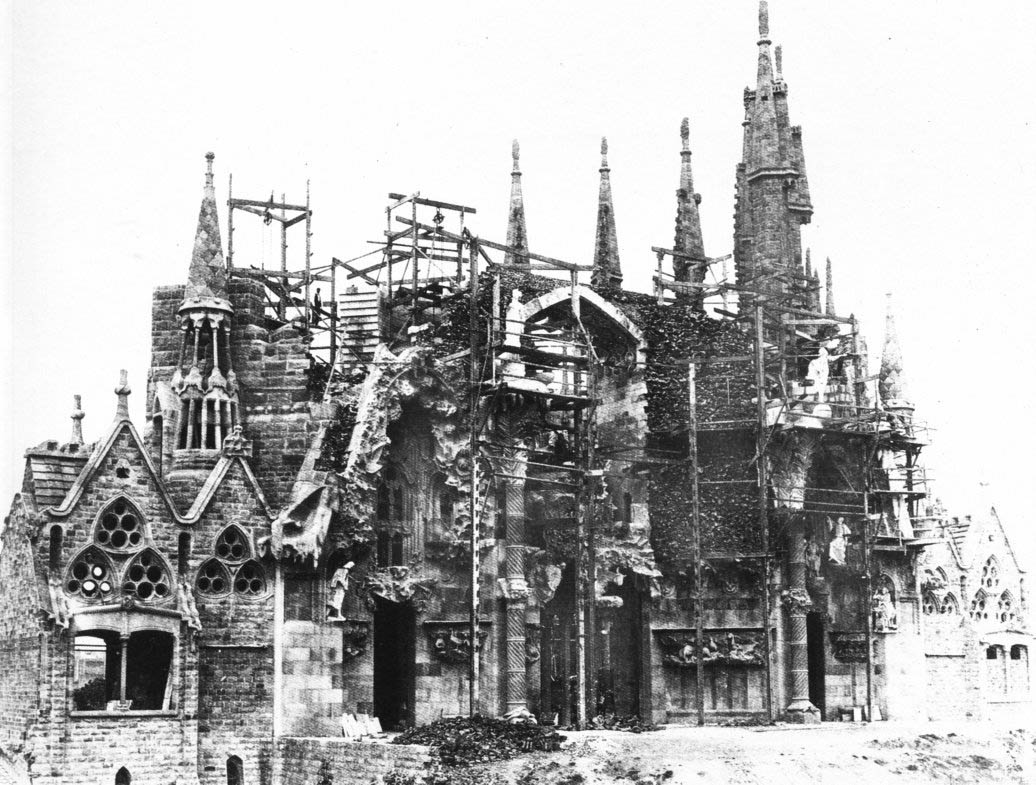
Sagrada Família en construction en 1897, 14 ans après la reprise du chantier par Antoni Gaudí.

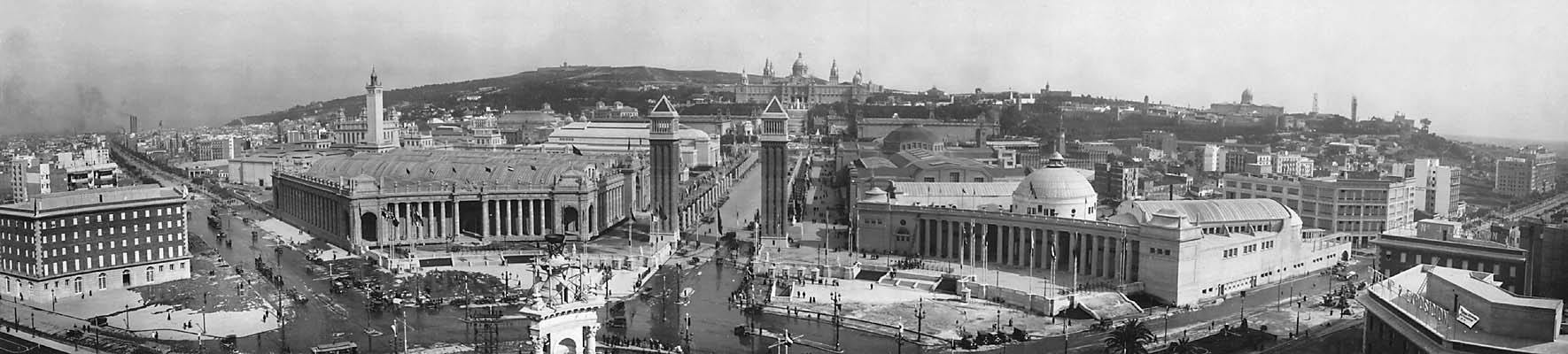
Exposition universelle de 1929.

La Ville fut touchée en 1819 par la deuxième pandémie de peste, comme le montre le tableau d'Horace Vernet réalisé en 1822, intitulé Peste à Barcelone en 1819 et conservé au Musée de l'Ermitage à Saint-Pétersbourg.

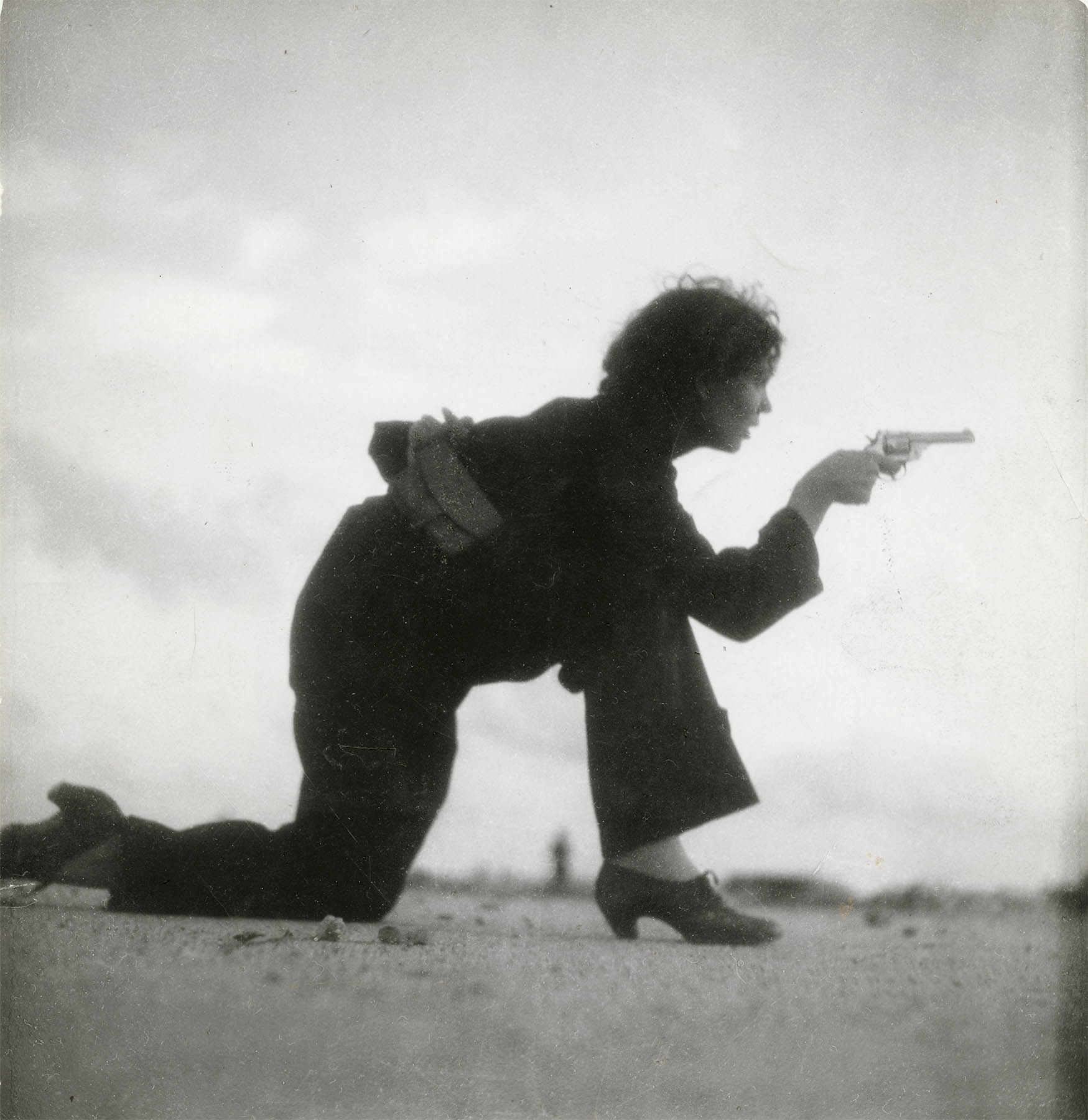
Soldate républicaine à Barcelone, photographie de Gerda Taro en 1936 sur la plage du Somorrostro.

Dès le début du XIXe siècle, Barcelone réclamait la démolition des murailles et de la citadelle devenues inutiles, après le siège de la ville en 1823 lors de l'expédition d'Espagne. Ces installations étaient essentiellement répressives et non défensives. Elles furent utilisées par le général Espartero en 1842 pour bombarder la ville. La démolition fut finalement tolérée, puis autorisée, en 1854, grâce au soutien de Pascual Madoz, homme politique et écrivain, qui fut gouverneur de Barcelone durant 75 jours, à fin de lutter contre l'épidémie de choléra. Ceci permettra la mise en œuvre d'un ambitieux projet d'urbanisation, le Plan Cerdà. En 1888, Barcelone organise sa première exposition universelle, qui permit l'expansion du modernisme catalan, mouvement qui marque profondément la ville et qui dura jusqu'à la seconde exposition universelle de la ville en 1929, où le noucentisme prit le relais.

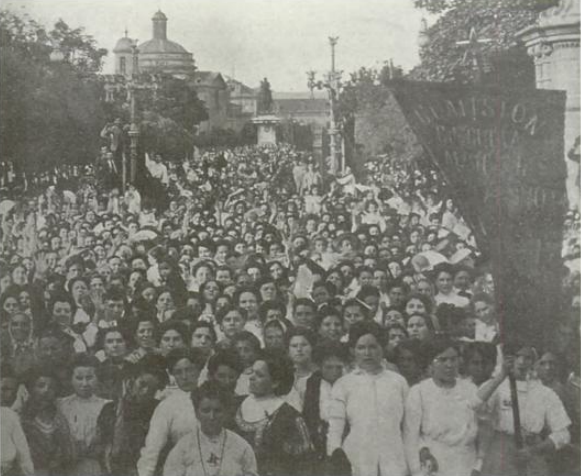
La manifestation des femmes du 10 juillet 1910, organisée par Ángeles López de Ayala à Barcelone.

Barcelone est également le théâtre, tout au long de son histoire, de grands mouvements sociaux et sociétaux. Ainsi, le 10 juillet 1910, la ville accueille l'une des premières manifestations en faveur des droits des femmes dans le monde, organisée par Ángeles López de Ayala.
Le 14 avril 1931, à la suite des élections municipales le candidat du parti républicain catalan ERC, Francesc Macià, une heure avant la proclamation de la République espagnole, proclame la République catalane qui aboutit finalement à l'autonomie de la Catalogne. À partir de 1936, l'Espagne s'embrase lors de la guerre civile :
Barcelone soutient les forces républicaines et organise en juillet 1936 les olympiades populaires contre Hitler.
Durant l'été 1936, Montjuïc devient ainsi le site des Olympiades populaires sous la Seconde République espagnole du 19 au 26 juillet 1936. Cet 'événement, compte de nombreux sportifs internationaux, mais est interrompu par le déclenchement de la guerre d'Espagne en juillet. Le soulèvement nationaliste des 17 et 18 juillet 1936 des nationalistes espagnols a effectivement lieu pendant les Jeux. Les Olympiades populaires  (Olímpiada Popular en catalan) sont considérées;, avant la Seconde Guerre mondiale, dans l'histoire européenne et internationale contemporaine, comme un acte de protestation envers la politique allemande d'Hitler. Elle demeurent dans l'histoire du XXe siècle un acte de résistance du monde sportif contre la tenue des Jeux olympiques de Berlin organisés par Hitler, allié des nationalistes, la même année.
La société barcelonaise change considérablement pendant cette période. L'écrivain George Orwell en fit cette description : « C'était bien la première fois dans ma vie que je me trouvais dans une ville où la classe ouvrière avait pris le dessus. À peu près tous les immeubles de quelque importance avaient été saisis par les ouvriers. Tout magasin, tout café portait une inscription vous informant de sa collectivisation. Les garçons de café, les vendeurs vous regardaient bien en face et se comportaient avec vous en égaux. Les tournures de phrases serviles ou même simplement cérémonieuses avaient pour le moment disparu. Et le plus étrange de tout, c'était l'aspect de la foule. À en croire les apparences, dans cette ville les classes riches n'existaient plus. Et surtout il y avait la foi dans la révolution et dans l'avenir, l'impression d'avoir soudain débouché dans une ère d'égalité et de liberté »,. La ville fut durement bombardée par les Italiens en mars 1938 avant d'être prise par les forces franquistes en février 1939.

Barcelone en 1932. Photographies de Walter Mittelholzer, ETH-Bibliothek.

Depuis la fin des années 1970, à la fin de la dictature de Franco et lors de la transition démocratique, la ville de Barcelone entame un nouveau développement culturel et urbain sous la supervision de l'architecte Josep Antoni Acebillo i Marín, qui lui a donné son attractivité contemporaine. Le retour de la démocratie, de l'autonomie, la participation croissante de la société civile, des réformes urbaines importantes ainsi que quelques événements internationaux comme les Jeux olympiques d'été de 1992 transforment la ville en cité cosmopolite, attirant le tourisme international.
En 2003, Barcelone accueille le quinzième festival Europa Cantat.
Le 17 août 2017, Barcelone est frappé par un attentat à la voiture-bélier sur la Rambla qui fait quinze morts et une centaine de blessés.

## Politique et administration

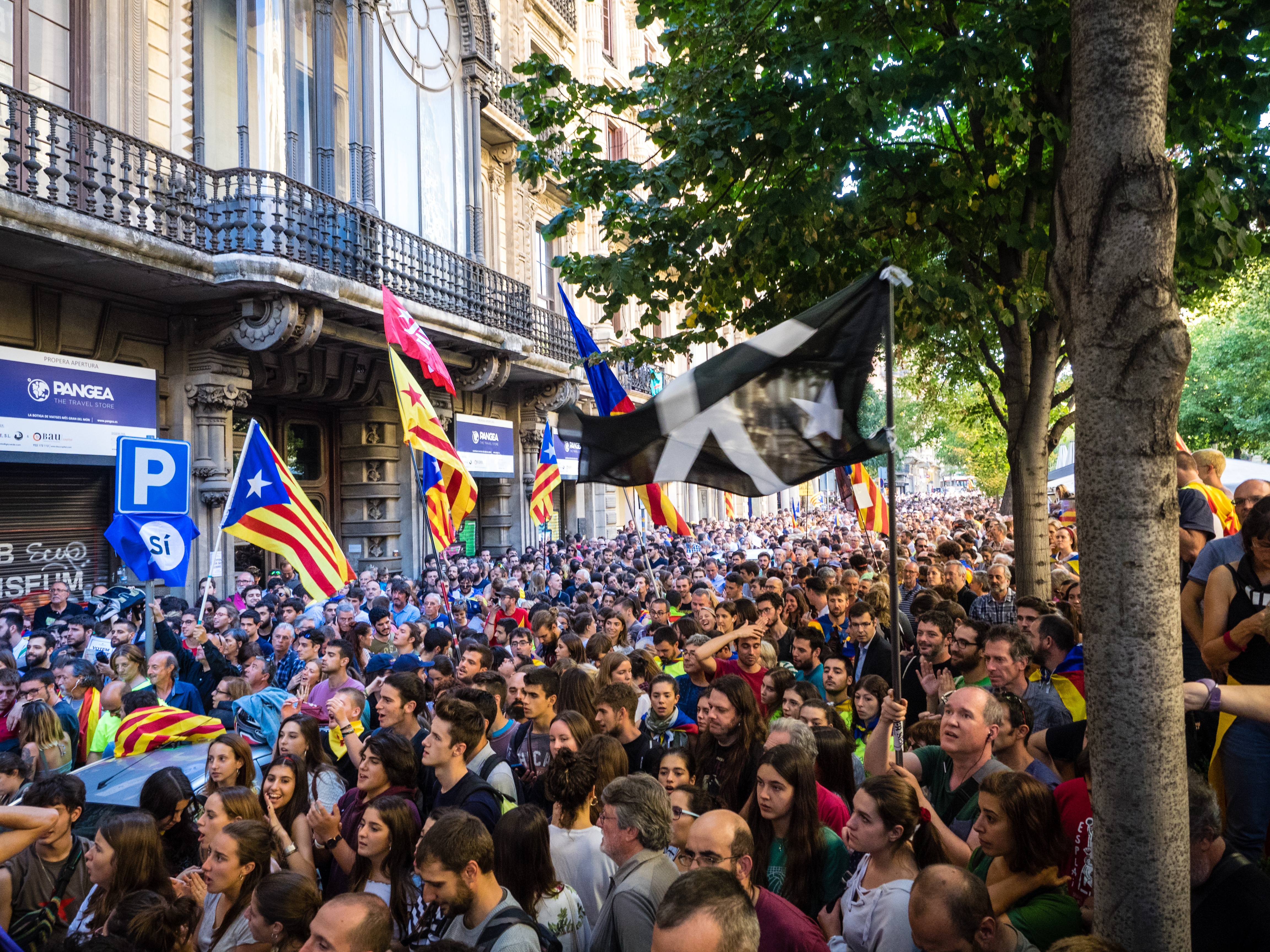
Manifestation du 20 septembre 2017 à Barcelone pour l'indépendance de la Catalogne.

### Institutions régionales
La ville abrite les institutions de la Communauté autonome de Catalogne : la Généralité (Generalitat en catalan), qui en est le gouvernement, et le Parlement.

### Institutions municipales
La municipalité de Barcelone (Ajuntament) est l'organe élu qui dirige la ville. Elle comprend 41 conseillers élus au suffrage universel pour un mandat de quatre ans. Le maire (alcalde ou alcaldessa) est élu par celle-ci. La ville est divisée en 10 districts et subdivisée en 73 quartiers.

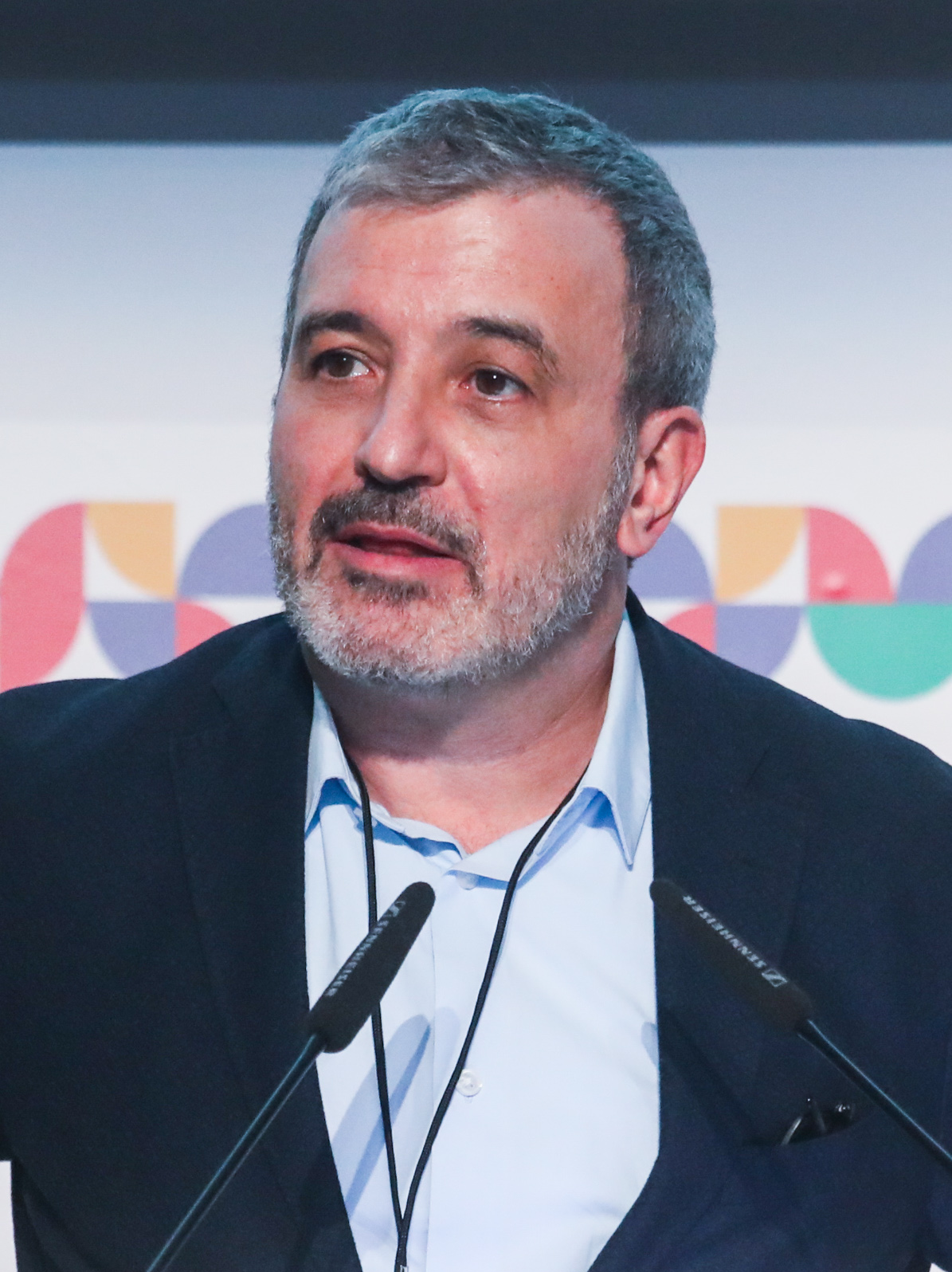
Jaume Collboni, actuel maire de Barcelone depuis 2023.

#### Liste des maires
| Période | Période     | Identité                                | Étiquette                              | Qualité |
| ------- | ----------- | --------------------------------------- | -------------------------------------- | ------- |
| 2023    | en fonction | Jaume Collboni                          | Parti des socialistes de Catalogne     |         |
| 2015    | 2023        | Ada Colau                               | Barcelone en commun                    |         |
| 2011    | 2015        | Xavier Trias                            | Convergence et Union                   |         |
| 2006    | 2011        | Jordi Hereu                             | Parti des socialistes de Catalogne     |         |
| 1997    | 2006        | Joan Clos                               | Parti des socialistes de Catalogne     |         |
| 1982    | 1997        | Pasqual Maragall                        | Parti des socialistes de Catalogne     |         |
| 1979    | 1982        | Narcís Serra                            | Parti des socialistes de Catalogne     |         |
| 1979    | 1979        | Manuel Font i Altaba (es)               | -                                      |         |
| 1976    | 1979        | José María Socias Humbert (ca)          | -                                      |         |
| 1975    | 1976        | Joaquim Viola i Sauret (es)             | -                                      |         |
| 1973    | 1975        | Enric Massó i Vázquez (ca)              | -                                      |         |
| 1957    | 1973        | Josep Maria de Porcioles i Colomer (es) | Régime franquiste-Lliga Catalana       |         |
| 1951    | 1957        | Antoni Maria Simarro i Puig (es)        | Régime franquiste-Phalange espagnole   |         |
| 1945    | 1951        | Josep Maria Albert i Despujol (ca)      | Régime franquiste-Rénovation espagnole |         |
| 1939    | 1945        | Miquel Mateu i Pla                      | Régime franquiste-Phalange espagnole   |         |
| 1937    | 1939        | Hilari Salvadó i Castell (es)           | Gauche républicaine de Catalogne       |         |
| 1936    | 1937        | Carles Pi i Sunyer                      | Gauche républicaine de Catalogne       |         |

#### Conseil municipal
| Parti | Parti    | 1979 | 1983 | 1987 | 1991 | 1995 | 1999 | 2003 | 2007 | 2011 | 2015 | 2019 | 2023 |
| ----- | -------- | ---- | ---- | ---- | ---- | ---- | ---- | ---- | ---- | ---- | ---- | ---- | ---- |
|       | BeC      | –    | –    | –    | –    | –    | –    | –    | –    | –    | 11   | 10   | 9    |
|       | CiU      | 8    | 13   | 17   | 16   | 13   | 10   | 9    | 12   | 14   | 10   | –    | –    |
|       | Cs       | –    | –    | –    | –    | –    | –    | –    | –    | –    | 5    | 6    | –    |
|       | CUP      | –    | –    | –    | –    | –    | –    | –    | –    | –    | 3    | –    | –    |
|       | ERC      | 2    | 0    | 0    | 0    | 2    | 3    | 5    | 4    | 2    | 5    | 10   | 5    |
|       | Junts    | –    | –    | –    | –    | –    | –    | –    | –    | –    | –    | 5    | 11   |
|       | AP/PP    | 0    | 6    | 3    | 4    | 7    | 6    | 7    | 7    | 9    | 3    | 2    | 4    |
|       | PSC      | 16   | 21   | 21   | 20   | 16   | 20   | 15   | 14   | 11   | 4    | 8    | 10   |
|       | PSUC/ICV | 9    | 3    | 2    | 3    | 3    | 2    | 5    | 4    | 5    | –    | –    | –    |
|       | UCD      | 8    | –    | –    | –    | –    | –    | –    | –    | –    | –    | –    | –    |
|       | Vox      | –    | –    | –    | –    | –    | –    | –    | –    | –    | –    | –    | 2    |
| Total | Total    | 43   | 43   | 43   | 43   | 41   | 41   | 41   | 41   | 41   | 41   | 41   | 41   |

- Le parti du maire est indiqué en gras sur fond coloré.

### Politique de développement durable
Alors que l'Espagne est la deuxième destination mondiale pour le tourisme, qui pèse 12,8 % du PIB et 12,6 % des emplois, accueillant un record de 85,1 millions de visiteurs étrangers, Barcelone réfléchit à une politique de développement durable pour apporter une réponse apaisante aux mouvements anti-touristes qui se multiplient, comme c'est aussi le cas aux Canaries, à Malaga, Saint-Sébastien ou encore Séville, pour dénoncer la pression immobilière et les nuisances sonores et environnementales.
Du fait des conséquences d'une longue et intense sécheresse, un approvisionnement en eau par camion ou bateau depuis Marseille est envisagé au printemps 2024. La Catalogne projette la construction de nouvelles usines de dessalement

### Jumelages et partenariats

#### Jumelages
- Busan (Corée du Sud)
- Cologne (Allemagne)
- Monzón (Espagne) depuis 1969
- Mexico (Mexique)
- Rosario (Argentine)
- Sarajevo (Bosnie-Herzégovine)
- Montevideo (Uruguay)
- Montpellier (France) depuis 1963
- Montréal (Canada)
- Boston (États-Unis)
- Perpignan (France) depuis 1994
- Gaza (Palestine) depuis 1998
- Thiruvananthapuram (Inde) depuis 2009

Suspendus
- Saint Petersburg (Russie) depuis 1998 Suspendu en 2022 à la suite de l'invasion russe d'Ukraine
- Tel Aviv-Jaffa (Israël) depuis 1998 Suspendu en 2023 à la suite de l'invasion israélienne de Gaza

#### Partenariats
- Dublin (Irlande)
- Istanbul (Turquie)
- Kobe (Japon)
- Medellín (Colombie)
- Rio de Janeiro (Brésil)
- São Paulo (Brésil)
- Lyon (France) depuis 1998

## Population et société

### Démographie
Barcelone est la seconde ville d'Espagne par sa population. La ville est peuplée d'environ 1 660 000 habitants. L'agglomération compte 5 327 872 habitants. En 1787 a lieu le premier recensement incluant le rattachement de Vallbona (es) à Barcelone. En 1860, La Barceloneta est rattachée à la commune. En 1897, Les Corts, Gràcia, Sant Andreu de Palomar, Sant Gervasi de Cassoles, Sant Martí de Provençals et Sants i Vallvidrera (es) sont rattachés à Barcelone. En 1904, ce fut le tour de Horta et, enfin, en 1930, Sarrià, dont une partie avait déjà rejoint Santa Creu d'Olorda (es) en 1920. Les chiffres démographiques indiqués aux dates antérieures à ces rattachements sont la somme des recensements des différentes municipalités.
| 1717 | 1787      | 1857      | 1877      | 1887      | 1900      | 1910      | 1920      | 1930      |
| --- | --------- | --------- | --------- | --------- | --------- | --------- | --------- | --------- |
| 35 928 | 100 160   | 235 060   | 353 853   | 405 913   | 544 137   | 595 732   | 721 869   | 1 005 565 |
| 1940 | 1950      | 1960      | 1970      | 1981      | 1990      | 1992      | 1994      | 1996      |
| 1 081 175 | 1 280 179 | 1 557 863 | 1 745 142 | 1 754 900 | 1 707 286 | 1 630 635 | 1 630 867 | 1 508 805 |
| 1998 | 2000      | 2002      | 2004      | 2006      | 2008      | 2020      | 2021      | 2023      |
| 1 505 581 | 1 496 266 | 1 527 190 | 1 578 546 | 1 605 602 | 1 615 908 | 1 674 182 | 1 627 559 | 1 660 122 |
| De 1497 à 1553 : personnes payant l'impôt (els fogatges). De 1717 à 1981 : population de fait. Depuis 1981 : population de droit. |           |           |           |           |           |           |           |           |

Des Équatoriens, des Chinois, des Roumains, des Marocains et des Français forment les principales populations d'immigrants à Barcelone. Y vit également une grande frange d'immigration indo-pakistanaise, visible notamment dans les commerces de rue dans le centre touristique de la ville, ainsi qu'au Port olympique[réf. souhaitée]. Le tableau ci-dessous montre une estimation des résidents étrangers à Barcelone en 2016.
| Pays de naissance | Population (2019) |
| ----------------- | ----------------- |
| Italie            | 36 276            |
| Chine             | 21 658            |
| Pakistan          | 20 643            |
| France            | 16 940            |
| Maroc             | 14 418            |
| Colombie          | 12 290            |
| Honduras          | 11 744            |
| Pérou             | 10 558            |
| Venezuela         | 10 185            |
| Philippines       | 9 439             |

### Enseignement

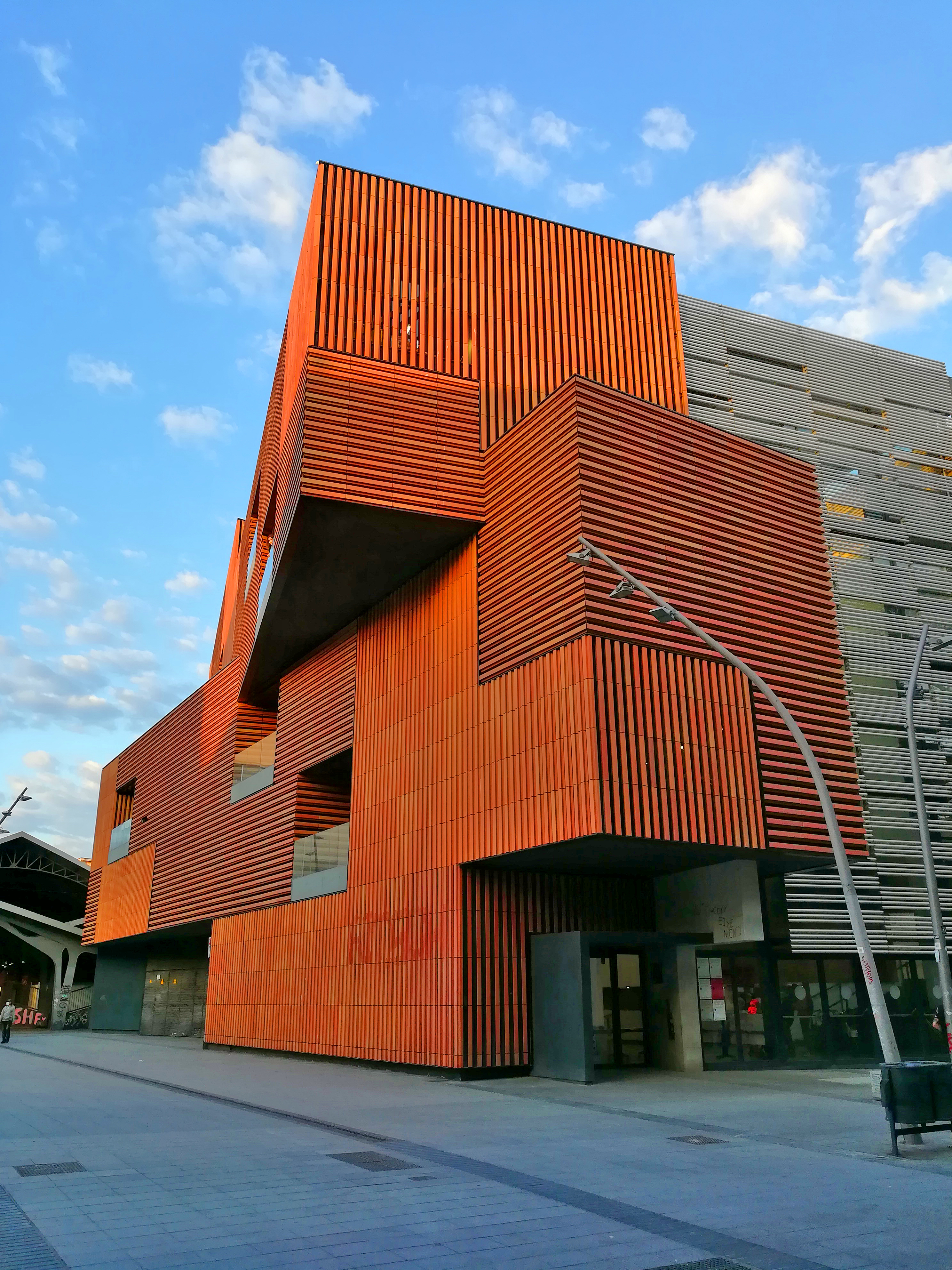
Le nouveau siège de l'école Massana, œuvre de Carme Pinós.

Durant l’année scolaire 2008-2009, Barcelone comptait 423 790 étudiants et élèves répartis entre 57 027 en maternelle, 76 923 élèves d’écoles primaires, 2 097 en centres d’éducation spécialisée, 100 564 dans l’éducation secondaire et 187 179 étudiants en université. Barcelone accueille de nombreuses universités de renom, écoles supérieures, publiques et privées. Les principales sont :
- Residència Internacional de Senyoretes Estudiants, institution féministe, disparue sous la dictature franquiste
- Université polytechnique de Catalogne
- Université de Barcelone
- Université autonome
- Université Pompeu-Fabra
- Université Ramon Llull
- Université internationale de Catalogne
- Université Abbé Oliva CEU
- Université ouverte de Catalogne
- Toulouse Business School
- École supérieure de musique de Catalogne
- École Massana
- École supérieure d'administration et de direction d'entreprises
- École supérieure de cinéma et d'audiovisuel de Catalogne
- École technique supérieure d'architecture de Barcelone
- EINA, Centre universitaire de design et d'art de Barcelone

Toutes offrent de nombreuses formations, titres de validité internationale, enseignement de troisième cycle, masters, doctorats, post-doctorats, et la plupart sont impliquées dans des projets de recherche et de développement.
Dans l'histoire de l'éducation du XXe siècle, le port de Barcelone est le lieu de départ, le 15 juin 1933 sous la République, de la célèbre Croisière universitaire en Méditerranée, à laquelle participent de nombreux professeurs et étudiants républicains, inspirés par les principes nouveaux de l'Institution libre d'enseignement.

### Santé
La ville de Barcelone accueille un important réseau de centres hospitaliers privés et publics (gérés le ministère de la Santé de la Généralité de Catalogne), dont font notamment partie les hôpitaux suivants :
- Hôpital de la Mer (lieu de certaines scènes, jouées par Penélope Cruz et Cecilia Roth, du film Tout sur ma mère de Pedro Almodovar en 1999[59]);
- Hôpital clinique et provincial de Barcelone;
- Hôpital de Sant Pau;
- Hôpital universitaire Vall d'Hebron.

### Sports

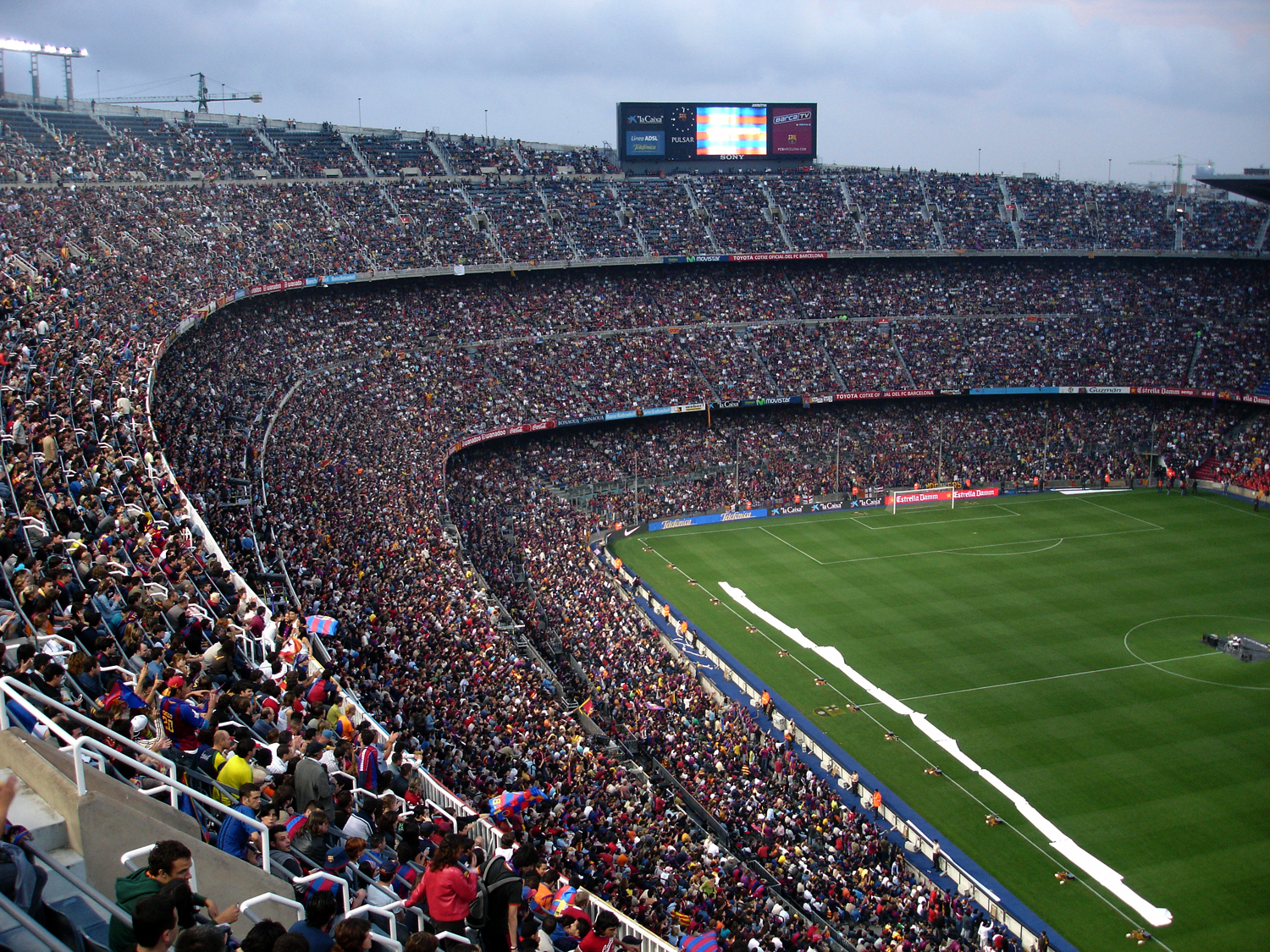
Intérieur du Camp Nou.

Le sport occupe une place toute particulière dans le cœur des Catalans, notamment le football avec le club FC Barcelone. Une véritable institution depuis 1899 qui occupe le plus grand stade d'Europe, Camp Nou dans le quartier de Les Corts au Nord de la ville. Le club de football est une des sections du club omnisports FC Barcelone. Celui-ci se distingue aussi en basket-ball, handball et hockey sur patins ; l'élection du président du Barça est pour les Catalans aussi importante que les élections municipales à l'Ajuntament. Elle est traitée avec une campagne médiatique locale invoquant les voix des socis, les adhérents du club, nombreux parmi les habitants de Barcelone.
Il existe également un deuxième club de football de haut niveau dans la ville. Il s'agit du RCD Espanyol de Barcelone qui a déménagé en août 2009 à Cornellà.

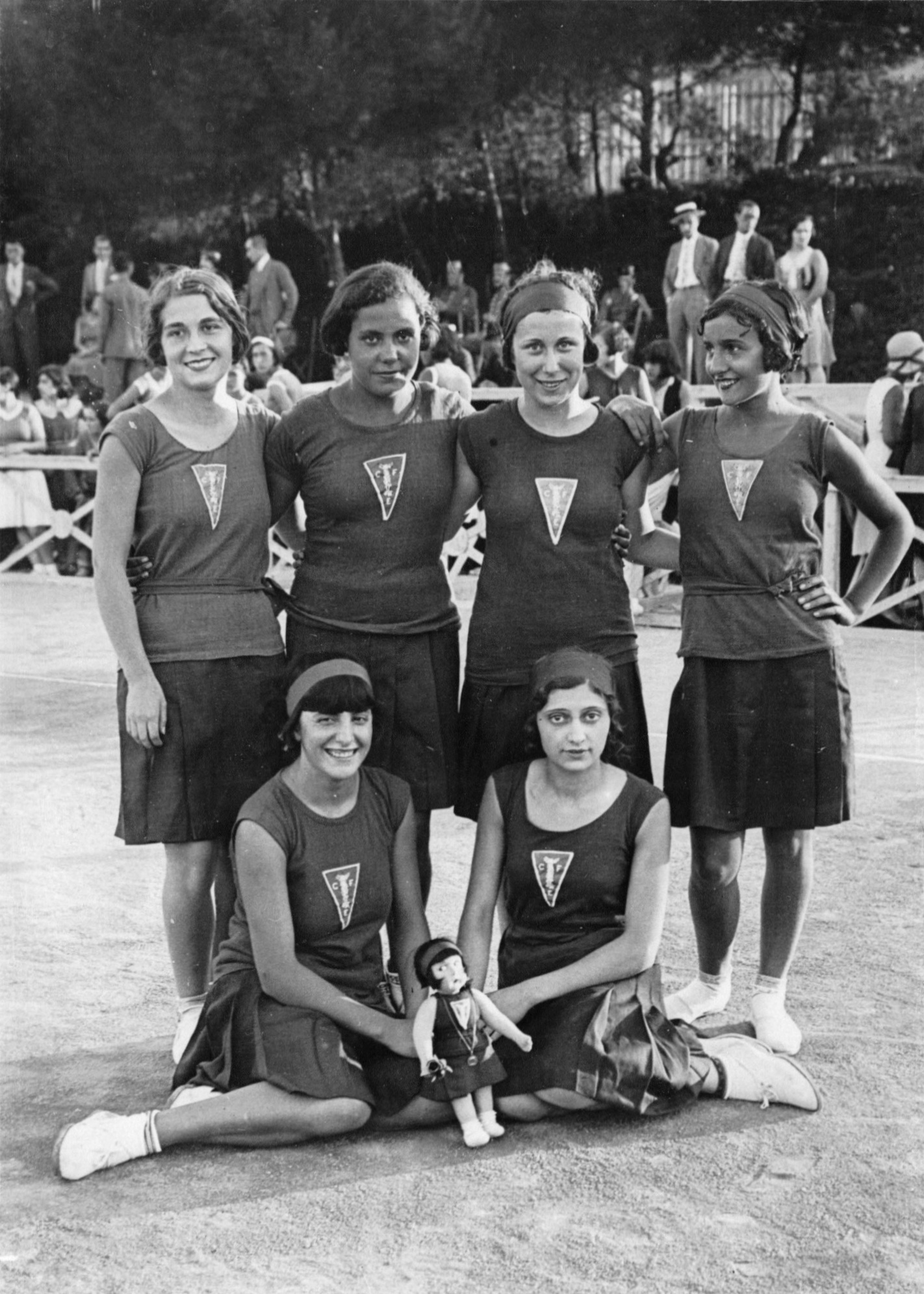
L'équipe de basket du Club féminin et sportif lors du tournoi du 13 juillet 1930 à Barcelone. De gauche à droite, les joueuses Elvira Jaumandreu, Maria Morros, Maria Zamarreño et Carme Pascó. Assises: Carme Sugrañes et Magda Guix.

La ville de Barcelone s'est également illustrée dans l'histoire du sport féminin avec la création du Club féminin et sportif de Barcelone en 1928 par deux athlètes, la championne Enriqueta Sèculi et Anna Maria Martínez Sagi, dirigeante du club de football du FC Barcelone sous la République.
Comme toutes les organisations féministes, le club sera dissout à l'arrivée au pouvoir de Franco en 1939.
En athlétisme de fond, outre le marathon annuel depuis 1978, a lieu, en fin d'année depuis 1920, une course populaire, la Jean Bouin, internationale et open depuis 1946.
Barcelone est aussi une des villes les plus reconnues dans le monde du skateboard : la ville a même servi de décor pour le jeu de skateboard Tony Hawk's Underground 2, et on peut voir de nombreux adeptes du skateboard sur le parvis du MACBA, au centre du quartier du Raval.
Les sports mécaniques sont également très présents dans la ville, notamment grâce à la proximité du Circuit de Catalogne, qui accueille chaque année le Grand prix d'Espagne de Formule 1 ainsi que celui de MotoGP. Le circuit de Montjuïc, dont l'épreuve était organisée autour de l'Anneau olympique de Montjuïc, est aujourd'hui disparu.
La ville a accueilli également les championnats du monde de natation 2013 de la FINA, sur le site des Piscines Bernat Picornell, et à deux reprises les championnats du monde de cyclisme sur route en 1973 (plus précisément à Montjuïc) et en 1984.
Dans le domaine des sports nautiques, le Port olympique sera l'hôte de la Coupe de l'America en 2024.

#### Arrivées d'étapes du Tour d'Espagne depuis 1980
- 1982 :  José Luis Laguía
- 1987 :  Roberto Pagnin
- 1995 :  Laurent Jalabert
- 1999 :  Fabio Roscioli (arrivée à Montjuïc)
- 2000 :  Abraham Olano (CLM)
- 2012 :  Philippe Gilbert

#### Arrivées d'étapes du Tour de France
- 1957 :  René Privat et  Jacques Anquetil (CLM)
- 1965 :  José Perez-Frances
- 2009 :  Thor Hushovd

#### Jeux olympiques

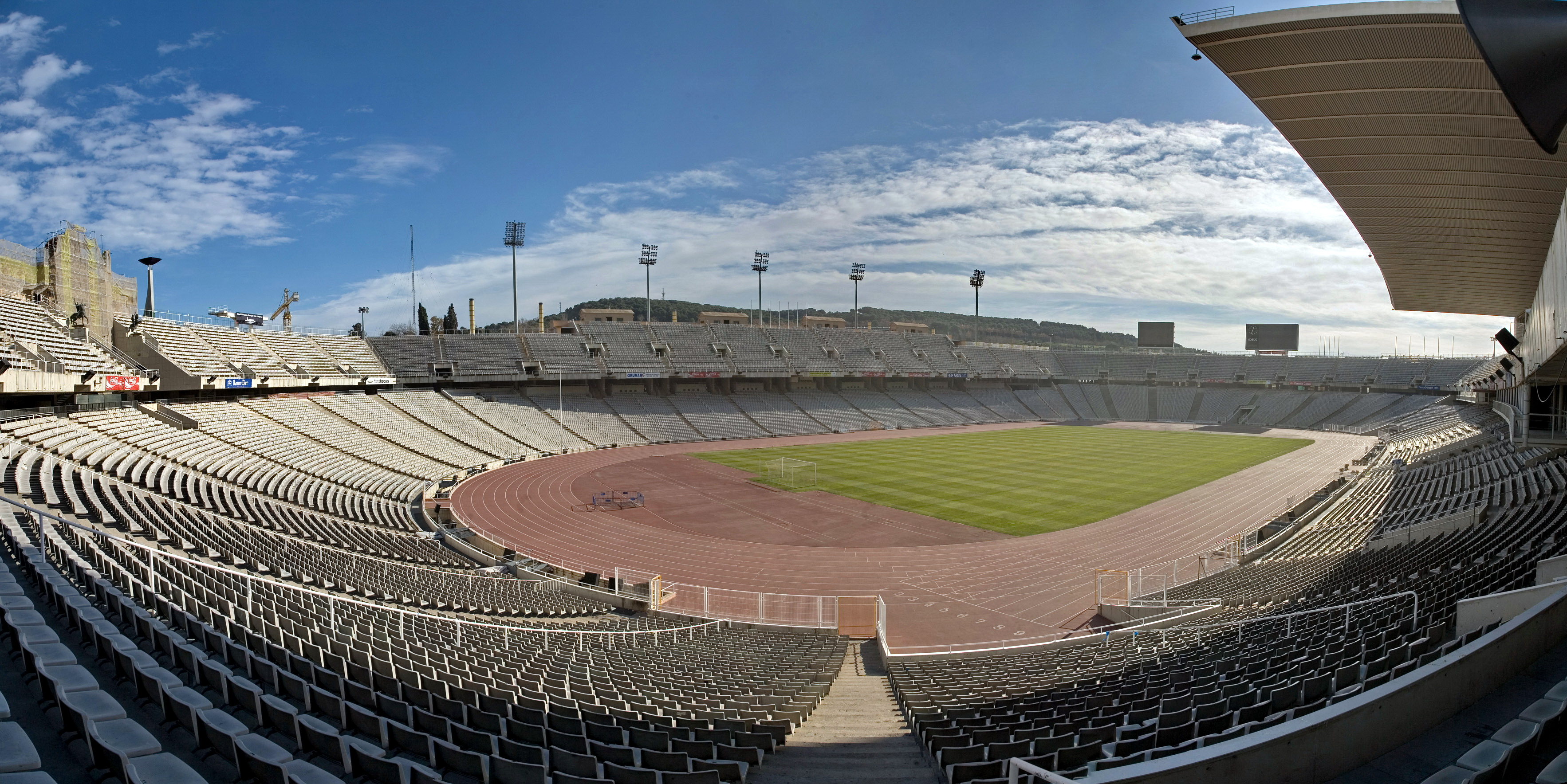
Stade olympique de Montjuïc.

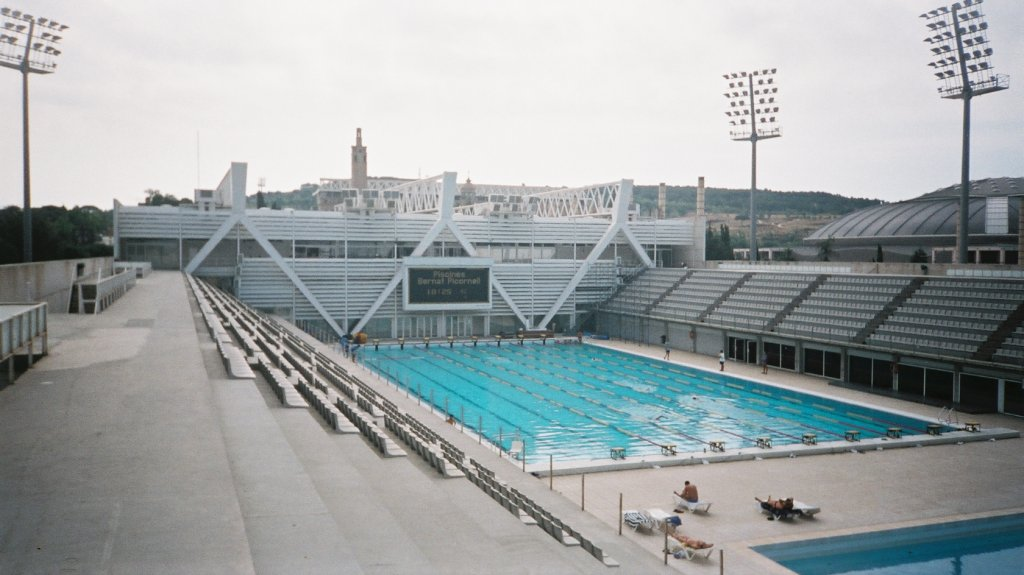
Piscine Bernat Picornell.

En 1936, contre les Jeux de Berlin d'Hitler, Barcelone organise les Olympiades de 1936 à Montjuïc, en signe de résistance.
Après Moscou en 1980, Barcelone a accueilli les Jeux olympiques d'été en Europe en 1992. Le Catalan Juan Antonio Samaranch, président du CIO a profondément influé sur le choix de la ville pour les premiers Jeux olympiques en Espagne. Les jeux ont été organisés dans plusieurs parcs olympiques :
- L'Anneau olympique de Montjuïc, qui comprend le stade olympique Lluís Companys, œuvre de Pere Domènech i Roura (athlétisme, cérémonies d'ouverture et de fermeture), le Palau Sant Jordi (gymnastique, volley-ball et handball), les piscines Bernat Picornell (natation et waterpolo), l’Institut National d'Éducation Physique de Catalogne (es) (lutte), le Palais des sports de Barcelone (es) (gymnastique rythmique et volley-ball), le Palais de la métallurgie (es) (escrime), la Piscine municipale de Montjuïc (plongeon et waterpolo) et le Pavillon de l'Espagne industrielle (es) (haltérophilie) ;
- Le Parc de Mar, qui comprend le Port olympique de Barcelone situé dans le district de Sant Martí, le Pavillon de la Mar Bella (es) (badminton) et la Salle multisport Estació del Nord (es) (tennis de table) ;
- Le quartier Diagonal, des matches de football sont disputés dans le célèbre Camp Nou et au Estadi de Sarrià. Le judo est disputé au Palau Blaugrana, les compétitions équestres au Real Club de Polo.
- Le quartier de La Vall d'Hebron, où sont situés le Vélodrome, le Centre archer olympique, le Centre de tennis ainsi qu'un pavillon de volley-ball.

Le reste des épreuves (notamment des matches de football, l'aviron, le tir, le cyclisme sur route...) ont été organisés dans d'autres villes de Catalogne. Le 13 janvier 2010, le maire Jordi Hereu a annoncé la candidature de Barcelone à l'organisation des Jeux olympiques d'hiver de 2022. La candidature n'est finalement pas allée au bout, car seules deux villes ont été jusqu'au vote : Almaty (Kazakhstan) et Pékin (Chine). Cette dernière a été retenue, ce qui en fait la première ville à accueillir des jeux olympiques d'été et d'hiver, ce qui aurait été le cas pour Barcelone si la candidature avait été poussée au bout. Un temps pressentie pour organiser les Jeux olympiques d'hiver de 2026, la rumeur a été démentie par la maire Ada Colau.

### Médias

#### Presse

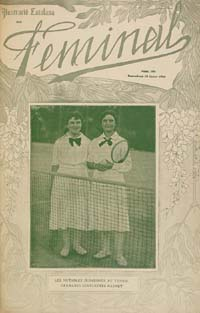
Feminal, numéro 106, sur le tennis féminin.

La Vanguardia, édité depuis 1881, est l'un des plus vieux périodiques d'Espagne ainsi que le journal de Catalogne le plus vendu. Quotidien matinal d'information généraliste édité à Barcelone à destination de toute l'Espagne, il fait l'objet de deux éditions parallèles, en espagnol et en catalan. Sa ligne éditoriale est généralement qualifiée de catalaniste et de centre droit, mais non-indépendantiste. Parmi les grands titres, Feminal, revue féministe éditée en catalan, créée en 1907 par la journaliste Carme Karr, est précurseur en Europe dans le domaine des droits des femmes. L'autre grand quotidien catalan basé à Barcelone, également de tendance catalaniste non-indépendantiste mais avec une orientation de centre gauche, est El Periódico de Catalunya ou plus simplement El Periódico, édité à la fois en espagnol et en catalan depuis 1978.
El Punt Avui, né de la fusion en 2010 de El Punt (né en 1979) et Avui (fondé en 1976), est quant à lui basé à Gérone mais diffusé dans toute la Catalogne avec une de ses éditions locales à Barcelone. Paraissant exclusivement en catalan, il est plutôt indépendantiste de gauche. En 2010, un nouveau titre en catalan fait son apparition, Ara, siégeant dans la capitale régionale et avec une ligne plus libérale sur le plan économique mais aussi indépendantiste. Mundo Deportivo (appartenant au même groupe de presse que La Vanguardia) et Sport sont pour leur part des journaux sportifs en castillan, centrés sur le football et les clubs barcelonais, existant depuis respectivement 1906 et 1979. L'Esportiu, qui a le même propriétaire que El Punt Avui, a été fondé en 2002 et est le seul titre de la presse sportive en catalan. Parmi les quotidiens nationaux de Madrid, seul El País (pro-européen et social-démocrate, avec une version en catalan) connaît un nombre important de lecteurs en Catalogne et plus précisément à Barcelone, tandis que ceux plus conservateurs et critiques envers le catalanisme, El Mundo ou ABC, y ont une diffusion plus limitée. Parmi les revues ou magazines en catalan implantés à Barcelone mais largement diffusés figurent l'hebdomadaire d'investigation (et à l'origine satirique) El Triangle (ca) (orienté à gauche, écologiste et catalaniste) créé en 1990, le bihebdomadaire pour enfants et adolescents Cavall Fort (es) (qui a contribué à diffuser en Catalogne de nombreux titres de la bande dessinée franco-belge) édité depuis 1961, ou le mensuel consacré à la culture et à l'histoire L'Avenç (qui reprend le nom d'une ancienne revue moderniste et catalaniste ayant existé de 1881 à 1893) publié depuis 1977.

#### Télévision
En dehors des chaînes nationales espagnoles, qui diffusent exclusivement ou presque en espagnol, les principales chaînes émettant en catalan ont leur siège et leurs studios dans l'agglomération de Barcelone. Il s'agit d'abord des sept chaînes publiques régionales de Televisió de Catalunya (TVC), filiale de la Corporació Catalana de Mitjans Audiovisuals (CCMA, Office catalan des moyens audiovisuels) qui dépend de la Generalitat, basées à Sant Joan Despí, à 7 km au sud de la ville-centre dans son aire métropolitaine : la principale et la plus ancienne est TV3, de nature généraliste, née en 1983 (avec une version en haute définition de 2007 à 2008 et depuis 2009) ; sa déclinaison pour une diffusion à l'extérieur de la Catalogne par le satellite (jusqu'en 2012), le câble, internet (diffusion en streaming ou ADSL) ou la télévision numérique terrestre espagnole (TDT), TV3 CAT, créée en 1995 ; la deuxième chaîne généraliste orientée vers la culture et des programmes alternatifs, El 33 (es), existant depuis la Sant Jordi de 1988 ; la chaîne d'information en continu 3/24, émettant depuis La Diada de 2003 ; le Canal Super3 (es) qui émet pour le public infantile et jeunesse depuis 2009 ; la chaîne sportive Esport3 (es) a été créée en 2010-2011. Quatre autres chaînes ont existé dans les années 2000 et au début des années 2010 au sein du groupe TVC : K3 (es), qui a précédé Canal Super3 pour la jeunesse de 2001 à 2009 ; la chaîne de multidiffusion des programmes du groupe pour tester les nouveautés de la diffusion numérique terrestre, Canal Pilot, de 2003 à 2005 ; la chaîne de séries et de films Canal 300 (es) de 2005 à 2010 ; une chaîne pour les adolescents et jeunes adultes, Canal 3XL, de 2010 à 2012. Parmi les chaînes privées à diffusion nationale ou régionale en catalan figurent les trois de la société Emissions Digitals de Catalunya, dont les actionnaires sont le Grupo Godó (propriétaire de La Vanguardia, c'est dans la tour Godó sur l'avenue Diagonale, siège social de ce groupe, que les bureaux de la société sont installés) à 60 % et le groupe audiovisuel italien Mediaset de Silvio Berlusconi à 40 %, avec : 8TV (es) (auparavant Citytv puis Td8), la principale généraliste de la société, existant depuis 2001 avec des studios et plateaux implantés dans la banlieue à Esplugues de Llobregat ; la chaîne musicale RAC 105 TV (es), implantée à Sant Joan Despí depuis 2008 ; la chaîne sportive Barça TV (es) sur l'actualité du FC Barcelone, installée au Camp Nou. El Punt Avui TV (ca), qui s'appelait Canal Català TV (es) de 2005 à 2014, est une chaîne généraliste privée appartenant au groupe de presse géronais Hermes Comunicacions (ca) (propriétaire du quotidien indépendantiste El Punt Avui) et installée à Sant Just Desvern dans l'agglomération barcelonaise. Enfin, une chaîne publique locale, diffusée dans l'aire métropolitaine de Barcelone, a été lancée par la Mairie de Barcelone en 1994, Betevé (es).
Barcelone est une ville cosmopolite. Des médias francophones existent sur la ville comme Equinox (es) la radio et le magazine français de Barcelone, ainsi que la version locale du Petit Journal.

### Délinquance
En 2019, la ville présentait le plus fort taux de délinquance d'Espagne avec 120 délits pour 1 000 habitants. La capitale de la Catalogne connaît une multiplication des vols à la tire et des agressions, notamment dans le centre-ville qui voit se créer depuis plusieurs années des narcopisos (« narcoappartements »), logements squattés par les dealers qui y organisent leur trafic. Les agressions se multiplient également contre les touristes,
Selon la conclusion d'une étude parue en 2018 qui analyse les eaux usées de 60 villes du continent, Barcelone est la ville européenne où l'on consomme le plus de cocaïne. Les gangs venus d'Amérique latine se disputent le contrôle du trafic de drogue occasionnant parfois des morts

## Économie

### Entreprises et commerces
La Catalogne est la principale région industrielle espagnole, avec la construction automobile (usines des groupes allemand Volkswagen AG et japonais Nissan), l'électronique, la chimie et le textile comme secteurs de pointe et, depuis quelques années, l'agroalimentaire. Les services représentent 59 % de l'activité, l'industrie 36 % et l'agriculture moins de 4 %. Sous l'impulsion de capitales d'industrie plus européennes qu'espagnoles, la Catalogne s'est associée au Languedoc-Roussillon et à la région Midi-Pyrénées pour former l'Eurorégion Pyrénées-Méditerranée.
L'aéroport Josep Tarradellas Barcelone-El Prat et le port autonome de Barcelone se trouvent au sud de la ville. Ils jouxtent la zone franche où se trouve concentrée une grande partie de l'industrie lourde. La zone est desservie par la ligne 9 du métro de Barcelone (zone franche, Hospitalet de Llobregat). L'aéroport est relié par une ligne de train de banlieue indépendante et de nombreuses connexions routières.

### Marchés
- Le marché de Sants ;
- Le marché du Clot, œuvre de l'architecte Pere Falqués ;
- Le marché touristique de la Boqueria, près de la Rambla, réaménagé par l'architecte Carme Pinós, dans le quartier du Raval, dans la Vieille ville;
- Le marché de Santa Caterina, réaménagé par les architectes Benedetta Tagliabue et Enric Miralles, dans le quartier de Sant Pere, Santa Caterina i la Ribera;
- Le marché du Born, ancien marché couvert du quartier de la Ribera, devenu depuis 2013 le  Centre culturel et mémoriel du Born (Born Centre de Cultura i Memoria), qui présente des fouilles archéologiques.

### Tourisme
Du fait de lieux et activité touristiques très divers, Barcelone reçoit 23,5 millions de visiteurs par an, un tourisme de masse contesté par certains habitants, qui sont 30 % à ne plus supporter les touristes. La municipalité, s'inspirant un d'initiatives d'autres villes et lieux touristiques et à la suite de nombreuses plaintes de riverains, a décidé de « rendre aux habitants » certaines lignes de bus en les faisant retirer de Google Maps,, en particulier les plus empruntées par les vacanciers, notamment celle qui monte dans les ruelles escarpées vers le parc Güell, empruntée par des personnes âgées.

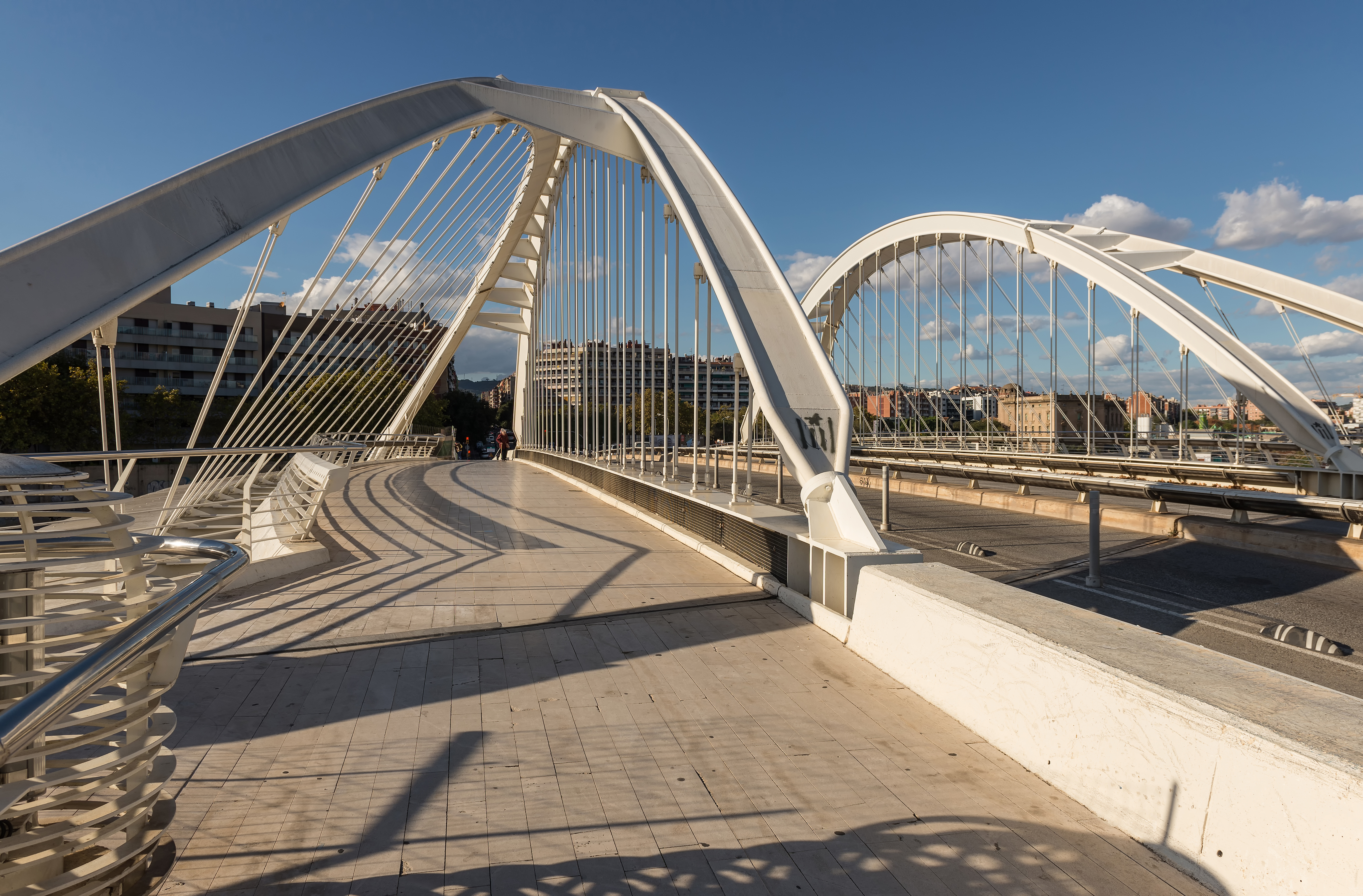
Pont Bac de Roda de l'architecte Santiago Calatrava.

## Quartiers touristiques

### La Rambla

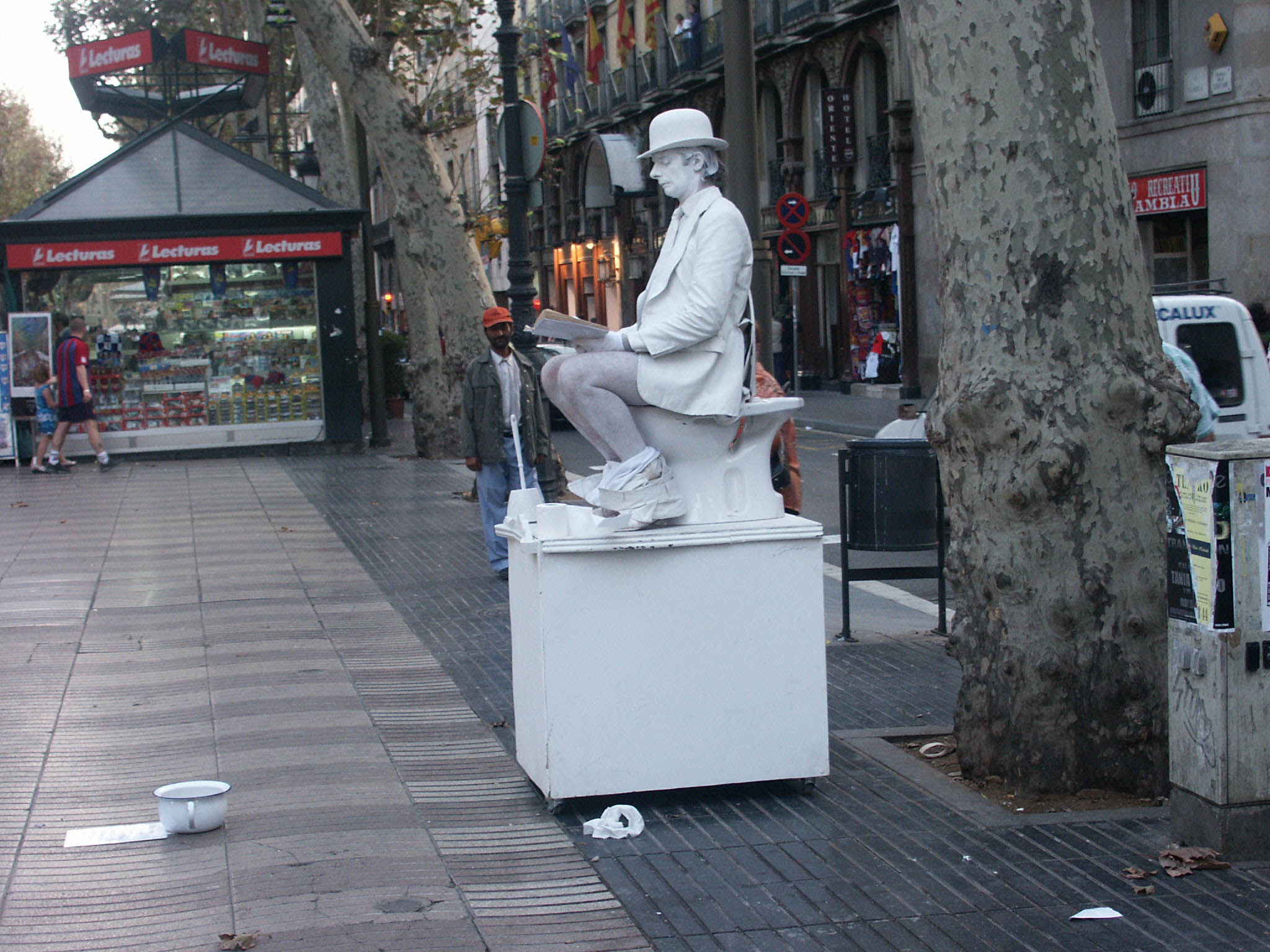
Statue vivante sur La Rambla.

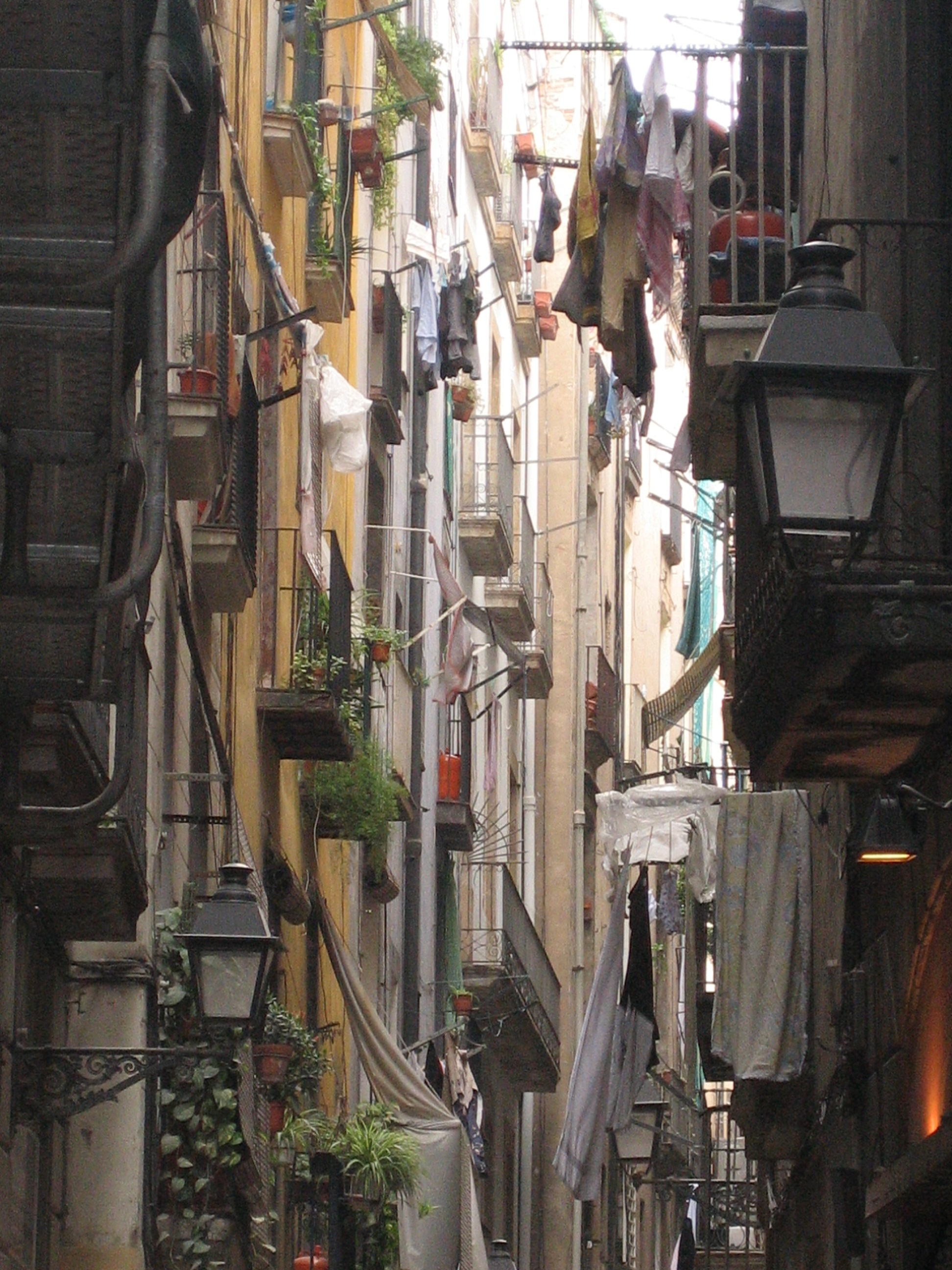
Les rues caractéristiques du Barri Gòtic

La Rambla est l'emblématique avenue et lieu de promenade de Barcelone reliant la place de Catalogne, centre névralgique de la ville, au vieux port où se dresse la colonne Christophe Colomb. Elle se caractérise par ses nombreux kiosques consacrés à la presse mais aussi à la vente de fleurs ou d'animaux. C'est aussi le lieu de prédilection des statues vivantes et un lieu idéal pour se restaurer, de nombreux restaurants ou cafétérias la bordant. En son milieu, se tient le marché couvert adjacent de la Boqueria. Elle est complétée par une passerelle, dite Rambla de Mar, permettant d'accéder au centre commercial Maremagnum.

### Barri Gòtic

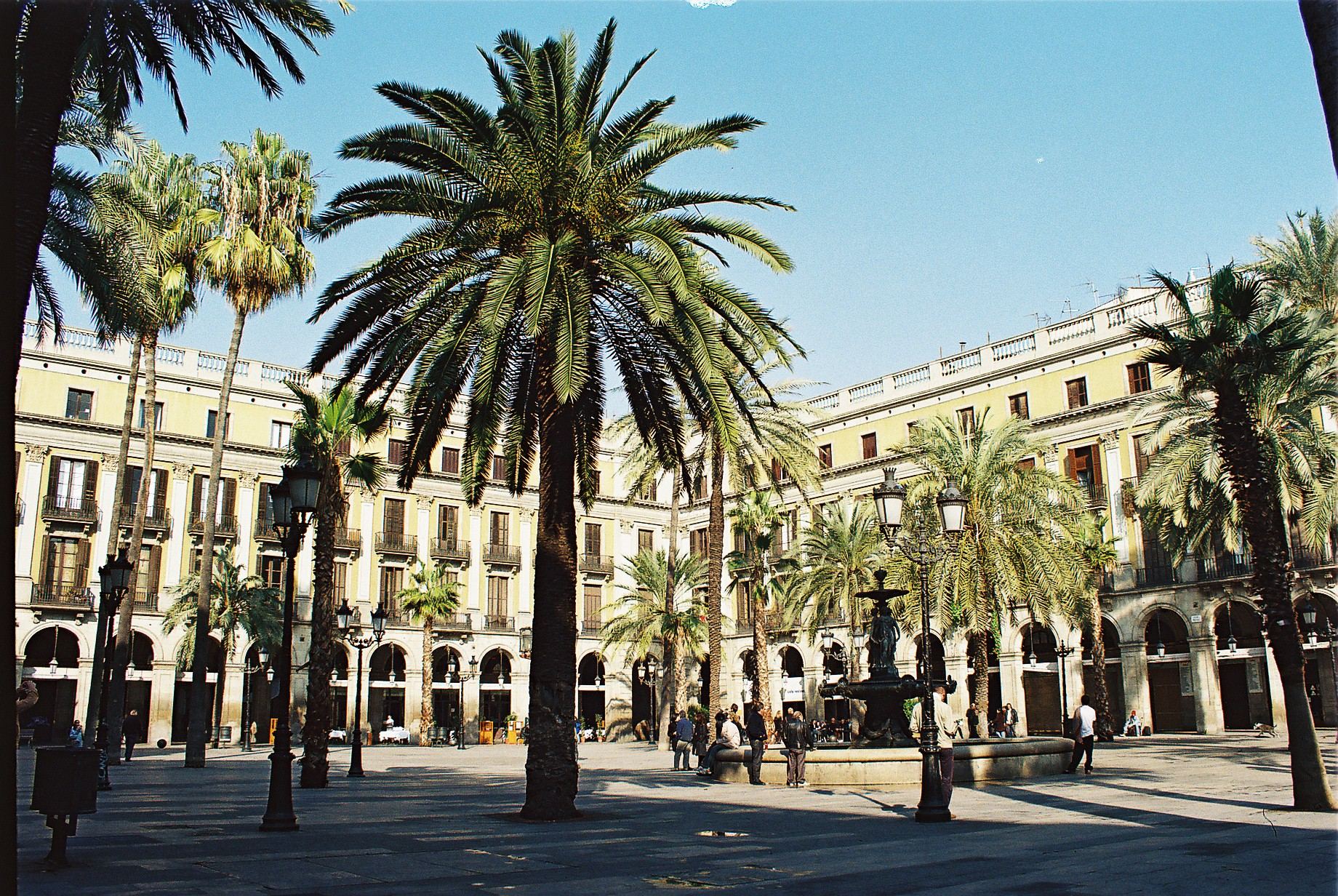
Plaça Reial.

Au cœur de la Vieille Ville, le Quartier gothique (Barri Gòtic) est le quartier le plus ancien de Barcelone. Il regroupe des vestiges de la Barcelone romaine tels que la muraille ou les colonnes du temple d'Auguste aussi bien que de nombreux édifices de l'époque médiévale dont la cathédrale Sainte-Eulalie et abrite différents bâtiments administratifs d'origine médievale dont la Casa de la Ciutat (hôtel de ville) ou le palais de la Généralité de Catalogne. Du dédale de ruelles, se dégage la Plaça Nova comportant deux tours cylindriques datant de l'époque romaine ou encore la Plaça del Rei siège du Palau Reial Major, résidence comtale puis royale. Très fréquentée aussi, la Plaça del Pi est l'un des pivots centraux de ce quartier s'étendant jusqu'aux abords de celui du Born.
La rue Ferran, la rue Montcada, qui accueille le Musée Picasso, et la rue d'Avinyó, célèbre grâce au tableau Les Demoiselles d'Avignon de Pablo Picasso, sont situées dans le Quartier gothique.
De nombreuses traces des violences de la guerre d'Espagne sont également visibles dans les rues ou sur les bâtiments du quartier. C'est notamment le cas de la Plaça de Sant Felip Neri, où la façade de l'église éponyme porte les marques de mitrailles d'un bombardement de l'aviation nationaliste le 30 janvier 1938.

### Eixample

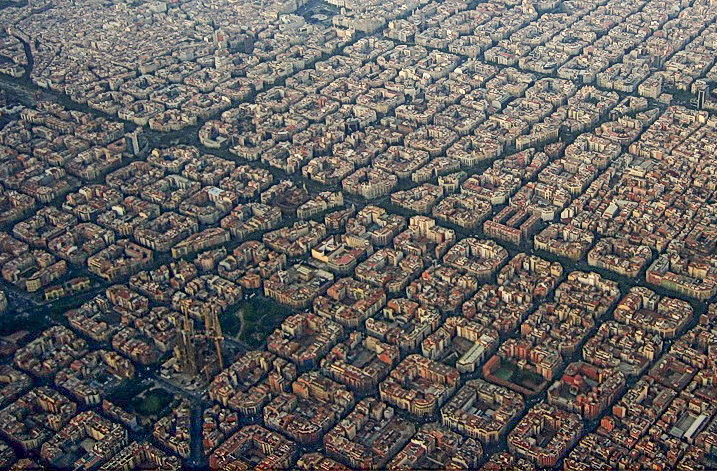
L'Avenue Diagonale.

L'Eixample résulte d'une extension planifiée de la ville par l’architecte Ildefons Cerdà dans son plan Cerdà (en catalan, eixamplar signifie « élargir, agrandir »). Cela se traduit, sur le terrain, par un très sensible plan en damier. Cerdà avait divisé les 9 km2 qui constituent cette partie de la ville en 550 pâtés de maisons appelés maçanes, eux-mêmes entrecoupés par des rues et des boulevards parfaitement parallèles, à l'exception de trois avenues : la Méridienne, au nord dont le tracé nord/sud court le long d'un arc de méridien, la Parallèle au sud dont le tracé est/ouest suit un parallèle et l’Avenue Diagonale (avinguda Diagonal) qui traverse toute la ville du sud-ouest au nord-est.
On y trouve un grand nombre d'édifices modernistes et, notamment la célèbre Sagrada Família, œuvre inachevée d'Antoni Gaudí, commencée il y a plus d'un siècle, située dans le quartier de la Sagrada Família.

#### Passeig de Gràcia

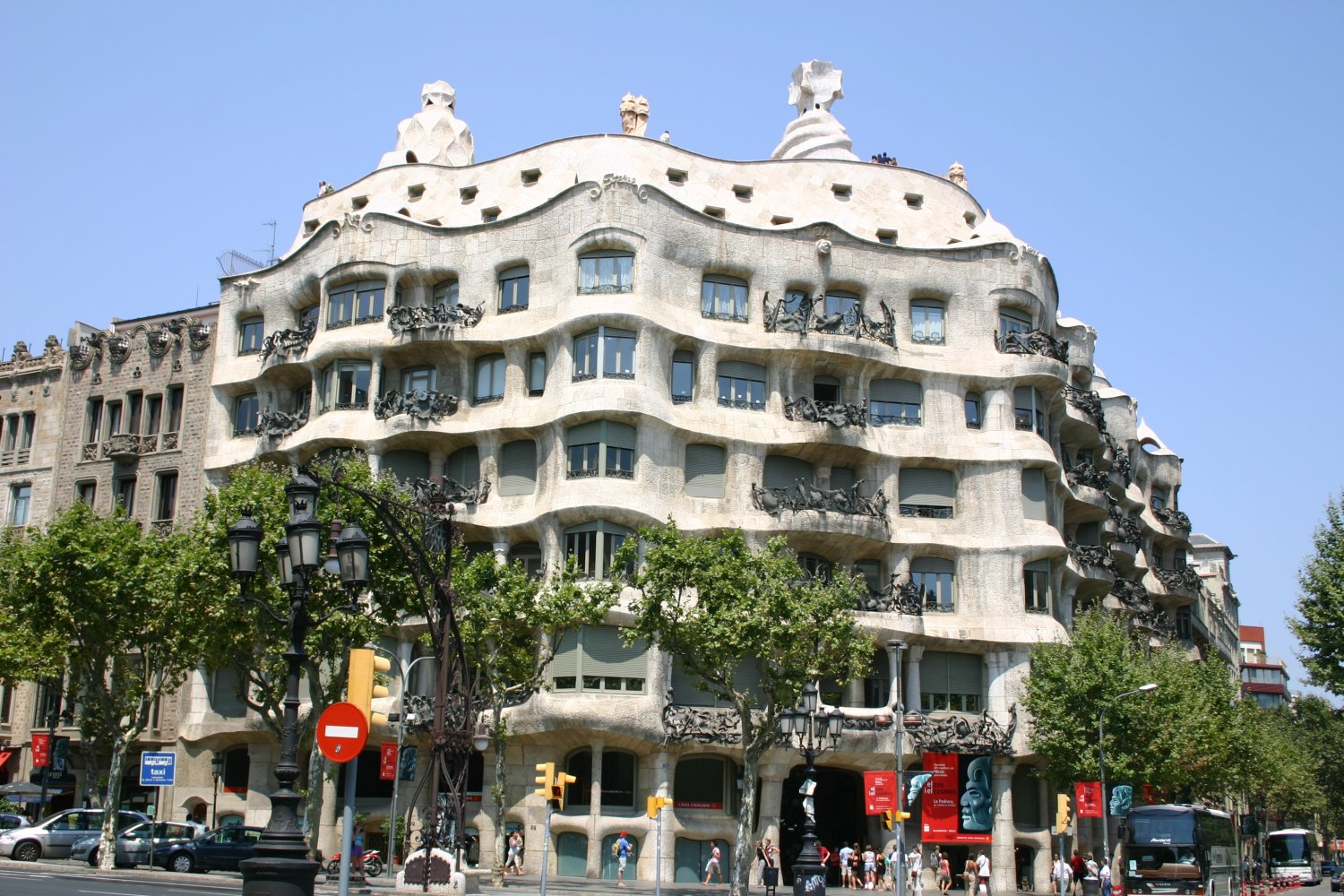
Casa Milà, dite La Pedrera.

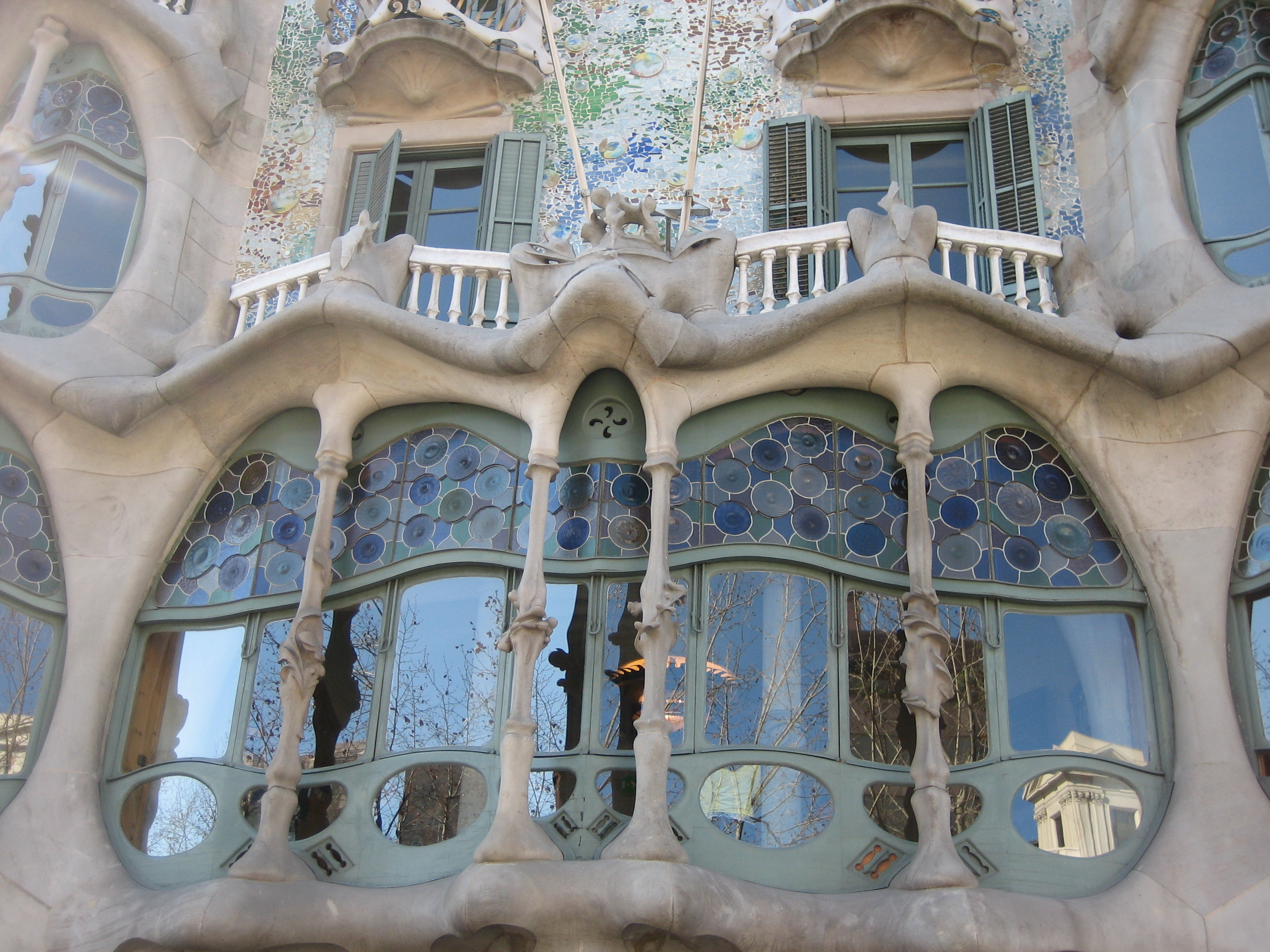
La Casa Batlló d'Antoni Gaudí

On trouve au Passeig de Gràcia des œuvres des trois principaux architectes catalans :
- la Casa Amatller de Josep Puig i Cadafalch ;
- la Casa Batlló et la Pedrera d'Antoni Gaudí ;
- la Casa Lleó Morera de Lluís Domènech i Montaner.

On appelle ce pâté de maisons la Illa de la Discòrdia (« l'îlot de la discorde »), car les plus grands architectes modernistes y rivalisaient côte à côte. La maison la plus connue reste néanmoins la Casa Milà de Gaudí, surnommée La Pedrera (« la carrière » en catalan). La Casa Batlló, autre chef-d’œuvre de Gaudí, est déjà un mythe de l'art. Derrière une façade moderniste exceptionnelle, représentant les vagues de la mer après l'accalmie, se cache tout un monde de surprises et une succession raffinée de détails architecturaux… La Casa Batlló a été construite en 1904.

#### Sagrada Família

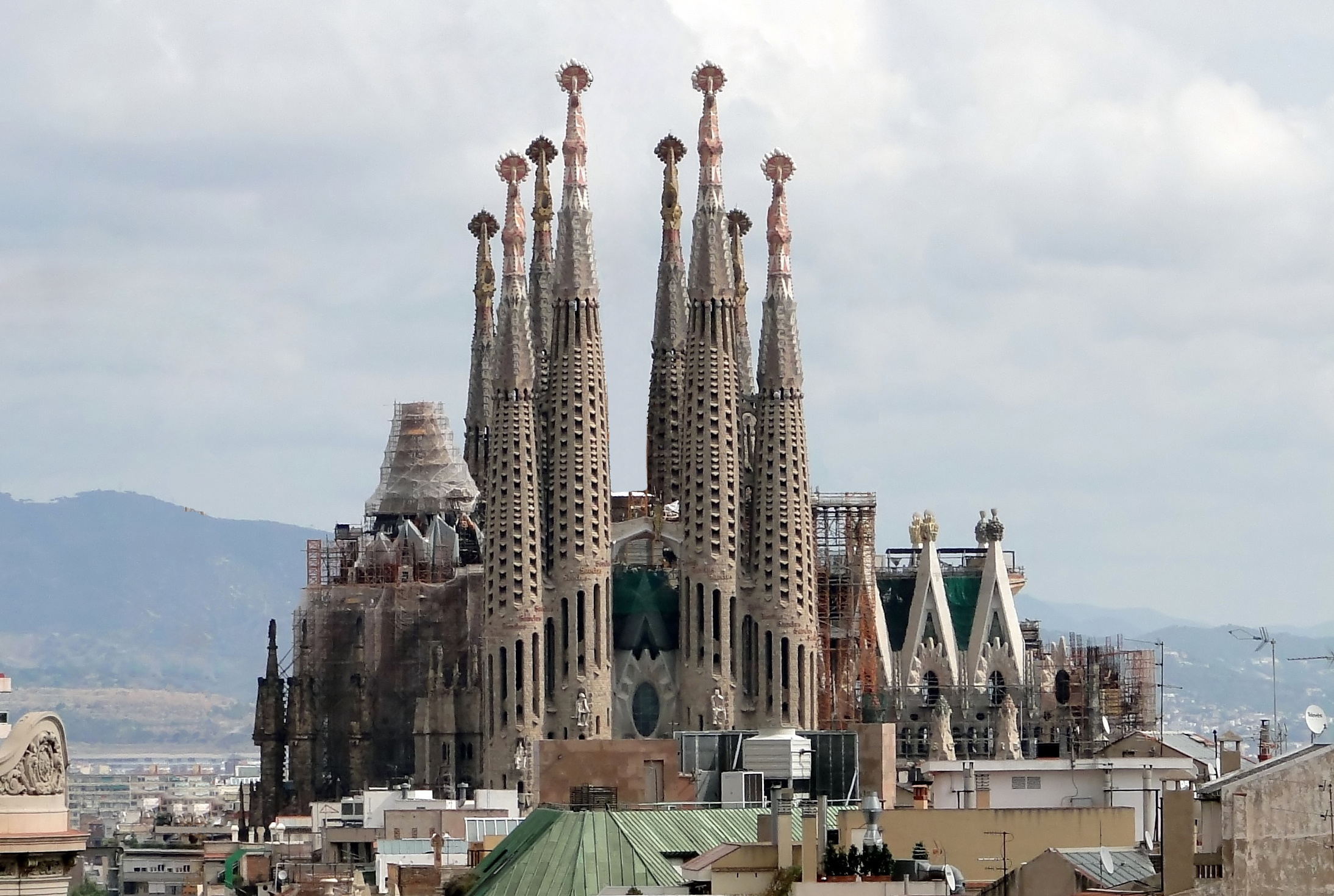
La Sagrada Família en 2009.

Chef-d'œuvre d'Antoni Gaudí, la basilique Sagrada Família est devenue l'emblème de Barcelone. Débutée en 1882, sa construction se poursuit toujours. Seule la façade de la Nativité et ses quatre tours élancées sont définitivement achevées. Un des points qui a suscité la plus grande des controverses au sujet de la Sagrada Família reste son implantation urbaine dans Barcelone. Quand les travaux débutent, le site se trouve sur des terrains vagues mais l’église est rapidement rattrapée par l’urbanisation de la ville. En 1905, Gaudí réalise un projet pour englober la Sagrada Família dans le plan Jaussely — le plan d’aménagement des quartiers nord et est de Barcelone conçu pour organiser et contenir la croissance de la ville. Gaudí dessine alors un schéma mettant son église catholique au centre d’une place en étoile octogonale plantée d’arbres. Cette organisation donne un recul suffisant pour apprécier le temple dans son intégralité. Cependant, en raison du coût des terrains, le projet est réduit à une étoile à quatre branches.
En 1902, la Veu de Catalunya publie un dessin du temple réalisé par Joan Rubió i Bellver, collaborateur de Gaudí dont le nom est Le rêve réalisé. Ce dessin va être complété par la présentation au Grand Palais de Paris du 15 avril 1910 au 30 juin 1910, d’une maquette polychrome à l’échelle 1:25 de la façade de la Nativité ainsi que de dessins de la place de l’Estelada que Gaudí avait proposée à la Mairie de Barcelone. Son projet montre les distances nécessaires pour obtenir une vision parfaite du temple avec un angle de 30 degrés horizontalement et verticalement, et ainsi pouvoir voir les deux façades à la fois. Sa proposition n’a pas été acceptée. Les archives municipales conservent des plans de 1916 présentés par Gaudí lors des débats du conseil municipal portant sur l’aménagement des alentours du temple. L’aménagement final ne retient aucune des propositions de l’architecte.
Cependant, le plan de Gaudí n’est pas complètement oublié. En 1975, la Mairie de Barcelone réalise une étude urbaine qui prévoit une zone en forme de croix autour de la Sagrada Família, comprenant quatre places aménagées en parcs. À cette époque, il n’existe que deux de ces places et la création des deux nouvelles suppose la démolition de nombreux bâtiments. Le projet est reporté sine die. En 1981, la place Gaudí, en face de la Sagrada Família, est aménagée dans un projet de jardins de Nicolau Maria Rubió i Tudurí. Le bassin du jardin est conçu pour refléter le temple.
Antoni Gaudí est enterré dans la crypte.

### La Ciutadella

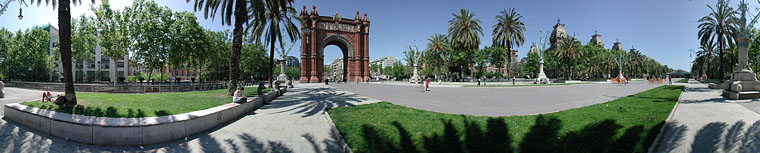
Arc de triomphe.

Le parc de la Ciutadella est l'endroit où s'est tenue l'Exposition universelle de 1888. De cette époque, il reste l'arc de triomphe par lequel on entrait dans l'enceinte de l'Exposition et l'actuel musée de Zoologie qui abritait alors un café-restaurant. Le parc s'appelle ainsi car Felipe V (le représentant des Bourbons lors de la guerre de Succession de 1702 à 1717) fit construire une citadelle à cet endroit en supprimant un quartier : elle servait à surveiller les habitants et surtout à éviter une certaine rébellion. C'est en 1868 que la citadelle fut détruite pour accueillir l'exposition universelle. À l'intérieur du parc se trouvent, en plus du musée de zoologie, un musée de géologie, l'ancien arsenal de la citadelle qui accueille le Parlement de Catalogne, une cascade d'Antoni Gaudí et le Jardin zoologique de Barcelone où l'on peut admirer des dauphins.

### Parc Güell

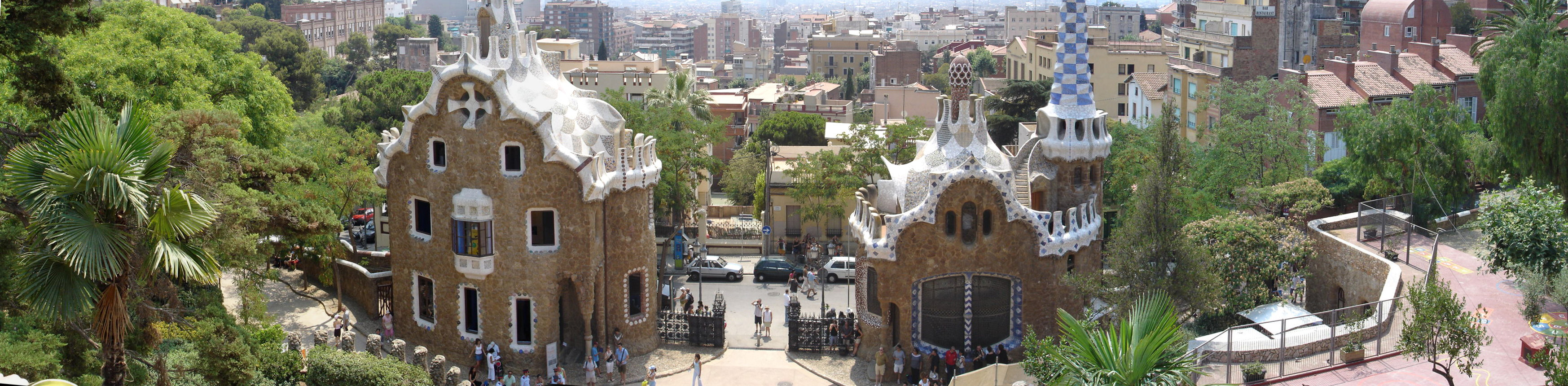
Parc Güell.

Le parc Güell, situé sur les hauteurs de la ville, fut commandé par le comte Güell à Gaudí : la nature et l'architecture se confondent et se complètent en ces lieux.

### Montjuïc

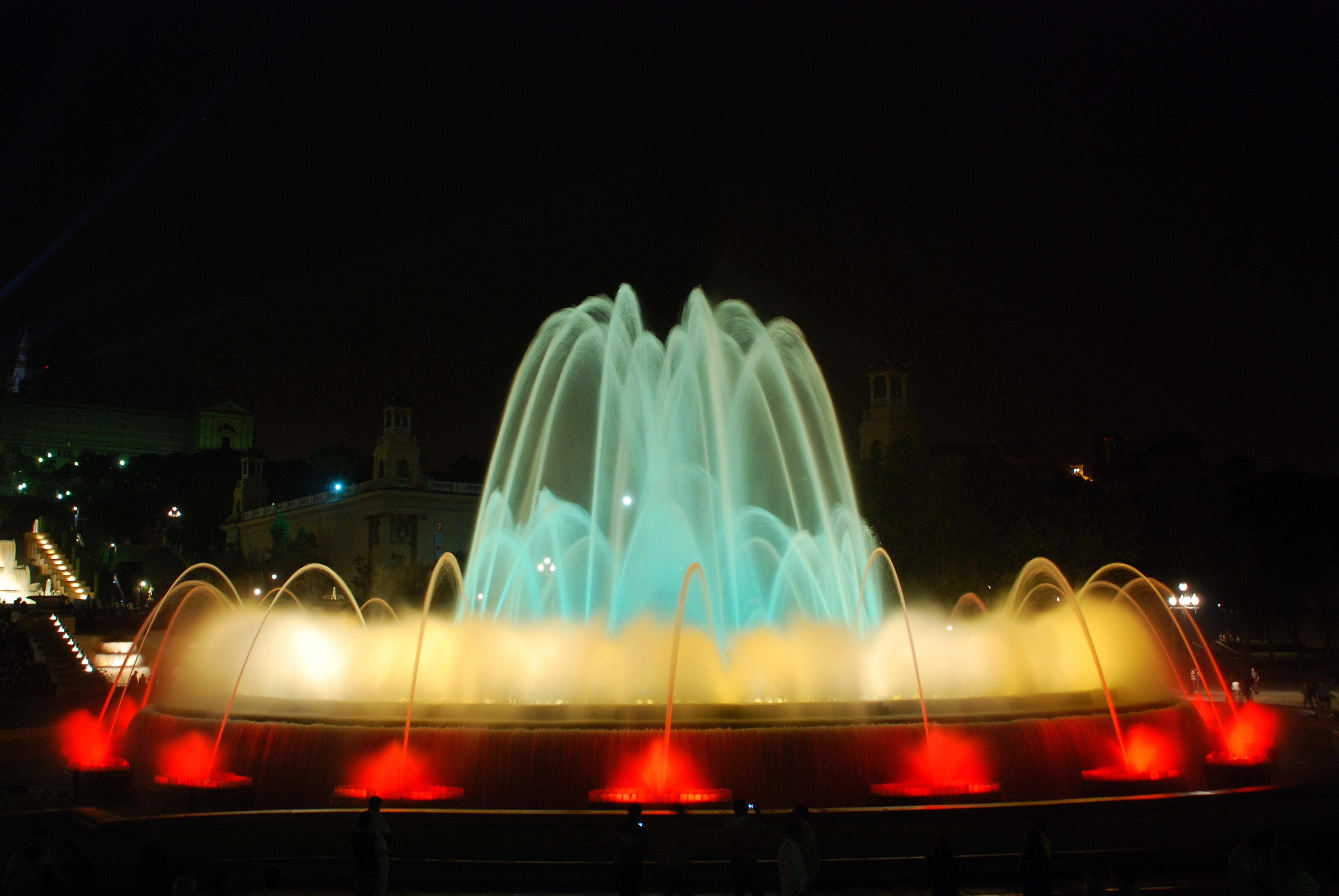
Fontaine magique de Montjuïc.

Le château de Montjuïc, haut lieu de mémoire de la résistance, domine la ville et son port offrant ainsi un point de vue pittoresque. Le téléphérique de Montjuïc permet d'y accéder.
En contrebas se trouve l'anneau olympique, qui réunit les sites des jeux de 1992 et, encore plus bas, le site de l'exposition internationale de 1929, dominé par le palais national, qui accueille le musée national d'art de Catalogne (MNAC) d'Enric Catà, Les Quatre Colonnes de Josep Puig i Cadafalch, ainsi que la Fontaine magique de Montjuïc de Carles Buïgas, attraction populaire art déco sur l'avenue de la Reine Marie-Christine, dont les jeux d'eau, de son et de lumière accueillent des centaines de touristes chaque soir.
La montagne est le site de la piscine et du stade des Jeux olympiques de 1992.
Montjuïc est également un haut lieu de mémoire de la guerre d'Espagne, avec le mémorial du Fossar de la Pedrera et le monument à Lluís Companys.
La célèbre sculpture de la Cloche de la Paix, œuvre de l'architecte Beth Gali, est située sur l'anneau olympique de Montjuïc.
Populairement appelé Muntanya de Montjuïc (en français : Montagne de Montjuïc), le site abrite de nombreux espaces verts, comme le jardin botanique de Barcelone et les jardins Mossèn Costa i Llobera, renommés pour leur collection de cactées et de plantes succulentes.

### La Barcelonetaet lePort Vell

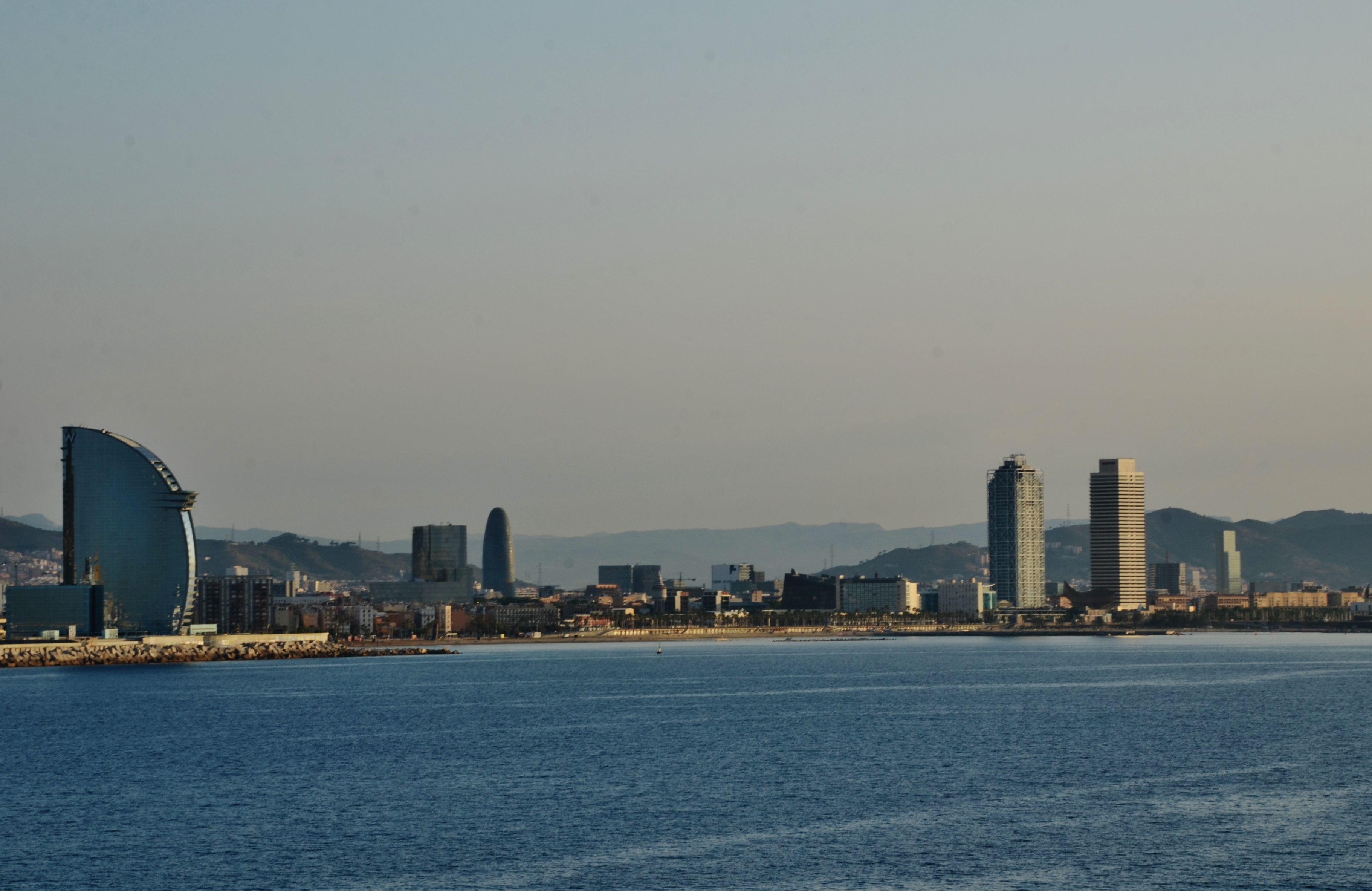
La plage de la Barceloneta, ainsi que l'hôtel La Vela (à gauche) et les tours jumelles de la Torre Mapfre et de l'hôtel Arts (à droite), vus depuis la mer.

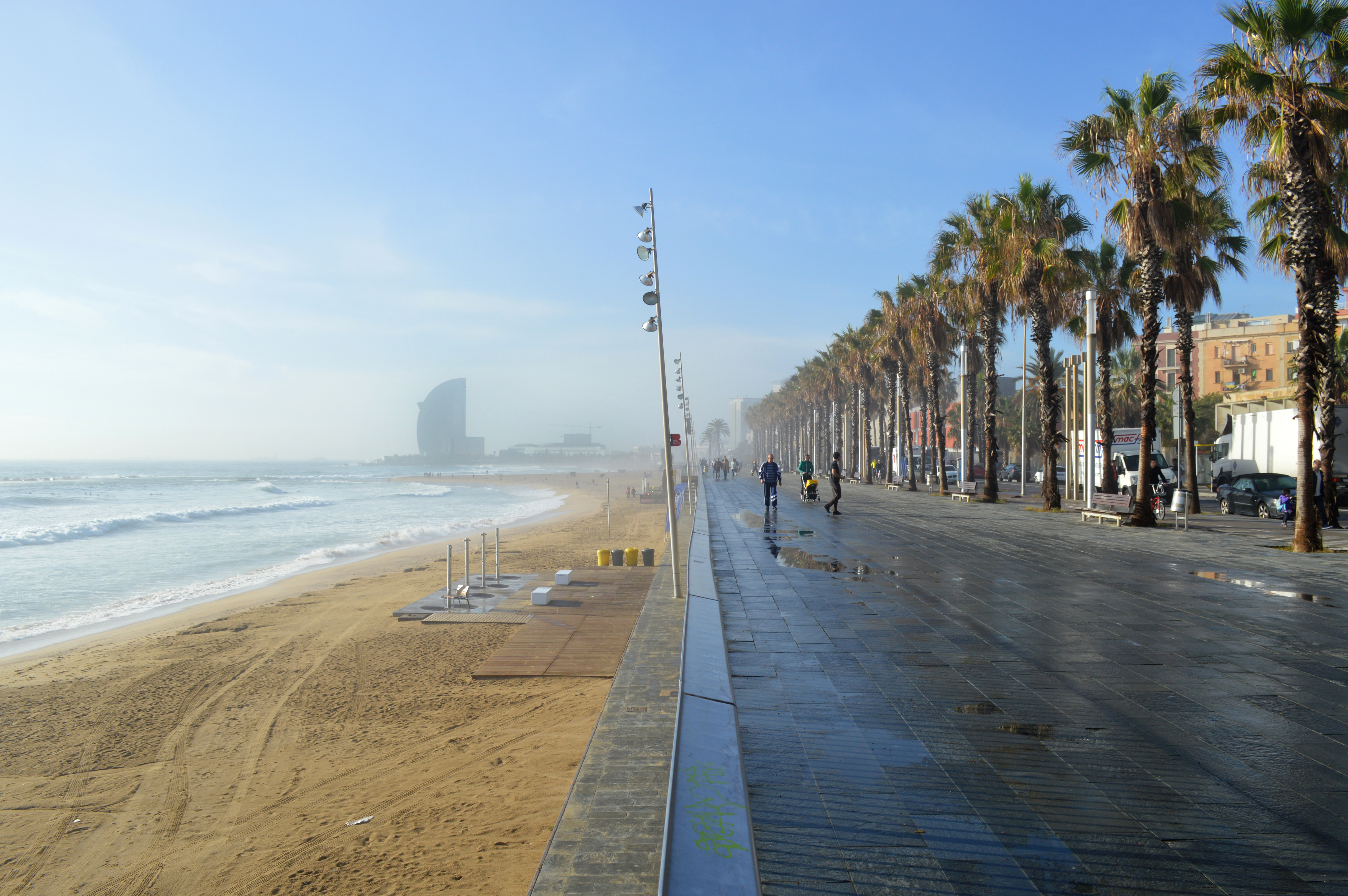
La plage de la Barceloneta, vue de la plage du Somorrostro.

La Barceloneta est à l'origine un quartier de pêcheurs et de marins.
Après la guerre d'Espagne, et jusque dans les années 1960, des bidonvilles (barraques) ont occupé les plages ; le plus important étant celui de la plage du Somorrostro — par ailleurs scène de la célèbre photographie Soldate républicaine à Barcelone — au nord-est.
Le quartier, qui borde le vieux port (Port Vell) de la ville, a connu d'importantes transformations depuis la création de la Vila Olimpica pour les Jeux de 1992, avec ses tours jumelles de la Torre Mapfre et de l'hôtel Arts, ainsi que l'installation de la sculpture monumentale Le Poisson, de Frank Gehry, autour du Port olympique.
Aux équipements sportifs, comme les piscines du Club Natació Atlètic-Barceloneta, et aux établissements culturels, de recherche ou de santé (tels l'Hôpital de la Mer, rendu célèbre par Tout sur ma mère de Pedro Almodóvar ou encore l'Institut des sciences de la mer et le musée d'histoire de Catalogne), se sont ainsi ajoutées des infrastructures tournées vers le tourisme balnéaire. Ainsi, peuvent être cités l'aménagement des plages, bordées d'un casino, de restaurants, clubs privés, hôtels de luxe (dont le plus emblématique, à l'extrémité sud-ouest de la jetée de la plage de Sant Sebastià, est La Vela) et bars, et celui du Port Vell avec sa Rambla de Mar des années 1990, avec le centre commercial Maremagnum et l'aquarium de Barcelone.
La statue monumentale Miss Barcelona, de l'artiste américain du pop art Roy Liechtenstein, est érigée depuis les Jeux Olympiques de 1992 dans le Vieux-Port. Parmi les grands lieux culturels barcelonais, le Musée d'histoire de Catalogne est installé depuis 1996 dans le Palais de la Mer.
Au sud du quartier s'étend l'historique plage de Sant Sebastià, qui donne accès, via la torre Sant Sebastià, au téléphérique de Montjuïc, transport public urbain aérien, qui amène les visiteurs à l'Anneau olympique et aux lieux de la mémoire nationale que sont le château de Montjuïc et le Fossar de la Pedrera.
Devenue le point central du tourisme estival de masse et du tourisme international, le quartier de La Barceloneta est depuis les années 2010 l'enjeu d'un mouvement de protestation des résidents contre les dérives des activités touristiques qui entraînent gentrification, hausse des prix du logement, incivilités et nuisances.

### Le Poblenou
Le Poblenou (en français : « Le nouveau village ») est le quartier du port des JO de 1992 et du cimetière du Poblenou, de style moderniste prisé par la bourgeoisie catalane, qui abrite la célèbre sculpture Le Baiser de la mort de Jaume Barba. Aujourd'hui réhabilité en quartier d'affaires — le District 22@ —, le Poblenou est connu au niveau touristique pour la plage de la Nova Icària (côté mer) et la place des Gloires-Catalanes (côté montagne). Il accueille notamment deux créations de l'architecte français Jean Nouvel : la Tour Glòries et le Parc del Centre del Poblenou.

### Tibidabo

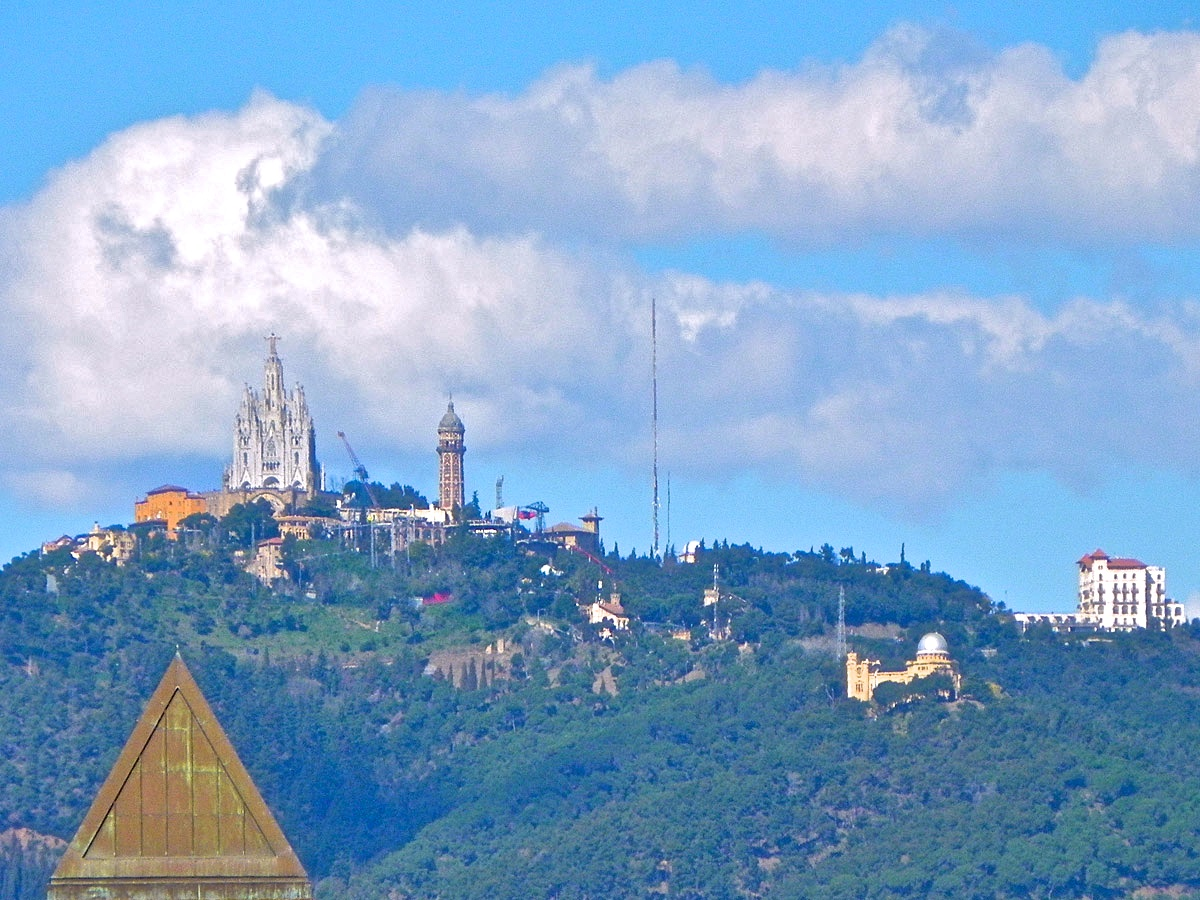
Le Temple expiatoire du Sacré-Cœur de Jésus et l'observatoire Fabra.

Point culminant du massif de la Collserola dominant la ville, le Tibidabo est également devenu un des pôles du tourisme barcelonais.
Le Tramvia blau (tramway bleu) et le funiculaire qui permettent d'y monter ainsi que le parc d'attractions symbolisé par son Avió ont tous trois été inaugurés en 1901.
Le Temple expiatoire du Sacré-Cœur de Jésus, œuvre de l'architecte Enric Sagnier, visible depuis la ville en contrebas et illuminé la nuit, est construit entre 1902 et 1961.
Le monument en marbre Muse (1952), œuvre de la sculptrice Maria Llimona, rend hommage au docteur Salvador Andreu, concepteur de l'aménagement de la montagne du Tibidabo, dont la sculpture originale, œuvre de Eusebi Arnau en 1927, a été fondue en 1936 au début de la guerre d'Espagne pour les besoins de la guerre. La Tour Andreu, bâtiment moderniste d'Adolf Ruiz i Casamitjana et d'Enric Sagnier, connu sous le nom de La Rotonda, est inscrite comme bien culturel d'intérêt local (BCIL) dans le recensement du patrimoine culturel catalan. L'édifice est situé sur les flancs du Tibidabo.
L'observatoire astronomique Fabra, chef-d'œuvre moderniste de  l'architecte Josep Domènech i Estapà, est construit en 1904, ce qui en fait le quatrième plus ancien observatoire en activité dans le monde.

### La Vall d'Hebron

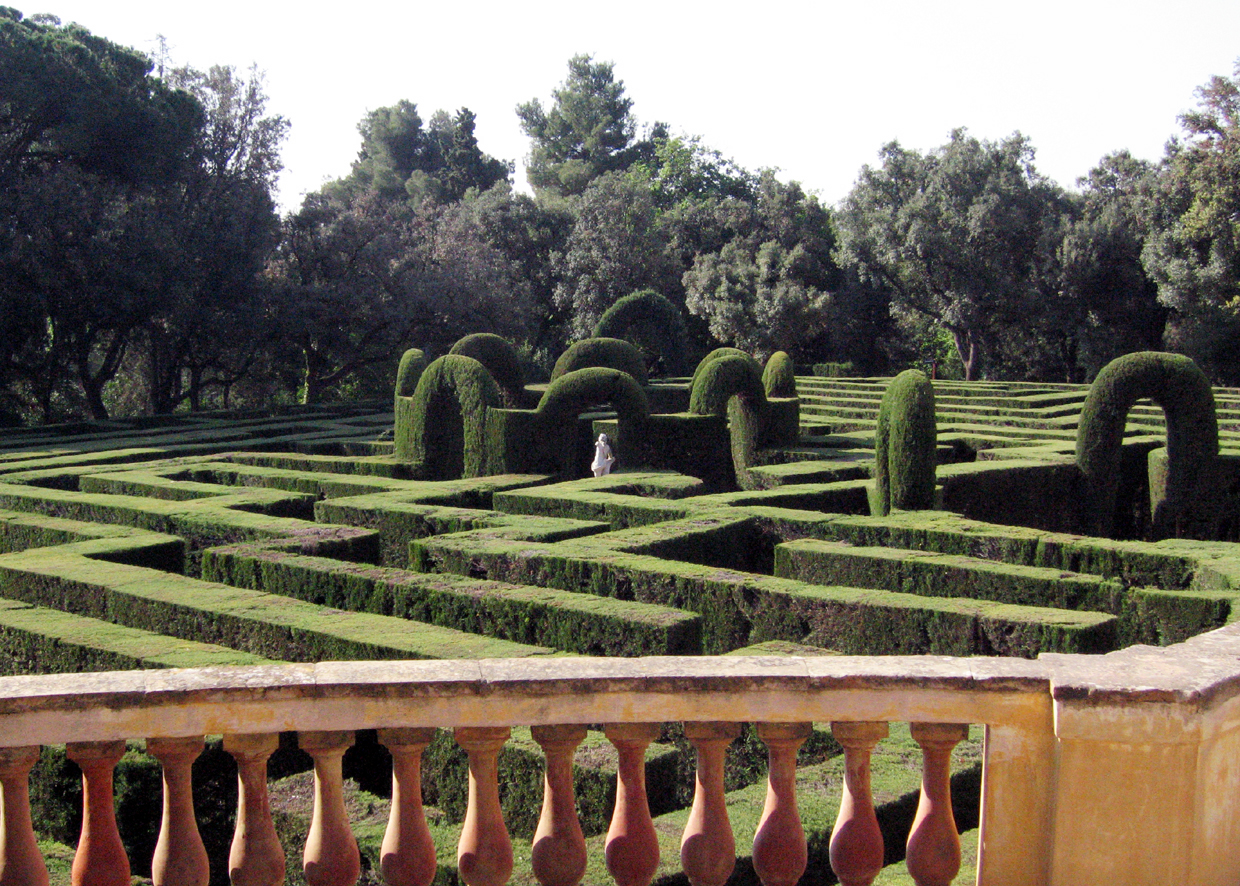
Le Laberint du Parc du Labyrinthe d'Horta.

Site des Jeux Olympiques de 1992, le quartier de La Vall d'Hebron est connu pour l'important campus de l'Hôpital universitaire Vall d'Hebron, l'un des plus grands complexes hospitaliers publics en Europe.
La Vall d'Hebron accueille aussi le Vélodrome d'Horta, équipement sportif popularisé lors des Jeux olympiques, et le Parc du Labyrinthe d'Horta, attraction populaire historique du patrimoine barcelonais gérée par la mairie de Barcelone.

## Culture locale et patrimoine

### Patrimoine naturel

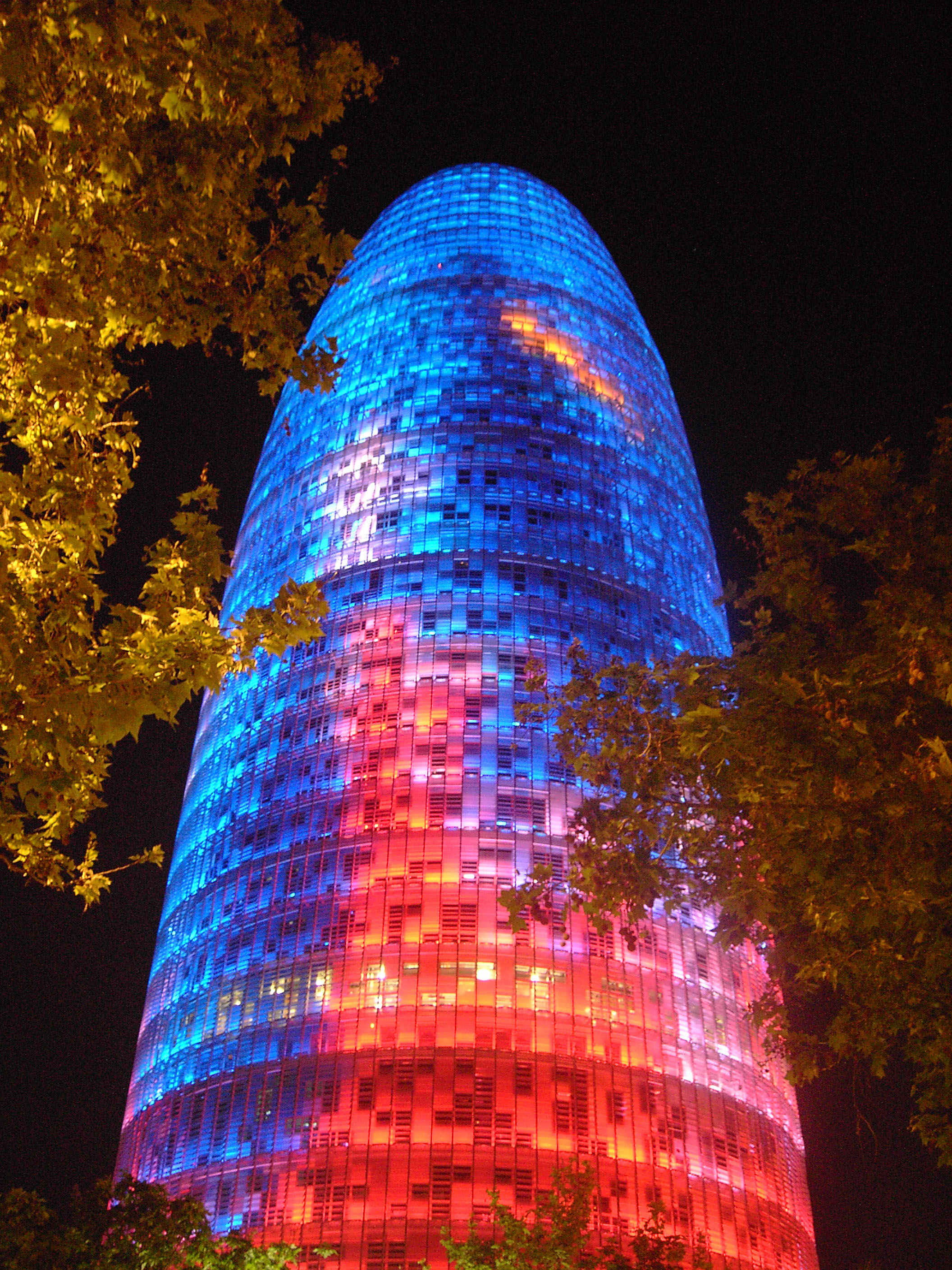
Tour Glòries de Barcelona (ex- Tour Agbar).

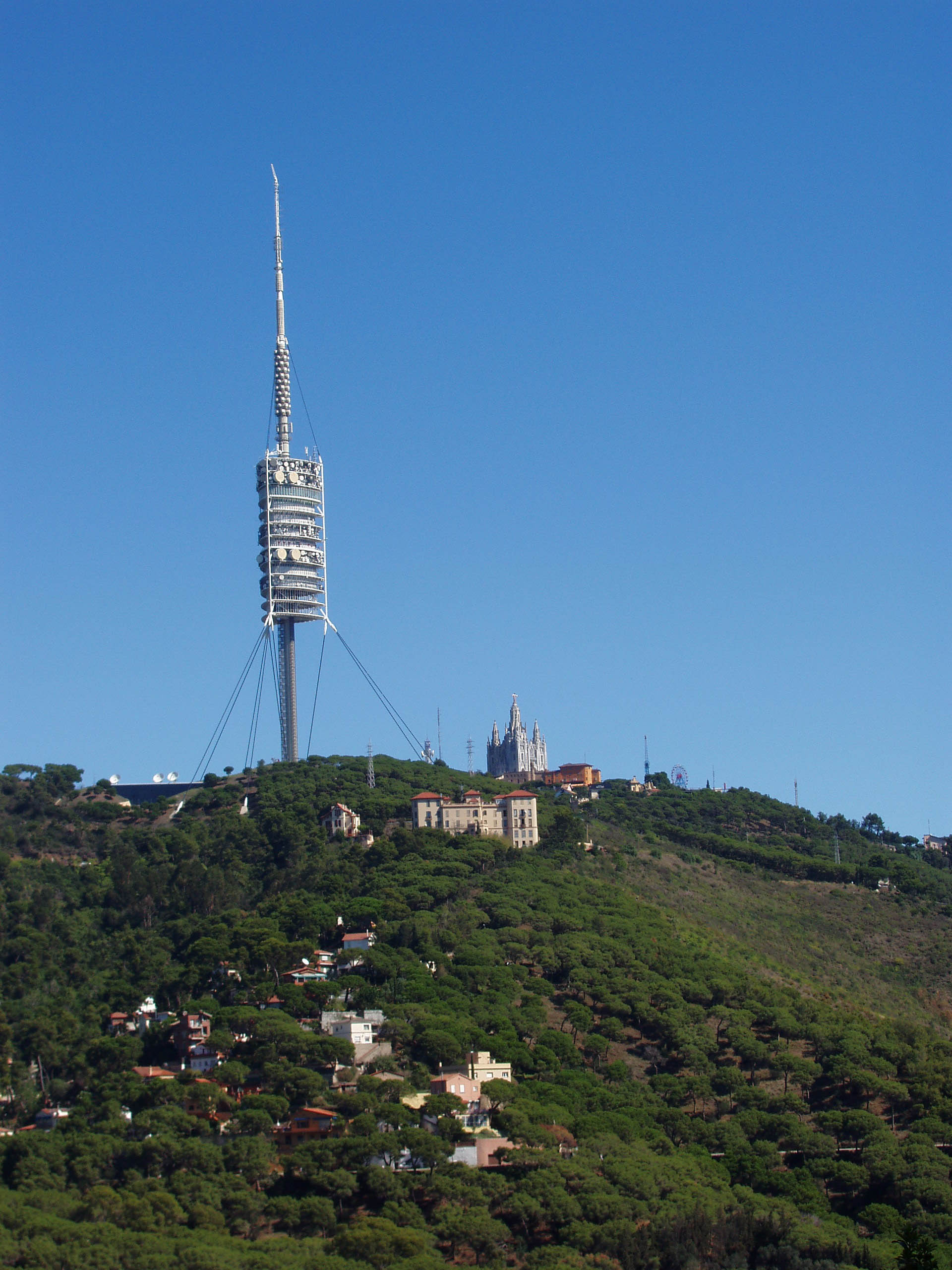
Torre de Collserola.

La ville est dense, limitée par la mer d'un côté et adossée à la montagne de l'autre. Elle fait d'importants efforts en matière de développement durable, favorisant les énergies renouvelables (solaire en particulier). Le parc de Collserola est un parc périurbain de 8 465 ha créé en 1987 pour protéger les espaces verts contre la périurbanisation. Ce parc domine l'arrière de Barcelone sur les premiers contreforts de la sierra de Collserola, partie de la cordillère littorale (s'élevant à cet endroit à 268 m). Il abrite de nombreuses espèces qui, pour certaines, pénètrent la ville. La Torre de Collserola, œuvre de l'architecte britannique Norman Foster, tour de télécommunications construite à l'occasion des Jeux olympiques, est le plus haut bâtiment d'Espagne (288 m). Barcelone demeure une cité extrêmement polluée, la troisième ville la plus polluée d'Europe selon l'enquête Aphekom de la Communauté européenne sur la qualité de l'air, après Bucarest et Budapest, très loin devant Paris ou Londres. On y relève un taux de particules fines très élevé de 27PM2.5, principalement en cause la circulation automobile.

### Patrimoine linguistique
Comme dans le reste de la Catalogne, le catalan et le castillan sont toutes deux langues officielles. Le catalan est parlé par 70 % de la population alors que les bilingues catalan/castillan représenteraient 85 % de la population. La plupart des panneaux de signalisation sont en catalan uniquement, et dans toute l'administration, dans la rue, les espaces publics, la langue catalane prévaut. Cependant, les touristes s'expriment généralement en castillan, et beaucoup d'étudiants étrangers (français notamment) viennent suivre à Barcelone des cours de castillan. La grande majorité des Barcelonais savent généralement s'exprimer dans les deux langues, et les problèmes de compréhension linguistiques demeurent plutôt rares. La principale chaîne de télévision catalane, TV3, qui diffuse ses émissions depuis Barcelone, est entièrement émise en catalan.

### Vie culturelle

#### Musées

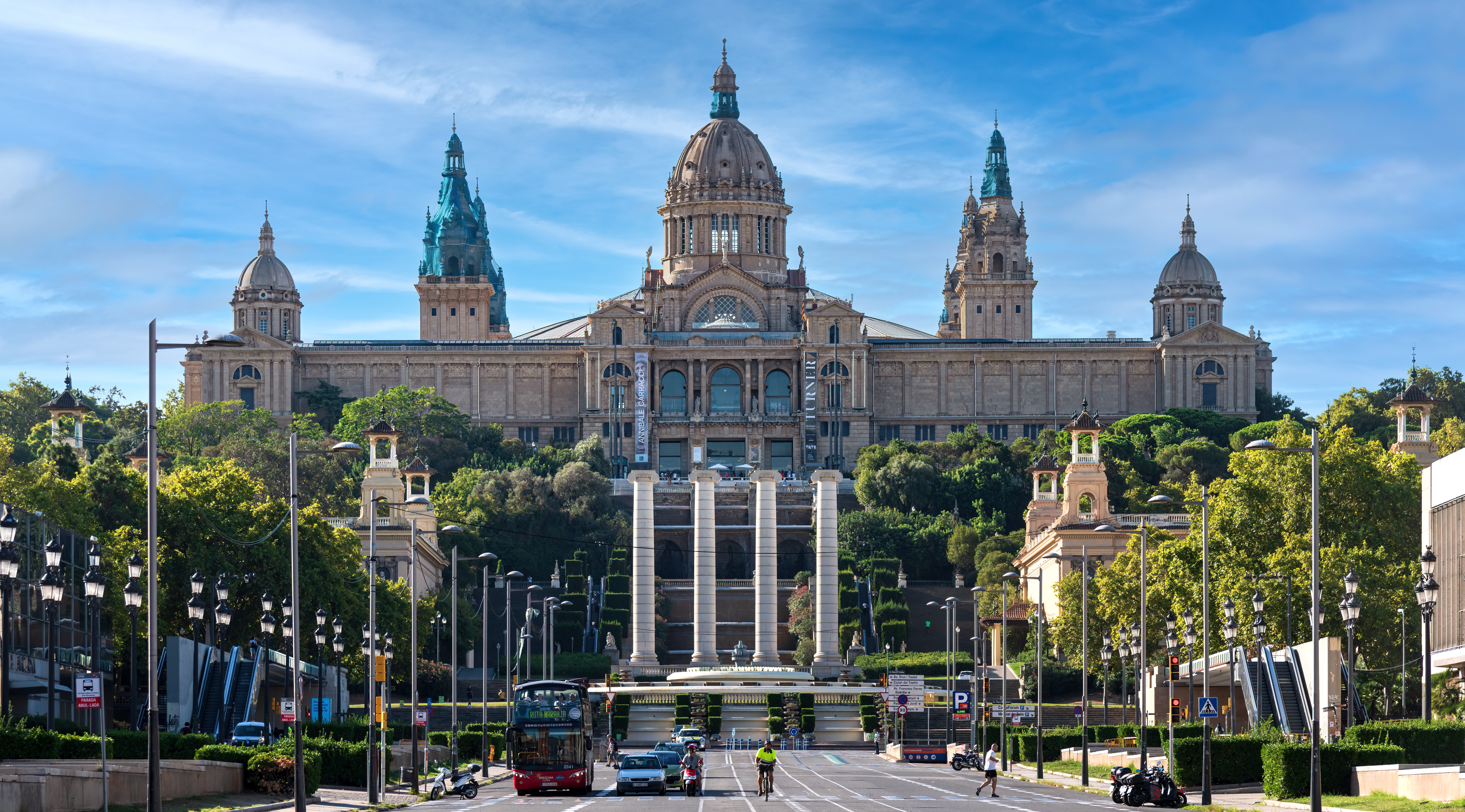
Musée national d’art de Catalogne.

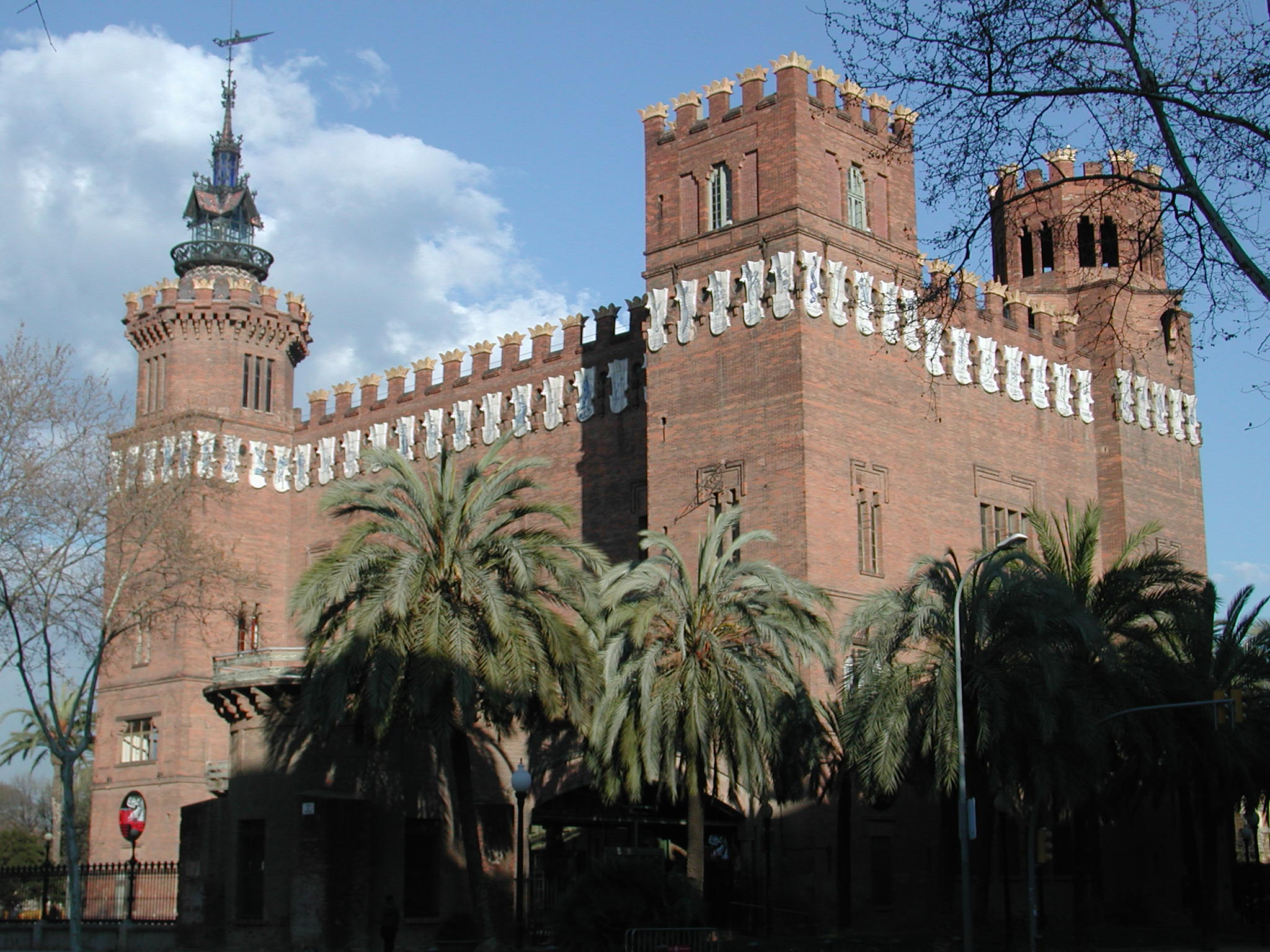
Château des trois dragons, siège du laboratoire de Nature (Laboratori de Natura).

La ville possède plusieurs musées remarquables dont au moins deux présentent des collections uniques au monde. L'un de ces deux musées exceptionnels est celui consacré à Joan Miró (collection léguée par le peintre lui-même). L'autre est le musée consacré à Pablo Picasso (les œuvres de cet artiste sont exposées dans un ancien palais médiéval). La ville abrite aussi le musée national d'art de Catalogne (MNAC) possédant de nombreuses fresques romanes originales, tandis que des copies ont été exposées sur les lieux de la découverte des œuvres originales.
Parmi les principaux musées, on trouve le musée d'art contemporain de Barcelone (MACBA), le musée d'histoire de Barcelone (MUHBA), le musée d'histoire de Catalogne (MHC) situé dans le Palais de la Mer, le musée d'archéologie de Catalogne, le CaixaForum Barcelona, sur l'avenue de la Reine Marie-Christine, à Montjuïc, le musée du Modernisme catalan (MMCAT), sur la rue Balmes dans l'Eixample, le musée de la Musique, ou encore le centre culturel Arts Santa Mònica dans le Raval, près de la Rambla.
Le musée des Sciences naturelles de Barcelone est fondé quant à lui en 1882 avec le nom de « Museo Martorell de Arqueología y Ciencias Naturales », ('musée Martorell d'Archéologie et de Sciences naturelles') mais a été remodelé en 2011 avec la fusion d'un total de cinq sièges différents :
- le musée Martorell (siège historique depuis 1882, premier bâtiment dans l'histoire de Barcelone à être conçu en tant que musée, relégué à la fonction de musée de géologie de 1924 à 2010)
- le laboratoire de Nature (Laboratori de Natura, siégeant depuis 2011 au Château des trois dragons, qui de 1920 à 2010 avait été occupé par le « musée de zoologie de Barcelone »)
- le jardin botanique historique de Barcelone (inauguré en 1930 il a rejoint le musée des Sciences naturelles de Barcelone en 2008)
- le jardin botanique de Barcelone (un nouveau jardin botanique, inauguré en 1999 lui aussi a rejoint le musée des Sciences naturelles en 2008)
- le bâtiment Forum (« Edifici Forum »), à l'origine inauguré en 2004 pour le Forum universel des cultures, dénommé simplement par le nom officiel du Musée (« musée des Sciences naturelles de Barcelone ») et destiné à être l'espace principal d'exposition des collections (ouvert en 2011 sous le nom de nos jours abandonné de Museu Blau ; ce musée contient, entre autres, les collections de l'ancien « musée de zoologie de Barcelone »)

Le musée Martorell et le laboratoire de Nature se trouvent à proximité l'un de l'autre, à l'intérieur du parc de la Ciutadella. Le bâtiment Forum est situé sur le Parc del Fòrum ('parc du Forum'), dans l'extrême Est barcelonais. Le jardin botanique de Barcelone se trouve sur la colline de Montjuïc. Sur cette même colline se trouve aussi l'ancien jardin botanique de la ville. Ce dernier, fondé en 1930 et ouvert au public en 1941, a été fermé au public en 1986 pour la construction des installations sportives destinées aux Jeux olympiques d'été de 1992. Il a rouvert ses portes en 2003 sous le nom de Jardí Botànic Històric (« jardin botanique historique de Barcelone »). Les deux jardins botaniques sont gérés par le musée des Sciences naturelles de Barcelone et l'institut botanique de Barcelone.
- Le Palais de la Virreina, lieu de nombreuses expositions contemporaines, se situe sur la Rambla[110].
- Le musée de la science CosmoCaixa dans un architecture spectaculaire propose de nombreuses activités de découverte scientifique pour les enfants[111].
- Le palais et la fondation Rocamora, consacrés à l'art, dans le district de Sarrià-Sant Gervasi[1].

#### Théâtres

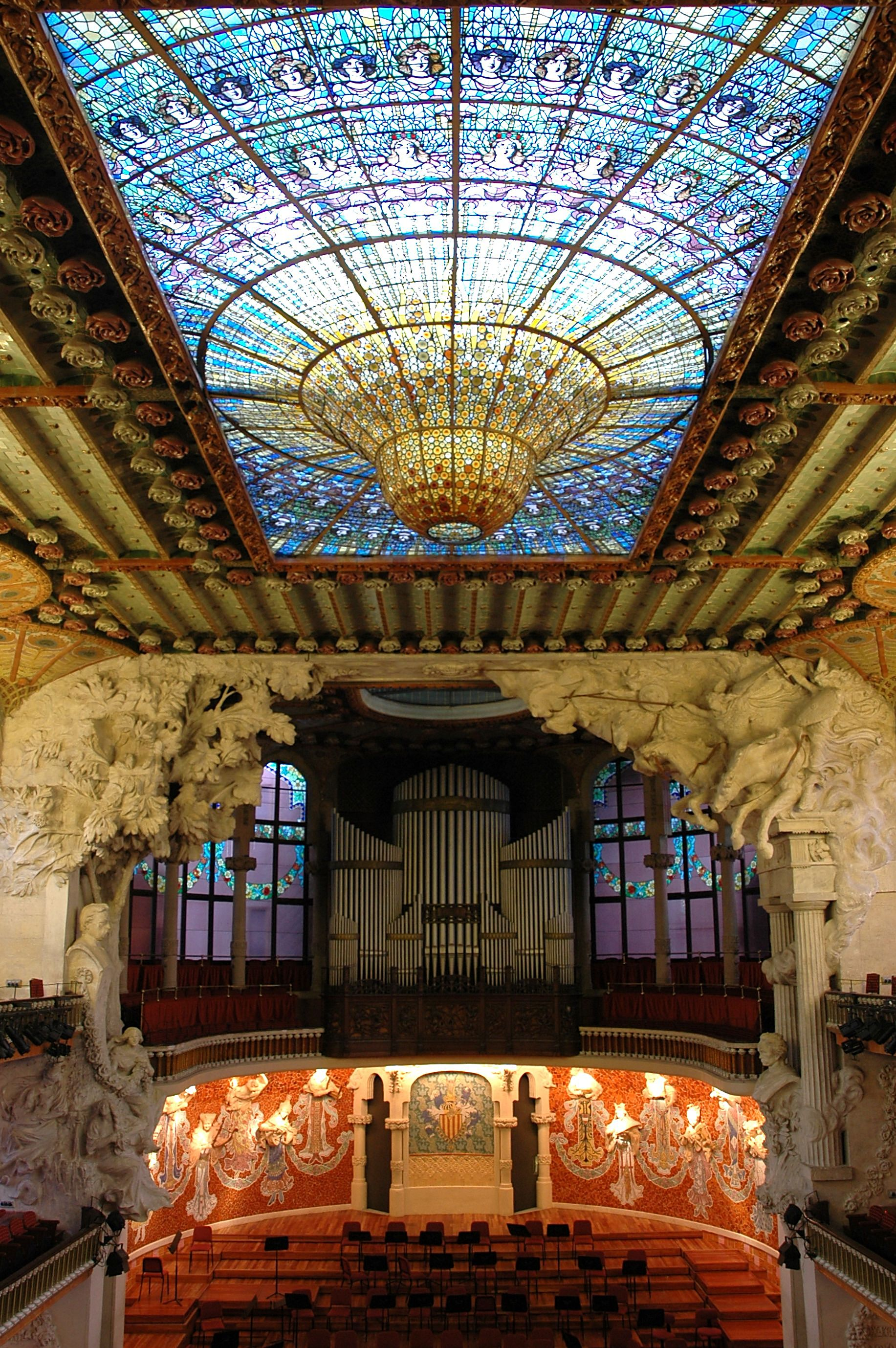
Salle de concert du Palau de la Música Catalana.

Plusieurs théâtres ont été construits et de nombreux spectacles se déroulent annuellement dans la ville de Barcelone. Le Gran Teatre del Liceu, situé sur La Rambla, a connu un destin tragique brûlant par deux fois en 1862 et 1994. Il a été inauguré en 1999 et figure parmi les plus prestigieux opéras au monde.
Dans le quartier du Raval, à proximité, se situe l'historique Teatre Romea, toujours en activité, qui a vu avant la guerre d'Espagne les grandes heures de Margarita Xirgu, égérie de Federico García Lorca et fondatrice de l'École multidisciplinaire d'art dramatique Margarita Xirgu de Montevideo
.
Conçu par l'architecte moderniste Lluís Domènech i Montaner, le Palau de la Música Catalana est une salle de concert inaugurée en 1908.
L'Institut del Teatre, consacré à la formation, la création, la recherche, la conservation et à la diffusion du patrimoine dans le domaine du spectacle vivant, est fondé en 1913.
Le Théâtre grec de Montjuïc, créé en 1929 par Ramon Reventós, est toujours en activité, ainsi que les théâtres Principal et Goya.

#### Bibliothèques
La Bibliothèque de Catalogne est située dans le quartier du Raval, dans le bâtiment historique de l'ancien hôpital de la Sainte-Croix (Hospital de la Santa Creu), classé Bien culturel d'intérêt national.

#### Cinéma
La ville de Barcelone a accueilli de nombreux cinéastes, dont Agustí Villaronga, Woody Allen, Pedro Almodovar, Cesc Gay, Albert Serra, Cédric Klapish et Ventura Pons.
La ville a vu se développer dans les années 1960 un courant cinématographique spécifique, influencé par la Nouvelle Vague française et en rivalité avec le Nouveau cinéma espagnol, essentiellement madrilène : l’Escola de Barcelona.
Barcelone accueille également des festivals de cinéma, tels que le Festival international de cinéma érotique de Barcelone, le Festival du film de Barcelone ou encore le Festival international de cinéma gay et lesbien de Barcelone.
La cérémonie de remise des prix Gaudí, équivalent des César du cinéma, organisée par l'Académie du cinéma catalan dont la présidente depuis 2021 est la cinéaste barcelonaise Judith Colell, se déroule chaque année à Barcelone.

#### Mode
Dès le début du XXe siècle, la mode barcelonaise accompagne le succès du modernisme catalan avec la créatrice Joana Valls, ou encore Caroline Montagne Roux, amie et formatrice de la personnalité de la haute couture Jeanne Lanvin qui débute à Barcelone. Des stylistes telles Maria Molist et Madame Renaud participent aux premiers salons de la mode organisés à Barcelone. De nombreuses créations de ces personnalités sont aujourd'hui conservées au musée du Design de Barcelone, dont certaines pièces sont léguées en 1969 à l'ancien musée du Textile par le collectionneur et peintre barcelonais Manuel Rocamora (1892-1976).

#### Musique
Barcelone est devenue une référence européenne en matière de musique. La ville abrite le Grand théâtre du Liceu, sur La Rambla, œuvre de l'architecte Miquel Garriga, considéré comme un des opéras les plus prestigieux au monde, le Palais de la musique catalane (de Lluís Domènech i Montaner), et, depuis plus récemment, l’Auditori (de Rafael Moneo), inauguré en 1999 pour accueillir l'Orchestre symphonique de Barcelone et l'École supérieure de musique de Catalogne. La ville est de plus le siège du Conservatoire supérieur de musique du Liceu, où ont étudié notamment les chanteurs lyriques Montserrat Caballé ou José Carreras, tous deux barcelonais. Elle est également le berceau de la musique électronique incluant house, dance, trance, house progressive, makina (pour référence les festivals Pont Aeri, Mataró et Chasis) et autres.
La ville a aussi inspiré de nombreuses chansons : Barcelone de Boris Vian, Barcelona de Freddie Mercury et Montserrat Caballé (1987, hymne des Jeux olympiques d'été de 1992) et l'album du même nom (1988), Indios de Barcelona de Mano Negra (1988), La Barcelone de Juliette (1991), Barcelone du rappeur parisien Alpha Wann (2016)…
La chanteuse colombienne de renommée internationale Shakira réside à Barcelone, où elle a enregistré plusieurs des morceaux de ses albums et où elle a réalisé certains clips, dont celui de Loca.

#### Design

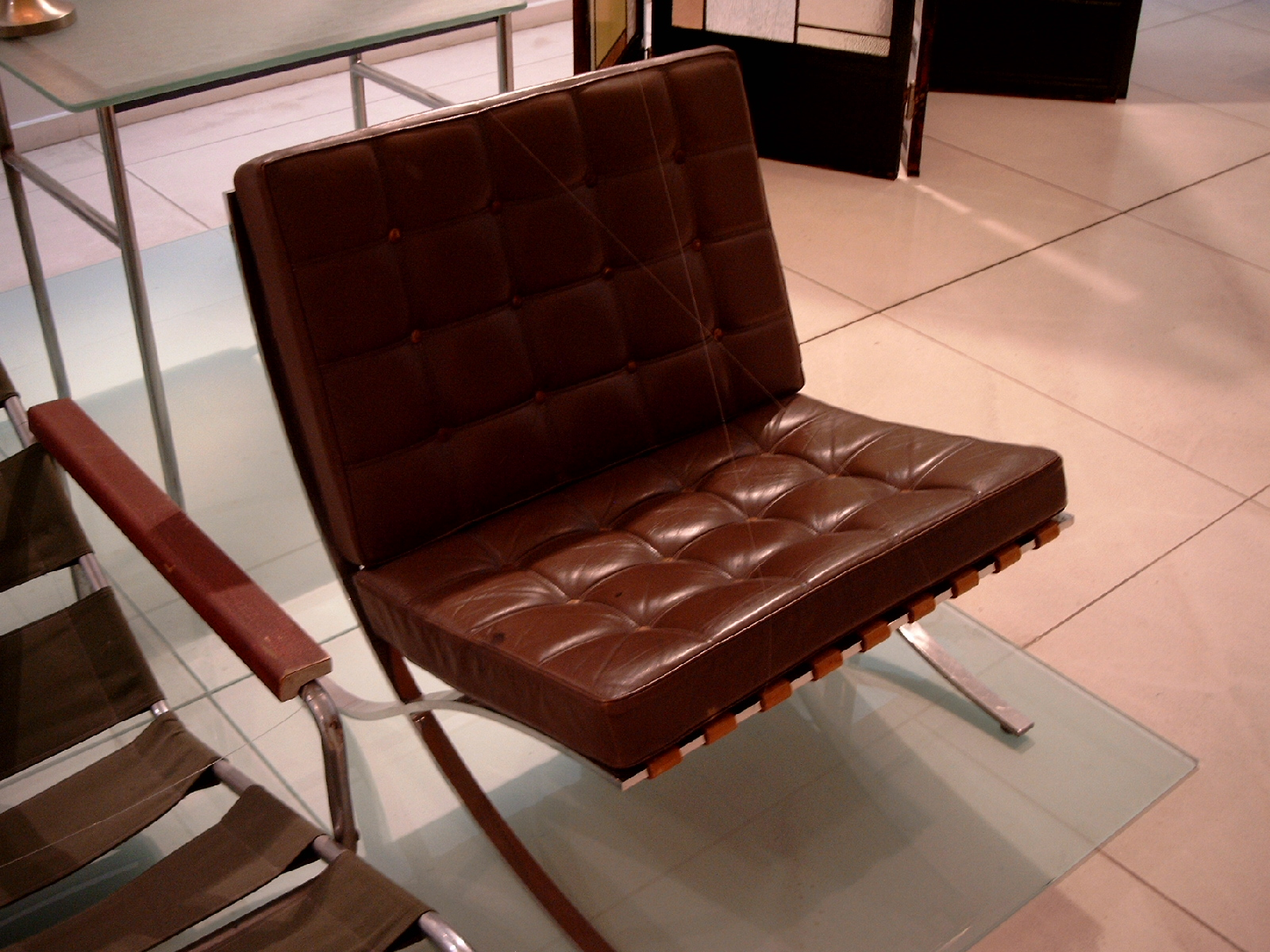
Le fauteuil Barcelona, de Ludwig Mies van der Rohe (1929).

En 1929, Barcelone organise l’Exposition internationale de 1929 sur la colline de Montjuïc.
Ludwig Mies van der Rohe et sa partenaire Lilly Reich, figures du Bauhaus, font partie des protagonistes, créant le pavillon allemand et la chaise Barcelone, l'une des créations les plus emblématiques du mobilier au XXe siècle.
Le Musée du Design de Barcelone, œuvre de l'architecte Oriol Bohigas, se situe sur la place des Gloires catalanes, près de la Tour Glòries de Jean Nouvel.

#### Événements
- Primavera Sound Festival : grand rassemblement de plus de 90 artistes pop-rock au Parc del Fòrum (« Parc du Forum ») ; il a lieu en mai/juin.
- Le Festival Sónar : festival de musique techno et de multimédia.
- Le Salon de l'automobile : « salon international de l'automobile » organisé en mai une fois tous les deux ans (années impaires) et se déroule sur huit jours au « FIRA » Barcelona.
- Du 4 au 11 août 2019 la ville accueille le congrès de l’association mondiale anationale (SAT).
- The Brandery salon de la mode qui a lieu deux fois par an.
- La Fira de Barcelona, dans le quartier d'affaires de Granvia L'H, à L'Hospitalet de Llobregat[128].

#### Fêtes et manifestations

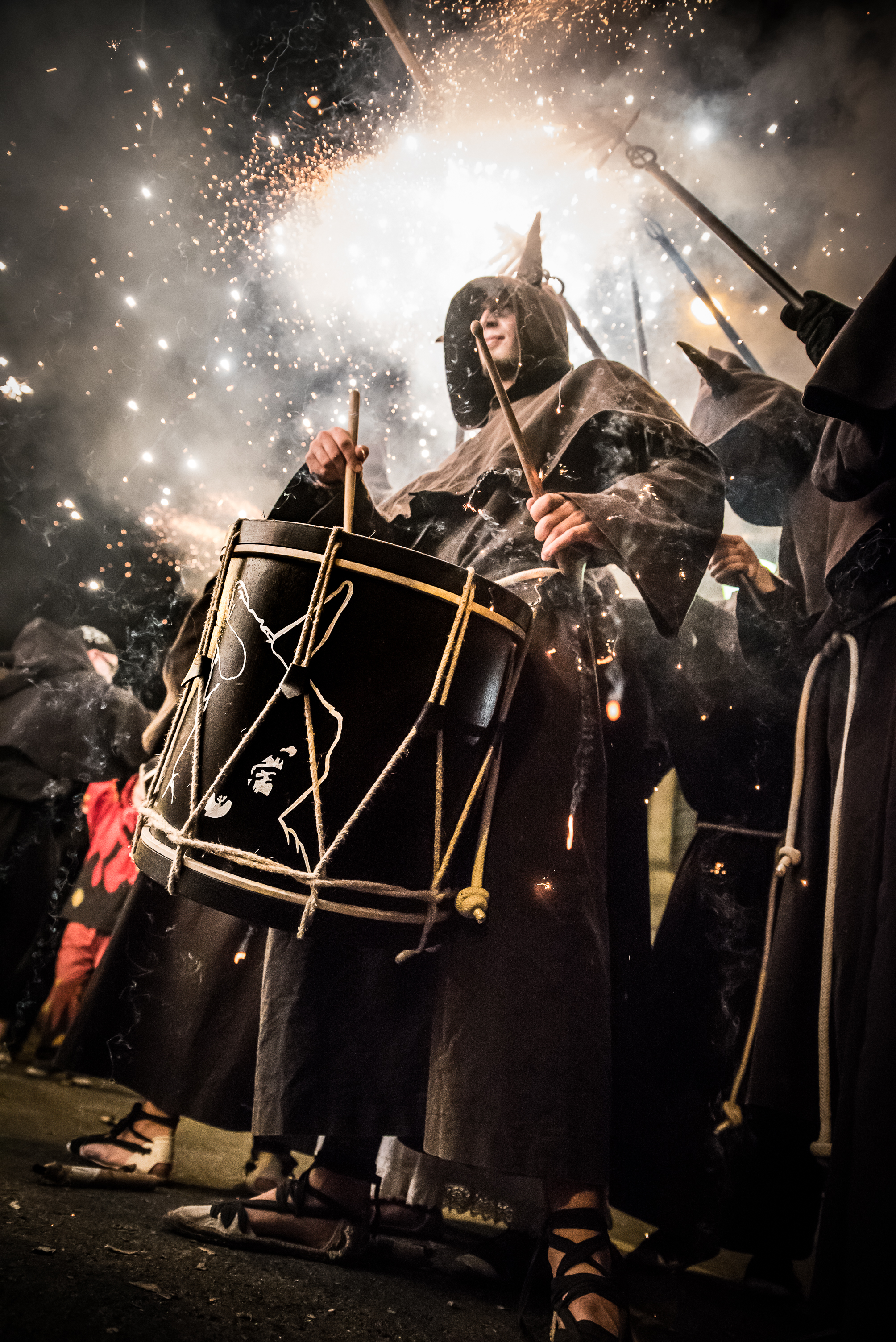
La Mercè.

Barcelone voit se tenir chaque année deux fêtes votives, une en été, La Mercè le 24 septembre, la plus importante, et une en hiver, la Santa Eulàlia le 14 février.
Les fêtes catalanes ou Diades comme la Fête nationale de la Catalogne (Diada Nacional de Catalunya ou simplement La Diada) du 11 septembre et de la Sant Jordi du 23 avril sont également l'occasion d'importantes festivités dans la métropole. Avec la montée de la revendication indépendantiste depuis la fin des années 2000, la première a été marquée, chaque année à partir de 2012, par d'importantes manifestations (dépassant le million de participants) organisées par les organisations catalanistes de l'Assemblée nationale catalane et Òmnium Cultural : Catalunya, nou estat d'Europa (« Catalogne, nouvel État d'Europe ») en 2012 ; la Via Catalana (« Voie catalane », chaîne humaine de 400 km dans toute la Catalogne) en 2013 ; le V de la Diada en 2014 ; la Via Lliure a la República Catalana (« Voie libre vers la République catalane ») en 2015. Pour la Sant Jordi, des stands de vente de livres et de roses s'étalent le long des grandes artères comme les Rambles ou le Passeig de Gràcia, rassemblant une foule importante.
Chaque quartier ou district, spécifiquement ceux correspondant à d'anciennes communes absorbées par Barcelone, disposent de leur fête votive ou festa major. La plus fréquentée et l'une des plus réputées est celle (es) de Gràcia, organisée annuellement pendant une semaine à partir du 15 août et connue pour ses rues principales décorées avec des objets recyclés, ses concerts et spectacles de rue.
Lors de ces fêtes, de nombreux rituels et pratiques culturels ou folkloriques ont lieu, parmi lesquels le pregó (discours d'une personnalité du monde de la culture ou associatif qui lance officiellement des festivités), les arts du feu (correfocs, feux d'artifice, spectacles pyrotechniques), processions et danses de Gegants (« Géants », représentant chacun des quartiers), Dracs (« Dragons ») et trabucaires (tireurs de tromblon), exhibitions de castells et falcons, sardanes, etc. S'y ajoutent concerts, expositions, journées portes ouvertes des institutions politiques ou culturelles.
Lors de la Semaine sainte (Setmana Santa en catalan), des processions ont lieu, notamment entre le Raval et le barri Gòtic.

### Cimetières et lieux de mémoire

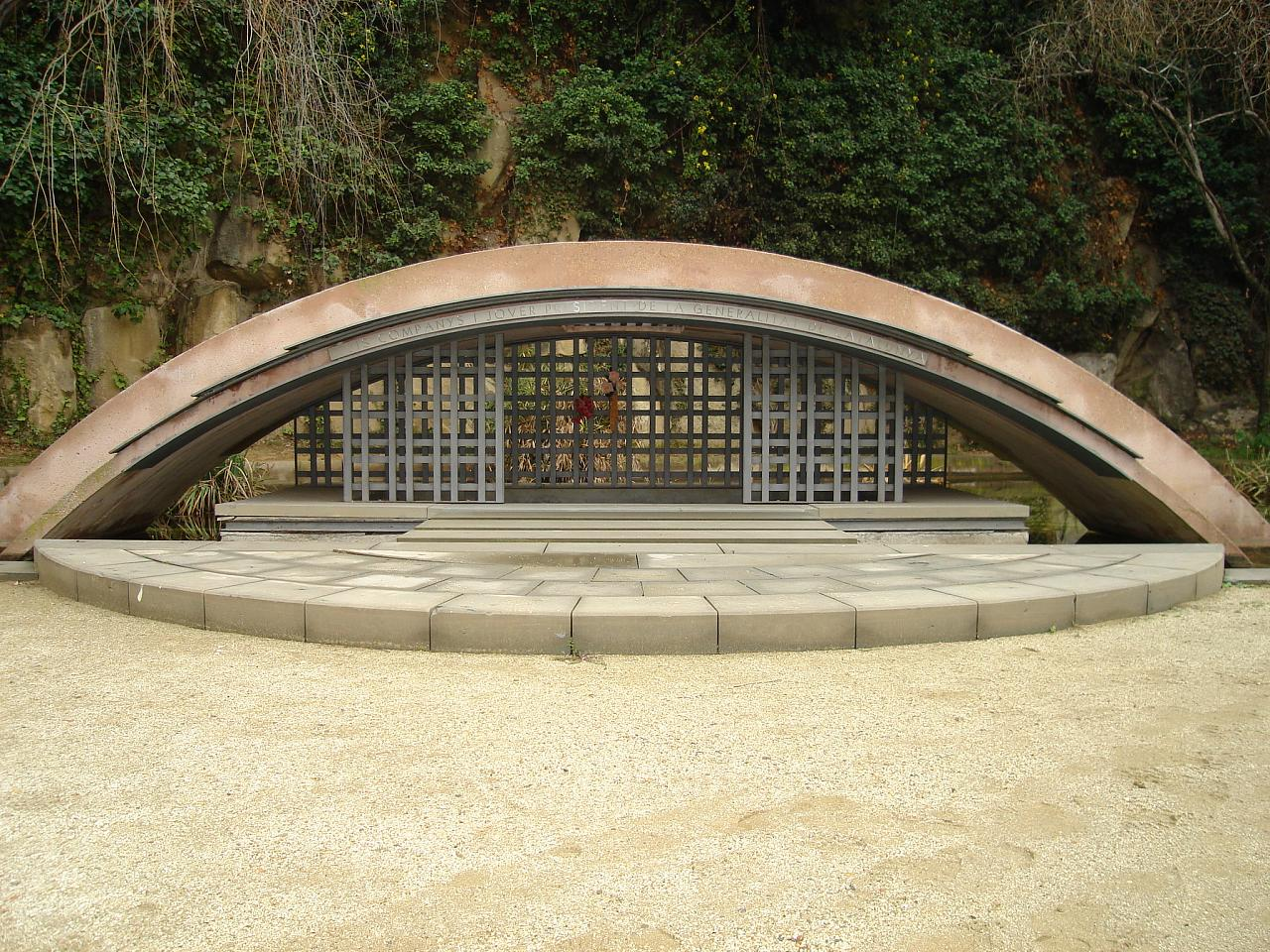
Le mausolée du président Lluís Companys, au Fossar de la Pedrera, à Montjuïc, œuvre de Beth Galí.

Barcelone abrite des grands lieux de mémoire de l'histoire de l'Europe, comme le Fossar de les Moreres, témoin du siège de Barcelone (1713-1714), dans le quartier gothique, ainsi que plusieurs cimetières monumentaux et mémoriaux de la République et de la guerre d'Espagne (1936-1939), célèbres au niveau international grâce à l'aménagement de l'Anneau olympique de Montjuïc.
Le cimetière de Montjuïc au sud de la ville, haut lieu de mémoire de la guerre d'Espagne avec le mémorial du Fossar de la Pedrera, le mausolée du président Lluís Companys et le château de Montjuïc, est le plus visité.
Le cimetière du Poblenou, célèbre par les sépultures monumentales des familles de la bourgeoisie catalane, dont la sculpture de Jaume Barba intitulée Le Baiser de la Mort (en catalan : El Petó de la Mort), ainsi que le cimetière de les Corts, de style moderniste, abritent aussi les tombes de nombreuses personnalités.
D'autres cimetières sont plus modestes et moins fréquentés par le tourisme international, mais tout aussi pittoresques, comme le cimetière de Sarrià, le cimetière de Sant Gervasi et le cimetière de Sant Andreu, aménagé dans un style moderniste par l'architecte Pere Falqués, qui accueille notamment la sépulture de la cantatrice Montserrat Caballé.
Au nord, le camp de la Bota, dans le Parc del Fòrum, adjacent à la commune de Sant Adrià de Besòs, est un lieu de mémoire important de la répression franquiste. Carme Claramunt (1897-1939), incarcérée à la prison pour femmes de Les Corts, première femme exécutée par les nationalistes, y fut fusillée, parmi d'autres résistants.
Dans le quartier de l'Eixample, la Prison Model, symbole de la répression politique, est désormais un site mémoriel ouvert au public.
Dans le quartier du Raval, dans la vieille ville, se situe le site de la prison de Reina Amàlia, connue en catalan sous le nom de « Presó vella », dévolue à l'incarcération des femmes et fermée définitivement fermée sous la République en 1936.

### Espaces verts patrimoniaux et historiques
- Anneau olympique de Montjuïc

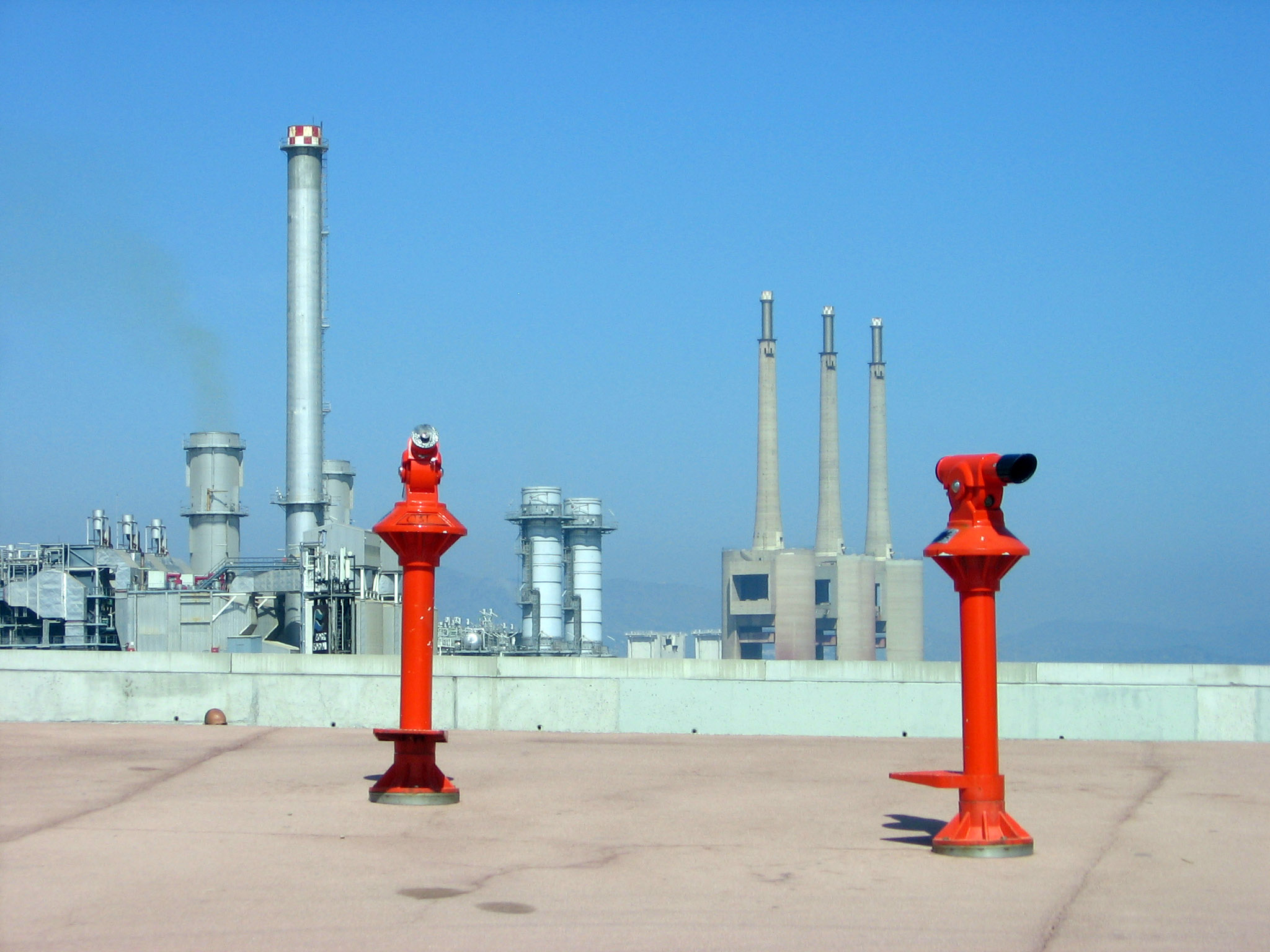
Au nord de la ville, dans le parc del Fòrum, l'installation Aquí hay tomate d'Eulàlia Valldosera avec en arrière-plan les célèbres trois cheminées la centrale thermique de Badalone-Sant Adrià.

- Jardins Mossèn Costa i Llobera sur la montagne de Montjuïc
- Parc Joan Miró de Beth Galí
- Parc de la Ciutadella de Josep Fontserè
- Parc de Collserola
- Parc del Centre del Poblenou de Jean Nouvel
- Parc de la Creueta del Coll d'Oriol Bohigas i Guardiola
- Parc Güell d'Antoni Gaudí
- Parc du Labyrinthe d'Horta de Domenico Bagutti
- Parc del Fòrum de Josep Antoni Acebillo i Marín
- Turó de la Rovira, montagne percée par les tunnels de la Rovira, de Beth Galí
- Turó Park de Nicolau Maria Rubió i Tudurí

### Rayonnement culturel international

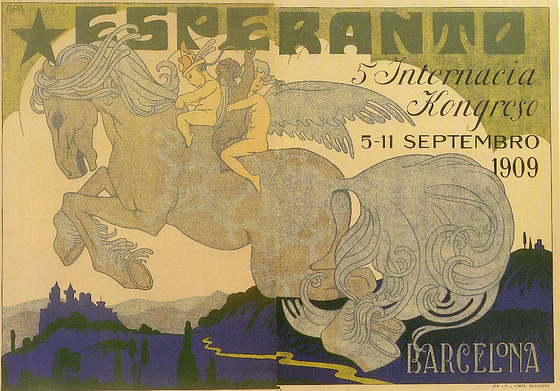
Affiche pour le 5e congrès mondial d’espéranto, 1909

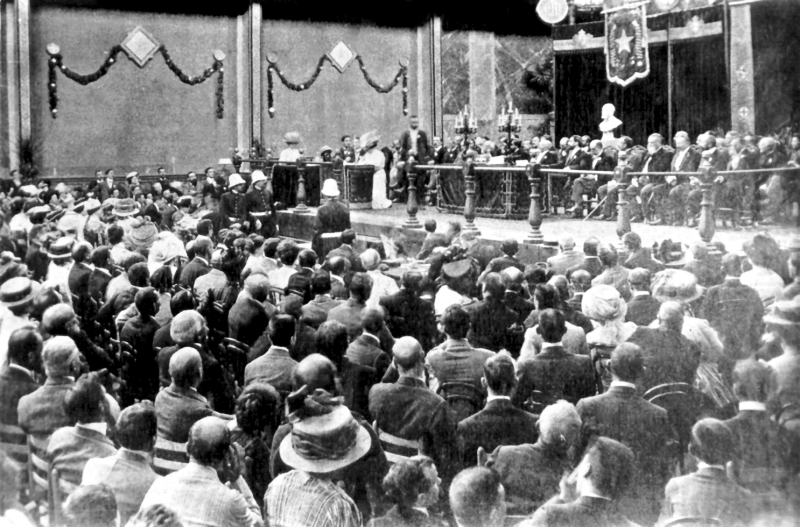
Cérémonie d’ouverture du 5e congrès mondial d’espéranto, 1909

Barcelone a été le principal centre de développement et de diffusion des idées, principes et techniques de la Renaixença (des années 1830 aux années 1880) puis surtout du modernisme catalan de la fin du XIXe siècle et du début du XXe siècle, à travers les architectes Antoni Gaudí, Lluís Domènech i Montaner ou Josep Puig i Cadafalch, les peintres Ramon Casas ou Santiago Rusiñol, les sculpteurs Josep Llimona ou Eusebi Arnau, entre autres, s'exprimant dans des revues comme L'Avenç et se regroupant dans des brasseries ou cabarets comme Els Quatre Gats, fondé en 1897 par Pere Romeu dans le Quartier gothique. Le mouvement du Noucentisme développé par les écrivains et intellectuels de la Génération de 14 prend le relais au début du XXe siècle. Des personnalités de l'histoire artistique du XXe siècle, comme les peintres Pablo Picasso, Salvador Dalí, Antoni Tàpies, Joan Miró ou le violoncelliste Pau Casals, se sont formés et ont commencé leur carrière à Barcelone. Cette effervescence artistique, littéraire et intellectuelle, fortement ouverte sur les mouvements extérieurs et les milieux parisiens, fait de Barcelone une capitale culturelle d'importance en Europe jusqu'à la guerre d'Espagne, marquée par l'organisation des expositions universelles de 1888 puis de 1929. En 1909, Barcelone a également accueilli le 5e congrès mondial d’espéranto.

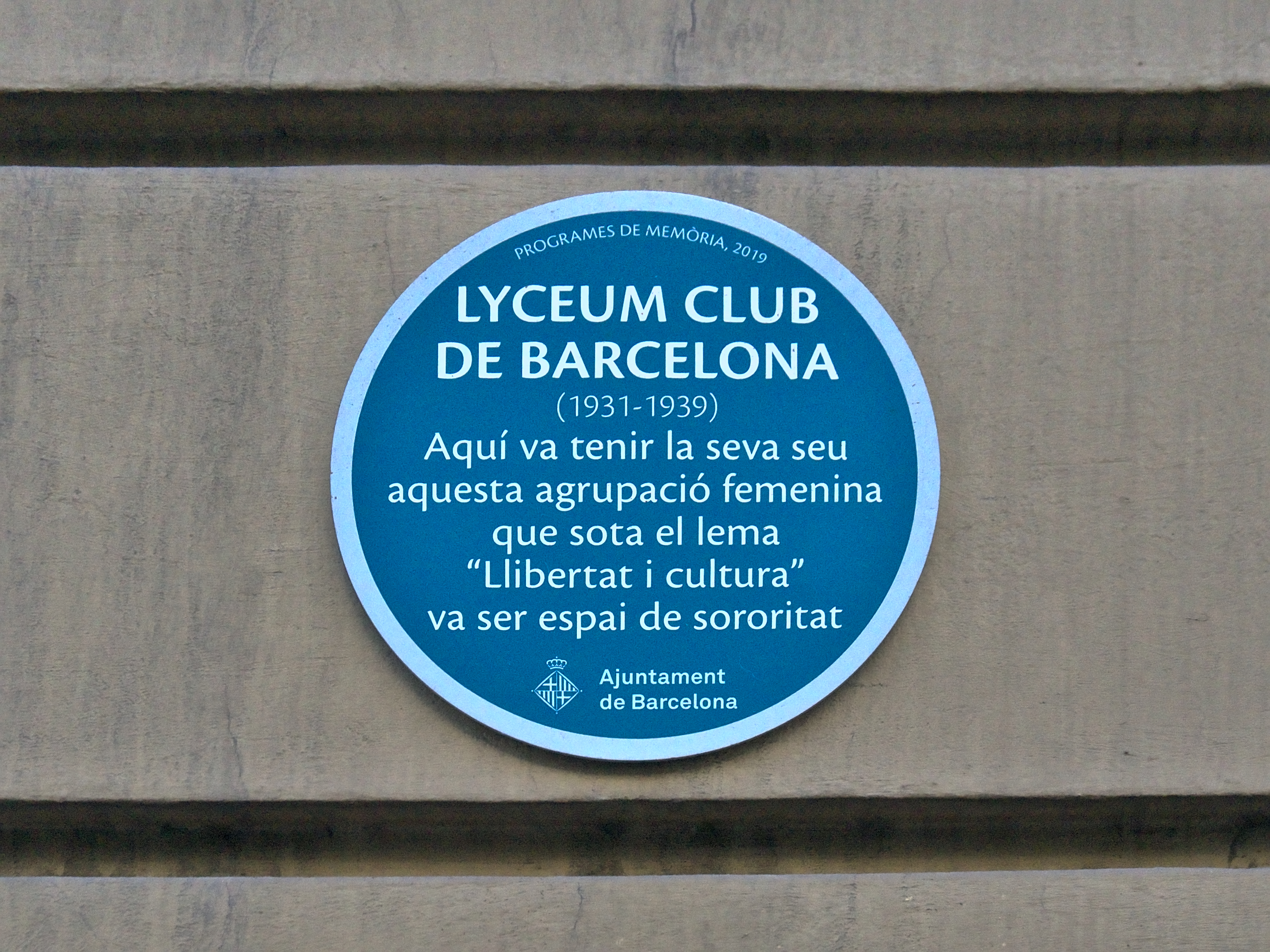
Plaque célébrant le Lyceum Club sur la Via Laietana.

Barcelone est également pionnière dans le domaine de la place des femmes dans la société dès le début du 20e siècle. Les artistes féminines sont très actives, par le biais d'organisations comme le Lyceum Club fondé en 1931 au no 39 de la Via Laietana, dans le quartier gothique, animé par des personnalités telles que la musicienne Aurora Bertrana et l'écrivaine Maria Pi Ferrer.
Les sportives militent également, comme Anna Maria Martínez Sagi, compagne de l'écrivaine Elisabeth Mulder et première femme dirigeante du FC Barcelone, ou encore Enriqueta Sèculi qui fonde le Club féminin et sportif de Barcelone (en catalan : Club Femení i d'Esports de Barcelona) en 1928.
Pionnières dans le monde, ces organisations féministes seront interdites après la guerre d'Espagne et dissoutes par la dictature franquiste en 1939.
Durant la dictature franquiste, Barcelone voit se développer un courant musical de contestation en catalan, la Nova Cançó incarné notamment par le groupe Els Setze Jutges formé en 1961. Puis, après Madrid et avec Bilbao ou Vigo, Barcelone a également été à partir des années 1980 l'un des foyers du mouvement culturel et de libération des mœurs de la Movida.
Dans le même ordre d'idées, le Mouvement espagnol de Libération homosexuelle est fondé clandestinement par Armand de Fluvià en 1970 à Barcelone sous la dictature, avant de devenir le Front de Libération Gay de Catalogne pendant la transition démocratique. Ces deux organisations barcelonaises ont permis la création du Casal Lambda en 1976, centre gay et lesbien toujours en activité dans le Gaixample, et de l'organisation de la première Marche des fiertés à Barcelone en 1977. Le Monument en mémoire des gays, lesbiennes et personnes trans persécutées, situé dans le parc de la Ciutadella, au centre de la ville, est l'un des premiers mémoriaux LGBT au niveau international.
Dans le domaine de l'aménagement urbain, les chantiers engagés dans le cadre de l'organisation des Jeux olympiques d'été de 1992 autant que son histoire architecturale ont fait de la ville un modèle urbanistique étudié dans le monde entier.

### Technologie
Barcelone est le théâtre, chaque année, fin février, à Fira Barcelona, du Mobile World Congress. Il s'agit du plus grand salon professionnel consacré aux technologies de la mobilité au monde.

### Armoiries

Blason de Catalogne.

Blason de Barcelone.

Le blason de l'Autonomie entourant la ville est un des plus anciens d'Europe ; celui propre à Barcelone résulte d'un mélange avec le blason d'Aragon, comportant une croix de gueules sur fond d'argent (croix de l’Alcoraz ou croix de saint Georges, saint patron de Barcelone) : il provient de l'époque de la couronne d'Aragon, qui domina une partie du bassin méditerranéen au XIVe siècle. Ces armes ont été réhabilitées courant 2004 sur le drapeau de l'ajuntament, mettant fin à une modification effectuée sous Franco.
Le blason de la Catalogne, dont le motif constitue le drapeau des Pays catalans (d’or à quatre pals de gueules), est considéré comme l'un des plus anciens, puisqu'on l'estime être apparu en 1149 comme sceau de Raimond-Bérenger IV et que la légende l'attribue quant à elle à Guifred le Velu - le blason remonterait alors à l'an 870.

### Personnalités liées à Barcelone
- Salomon ben Aderet (1235-1310) : rabbin et talmudiste
- Jofré de Blanes(-1414) : religieux dominicain
- Josep Fàbrega (-1791) : compositeur de la période classique
- Fernando Sor (1778-1839) : guitariste et compositeur
- Josep Anselm Clavé i Camps (1824-1874) : homme politique et musicien
- Jaime Felipe José Bosch (1825-1895) : guitariste et compositeur
- Francisca Soler de Ros (1833-1884) : actrice
- Pauleta Pàmies (1851-1937) : danseuse de ballet et personnalité du Grand théâtre du Liceu
- Francesca Saperas i Miró (1851-1933) : personnalité anarchiste
- Àurea Rosa Clavé i Soler (1856-1940) : compositrice
- Francisco Alió (1862-1908) : compositeur
- Pere Romeu (1862-1908) : fondateur du célèbre café moderniste Els Quatre Gats
- Emília Coranty Llurià (1862-1944) : peintre, créatrice de la Fondation Guasch Coranty, consacrée aux arts[150]
- Carme Karr (1865-1943), journaliste et écrivaine féministe, fondatrice de la revue Feminal.
- Ramon Casas (1866-1934) : peintre
- Enriqueta Compte y Riqué (1866-1949) : pédagogue uruguayenne
- Juan Sala (1869-1918) : peintre
- Dolors Aleu i Riera (1857-1913) : doctoresse, considérée comme la première femme à exercer la profession de médecin en Espagne dans son cabinet de la Rambla de Catalogne.
- Francesca Bonnemaison (1872-1949), fondatrice de l'institution féministe de La Bonne.
- Maria Lluïsa Ponsa (1875-1919) : pianiste, compositrice et écrivaine
- Maria Gay (1876-1943) : chanteuse lyrique
- Marià Pidelaserra i Brias (1877-1946) : peintre, l'un des représentants majeurs de l'impressionnisme
- Guillem Busquets (1877-1955) : joueur de football et architecte
- Enric Catà (1878-1937) : architecte du Musée national d'art de Catalogne de Montjuïc
- Carles Casagemas (1880-1901) : peintre, ami intime de Picasso qui s'est donné la mort à Montmartre à la suite de son amour pour la danseuse Germaine Pichot
- Pablo Picasso (1881-1973) a grandi dans la ville. Son père, José Ruiz y Blasco (1838-1913), sa mère María Picasso López (1855-1939) et sa sœur Lola Ruiz Picasso (1864-1958) sont tous trois décédés à Barcelone et sont inhumés au cimetière du Poblenou
- Jaume Sabartés (1881-1968) : poète, secrétaire particulier de Picasso
- Carmen Tórtola Valencia (1882-1955) : danseuse et chorégraphe
- Enrique Moles (1883-1953) : chimiste
- Emília Baró i Sanz (1884-1964) : comédienne
- Rosa Hernáez i Esquirol (1887-1964) : danseuse et actrice
- Josep Maria Junoy i Muns (1887-1955) : journaliste, poète et caricaturiste
- Juan Altisent (1891-1971) : compositeur
- Manuel Rocamora (1892-1976) : artiste et collectionneur d'art.
- Ramon Reventós (1892-1976): architecte des Tours Vénitiennes, du Théâtre grec et du Poble espanyol de Montjuïc.
- Joan Miró (1893-1983) : peintre
- Carme Claramunt (1897-1939) : femme politique emprisonnée à la Prison pour femmes de Les Corts et fusillée par les nationalistes au Camp de la Bota
- Gaspar Cassadó (1897-1966) : violoncelliste et compositeur
- Concha Monrás (1898-1936) : pianiste fusillée par les nationalistes pendant la guerre d'Espagne
- Josep Granyer (1899-1983) : sculpteur
- Ernest Santasusagna i Santacreu (1900-1964) : peintre
- Carme Ballester (1900-1972), militante espagnole
- Josefina Torrens (1902-2006) : championne de natation
- Elisabeth Mulder (1904-1987) : écrivaine et poétesse
- Elvira Homs i Ferrés (1905-1954), peintre liée au futurisme
- Antoni Campañà (1906-1989) : photojournaliste de la guerre d'Espagne
- Luis Molné (1907-1970) : peintre
- Rosa Maria Arquimbau (1909-1992) : femme de lettres
- Antoni Garcia i Lamolla (1910-1981) : peintre surréaliste
- Mercedes Núñez Targa (1911-1986) : femme politique
- Conxa Pérez Collado (1915-2014) : soldate de la guerre d'Espagne et figure de l'après-guerre à Barcelone
- Adelita del Campo (1916-1999), née Adela Carreras Taurà, danseuse, actrice et résistante républicaine espagnole.
- José Vilató Ruiz (1916-1969) : peintre, neveu de Pablo Picasso
- Josep Palau i Fabre (1917-2008) : poète, spécialiste de Picasso. Son fonds est exposé à la Fondation Palau de la ville de Caldes d'Estrac.
- Miquel Pedrola (1917-1936) : soldat de la guerre d'Espagne né à la Barceloneta
- Antònia Fontanillas Borràs (1917-2014) : ouvrière anarchiste
- Emma Maleras (1919-2017) : danseuse et chorégraphe
- Francesc Boix (1920-1951): photographe
- Juan Antonio Samaranch (1920-2010) : homme politique
- Victòria Pujolar Amat (1921-2017) : peintre
- Maria Girona i Benet (1923-2015): peintre
- José Milicua (1921-2013), historien de l'art et professeur espagnol, y est mort.
- Victoria de los Ángeles (1923-2005) : cantatrice
- Antoni Tàpies (1923-2012) : peintre
- Gloria Lasso (1928-2005) : chanteuse
- Jaime Gil de Biedma (1929-1990) : poète
- Jordi Bonet (1932-1979) : peintre, céramiste, muraliste et sculpteur québécois
- Armand de Fluvià (1931-), militant antifranquiste LGBT, fondateur du Casal Lambda de Barcelone
- Montserrat Caballé (1933-2018) : cantatrice
- Julieta Serrano (1933-) : comédienne
- Dolors Altaba (1934-) : minéralogiste spécialiste des gemmes
- Manuel Vázquez Montalbán (1939-2003) : romancier, essayiste, poète et journaliste
- Ricardo Bofill (1939-) : architecte
- Roser Capdevila (1939-) : écrivain et illustrateur
- Pasqual Maragall (1941-) : homme politique
- Joan Manuel Serrat (1943-) : chanteur et compositeur
- Josep Carreras (1946-) : chanteur lyrique
- Miquel Sellarès i Perelló (1946-) : homme politique antifranquiste ayant participé aux événements du Palais de la Musique en 1963, personnalité de la police catalane, les Mossos d'Esquadra
- Johan Cruyff (1947-2016) : footballeur
- Enrique Vila-Matas (1948-) : écrivain
- Beth Galí (1950-): designer, architecte et paysagiste
- Josep Maria Bardagí (1950-2001) : musicien de la Nova Cançó
- Carme Pinós (1954-) : architecte
- Elisenda Vives (1955-) : ambassadrice andorrane
- Carles Gabarró (1956-) : peintre
- Pilar Vélez Vicente (1957-): historienne de l'art, ancienne directrice des musées Frederic-Marès et du Design.
- Joaquim Veà Baró (1958-2016), primatologue Catalan.
- Manuel Valls (1962-) : homme politique français
- David Pujadas (1964-) : journaliste
- Mireia Cornudella Felip (1966-) : skipper espagnole
- Judit Mascó (1969-) : mannequin et animatrice de télévision
- Pedro de la Rosa (1971-) : pilote de F1
- Marc Gené (1974-) : pilote de F1
- Juan Antonio Bayona (1975-) : réalisateur et scénariste
- Maria Eugènia Gay (1975-), juriste et femme politique
- Pau Gasol (1980-) : joueur de basket-ball professionnel
- Marc Gasol (1985-) : joueur de basket-ball professionnel
- Daniel Brühl (1978-) : acteur allemand
- Joaquim Rodríguez (1979-) : coureur cycliste
- Gerard Piqué i Bernabéu (1987-) : footballeur
- Jaime Alguersuari (1990-) : pilote de F1
- Xavier de Torres (1956-) : peintre et sculpteur
- Carlota Baró (1989-) : actrice
- Aurora Bertrana (1892-1974) : écrivaine et intellectuelle; fondatrice du Lyceum Club de Barcelone ;
- Maria Josep Colomer i Luque (1913 - 2004) : pionnière de l'aviation espagnole ;
- Ramon Laguarta né à Barcelone, président directeur général de PepsiCo depuis 2018 ;
- Raimon Carrasco (1924-2022) : homme d’affaires catalan et ancien président du FC Barcelone;
- Irene Polo (1909-1942) : journaliste féministe ;
- Pepita Laguarda Batet (1919-1936) : première combattante tuée sur le front de la guerre d'Espagne;
- Caroline Montagne Roux (1858-1941) : créatrice de mode ;
- Isabel Llorach (1874-1954) : philanthrope ;
- Teresa Claramunt (1862-1931), féministe libertaire ;
- Maria Pi Ferrer (1884-1960), enseignante ;
- Carme Montoriol i Puig (1892-1966) : dramaturge ;
- Enriqueta Sèculi (1897-1976), dirigeante sportive du FC Barcelone et écrivaine féministe ;
- Montserrat Campmany i Cortés (1901-1995), compositrice catalane.
- Mary Santpere (1913-1992) : actrice et meneuse de revue de l'avenue du Parallèle;
- Tània Balló Colell (1977-) : cinéaste et écrivaine ayant popularisé l'histoire des Las Sinsombrero en Europe;
- Lluís Marsans (1930-2015), peintre connu pour son travail autour de l'écrivain français Marcel Proust;
- Anna Fort i Comas (1934-), pianiste et compositrice, notamment de sardane;
- Núria Quevedo (1938-); artiste;
- Tània Sàrrias (1975-), actrice et présentatrice de télévision ;
- Clotilde Cerdà i Bosch (1861-1926), fille d'Ildefons Cerdà, le créateur de l'Eixample (qu'il déshérite à la suite de sa séparation d'avec la peintre Clotilde Bosch), militante féministe et antiesclavagiste, compositrice qui doit son nom de scène d'Esmeralda Cervantes à Victor Hugo[151];
- Rosa Sensat (1873-1961), enseignante ayant contribué au développement de l'école publique catalane[152];
- Maria Molins (1973-), comédienne, Prix Gaudí 2012 de la meilleure actrice.
- Oriol Paulo (1975-), réalisateur et scénariste de films
- Carlos Marqués-Marcet (1983-), cinéaste
- Carla Simón (1986-), réalisatrice, notamment des films Été 93 et Nos soleils, tourné à Alcarràs, Ours d'or en 2022.
- Claudia Vega (1999-), actrice.

## Galerie d'images

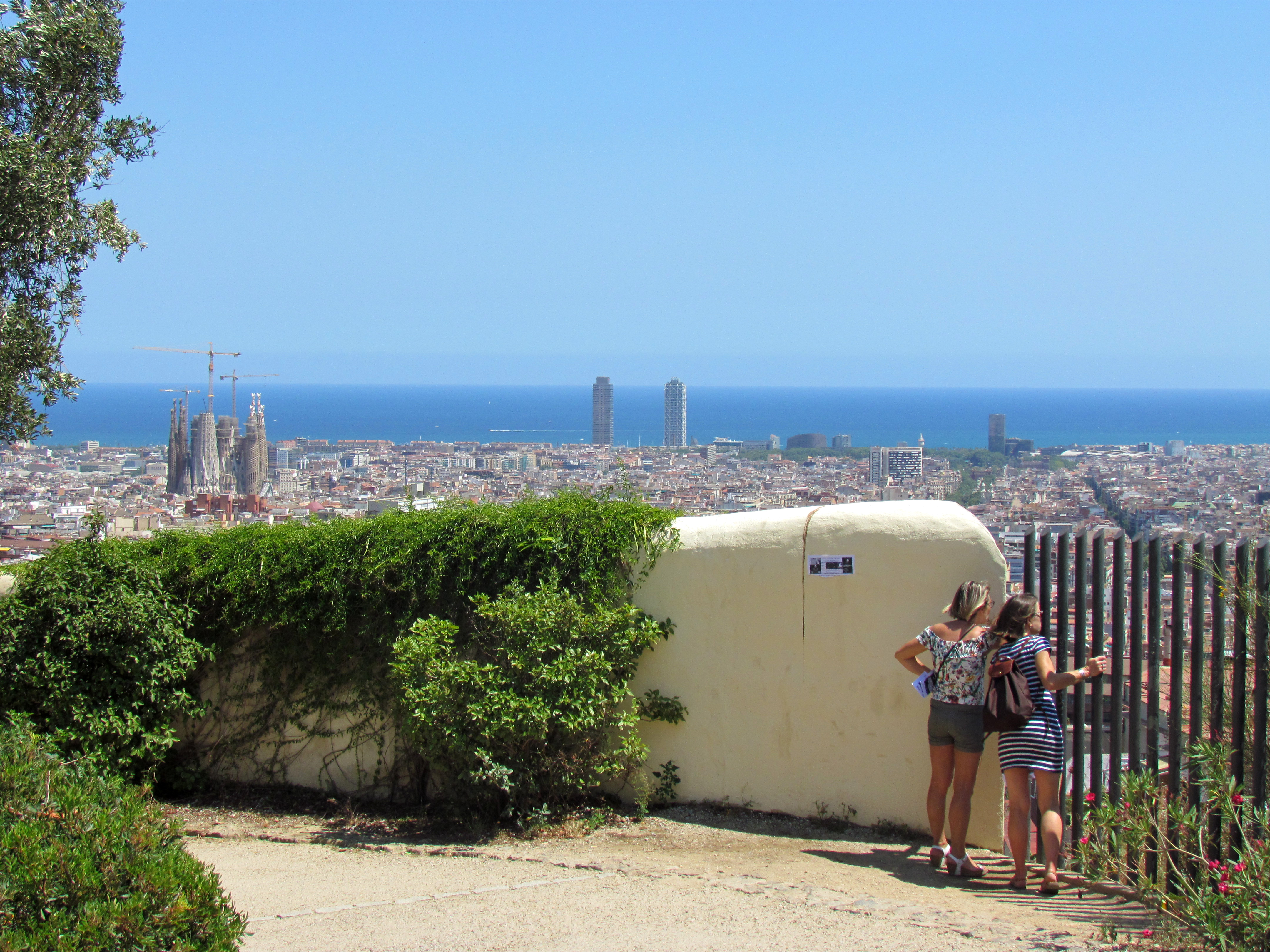
Vue partielle depuis le Park Güell.
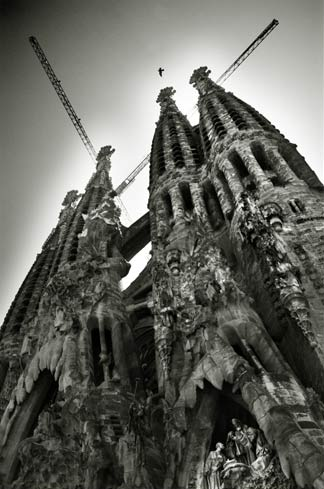
La Sagrada Família.
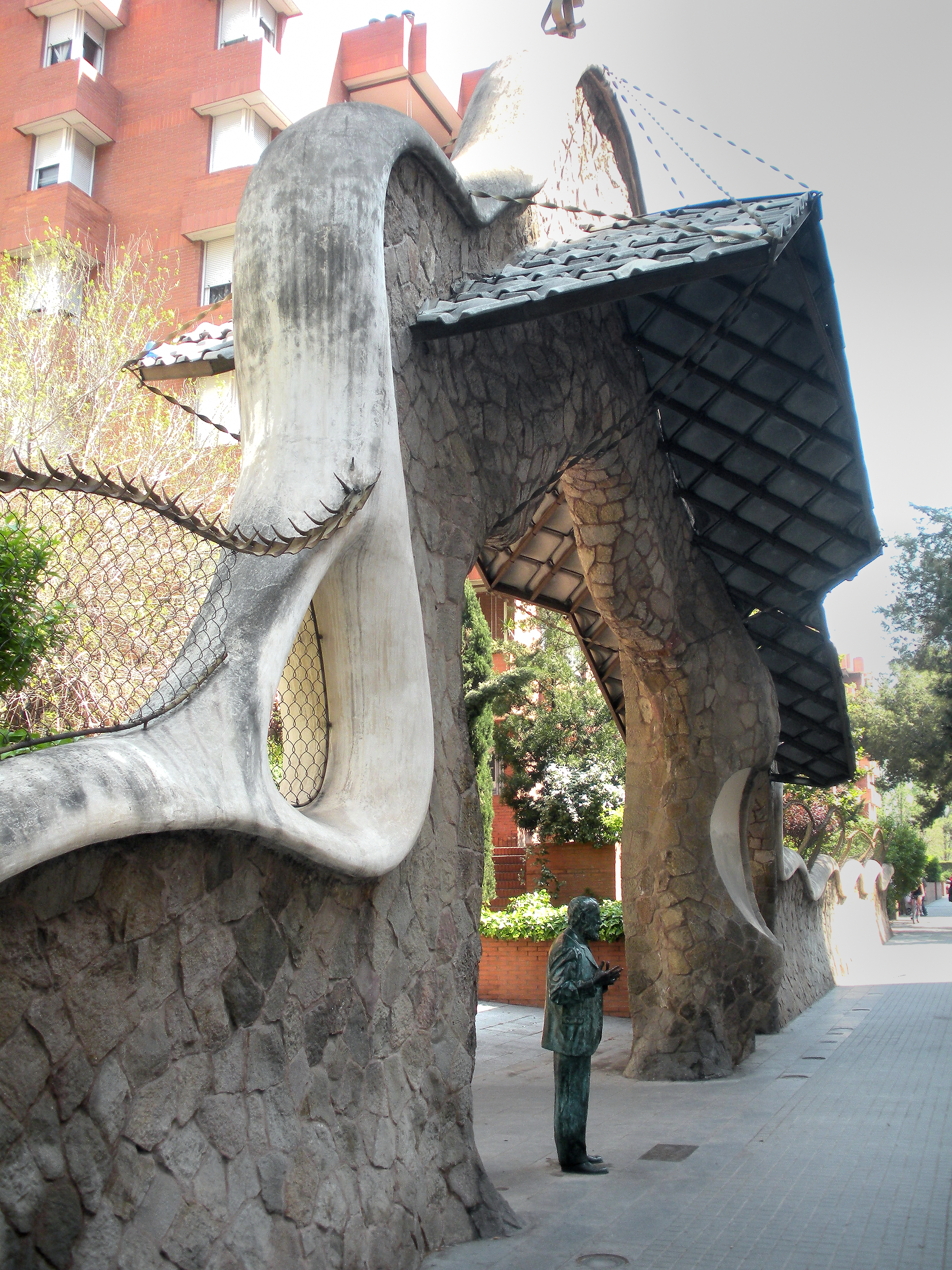
Statue d'Antoni Gaudí devant une grille et un portail de sa création.
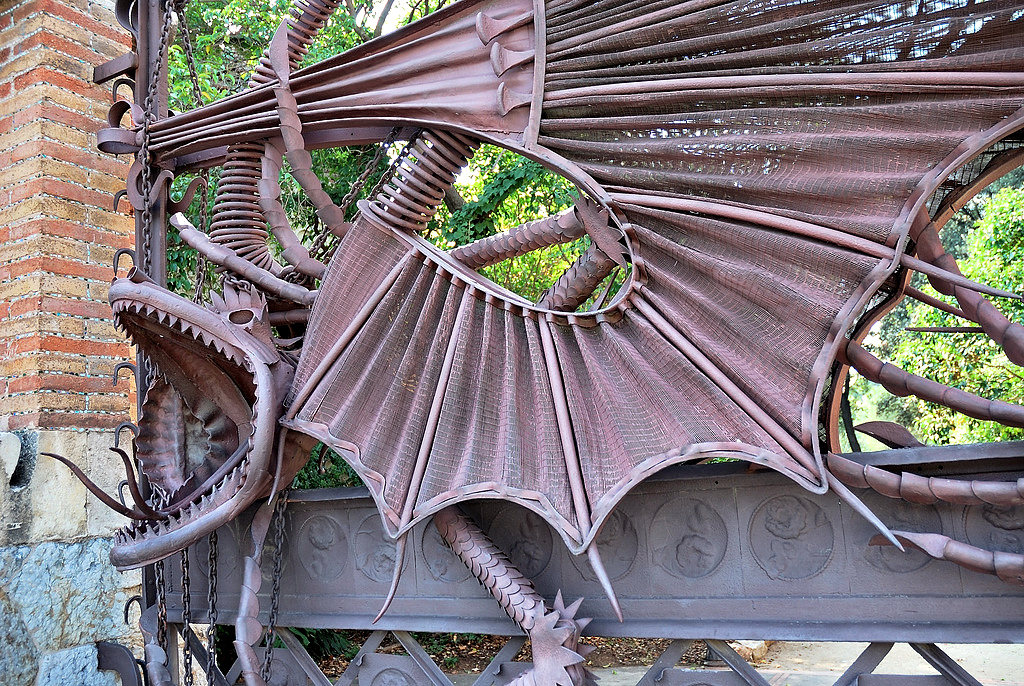
Grille dragon par Gaudi.
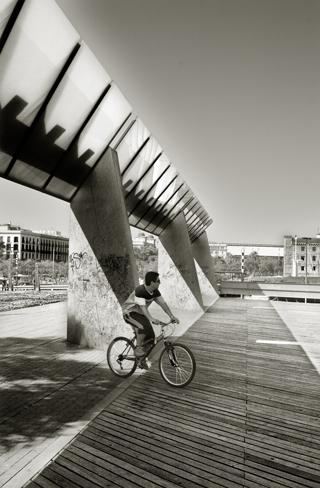
À proximité du Port Vell.
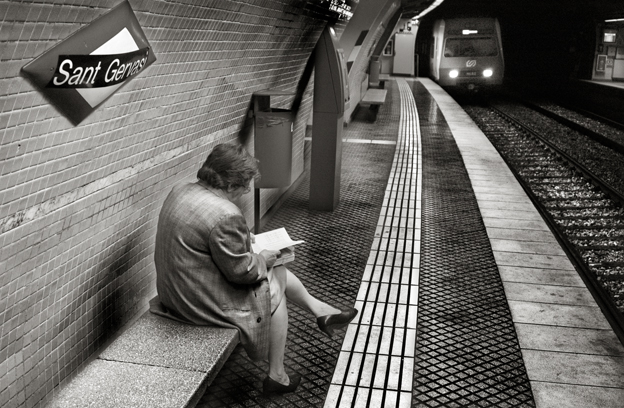
Station de métro Sant Gervasi.
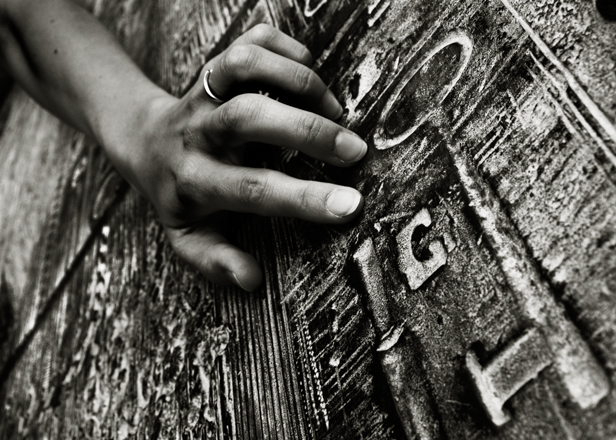
Détail de la porte en bronze de la Sagrada Família réalisée par Subirachs.
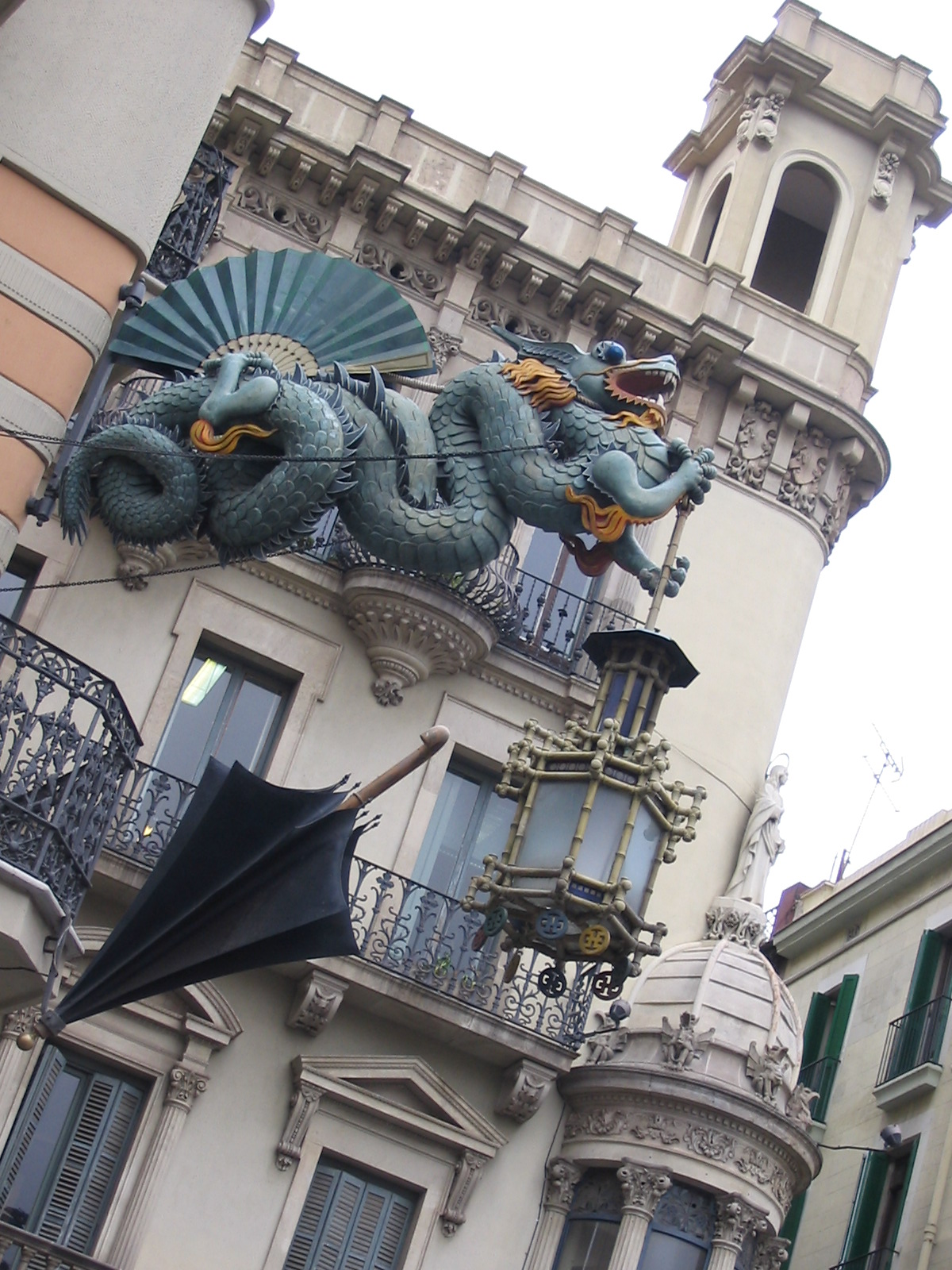
Aspect de la  La Rambla.
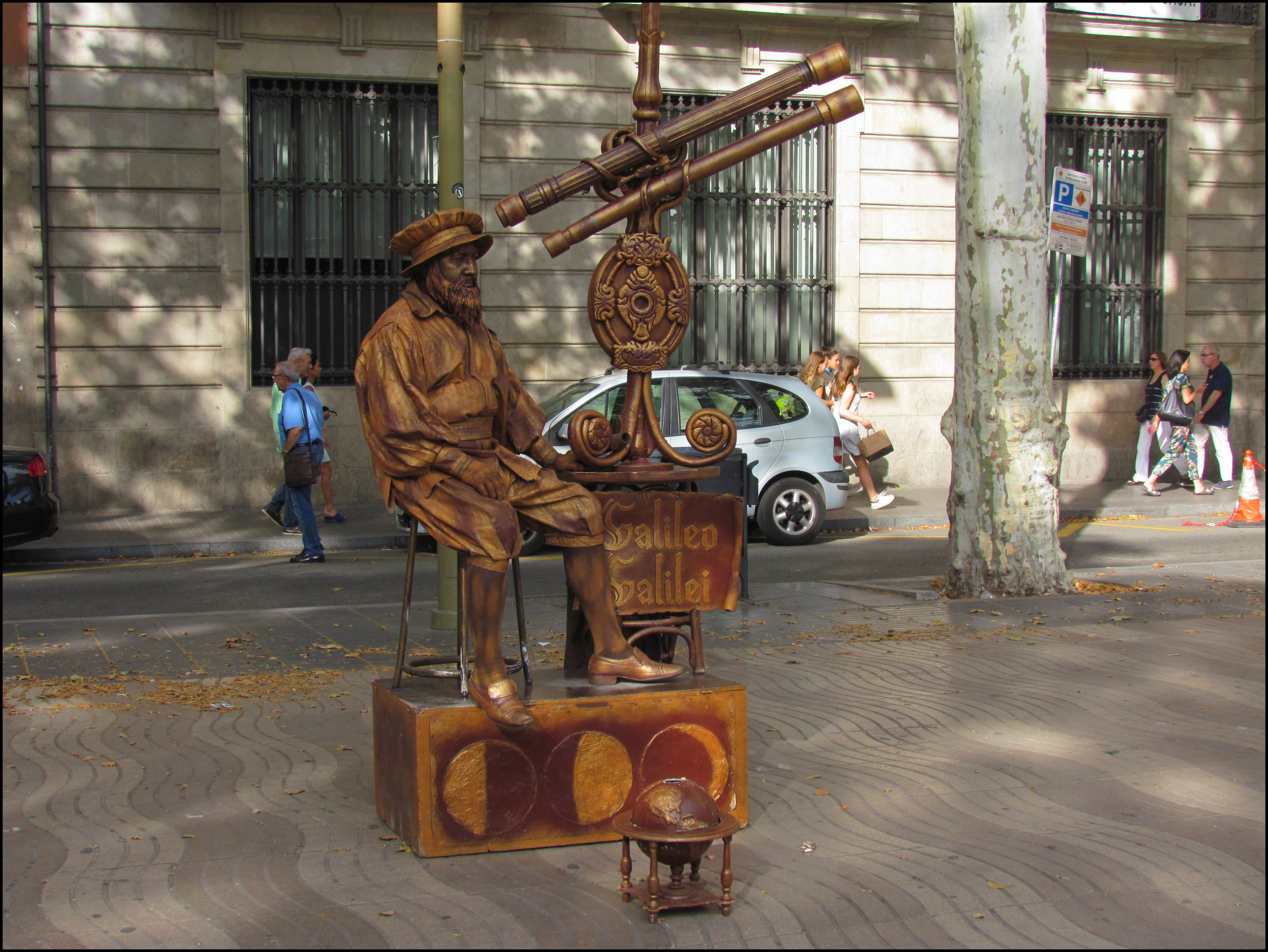
Un mime sur La Rambla.
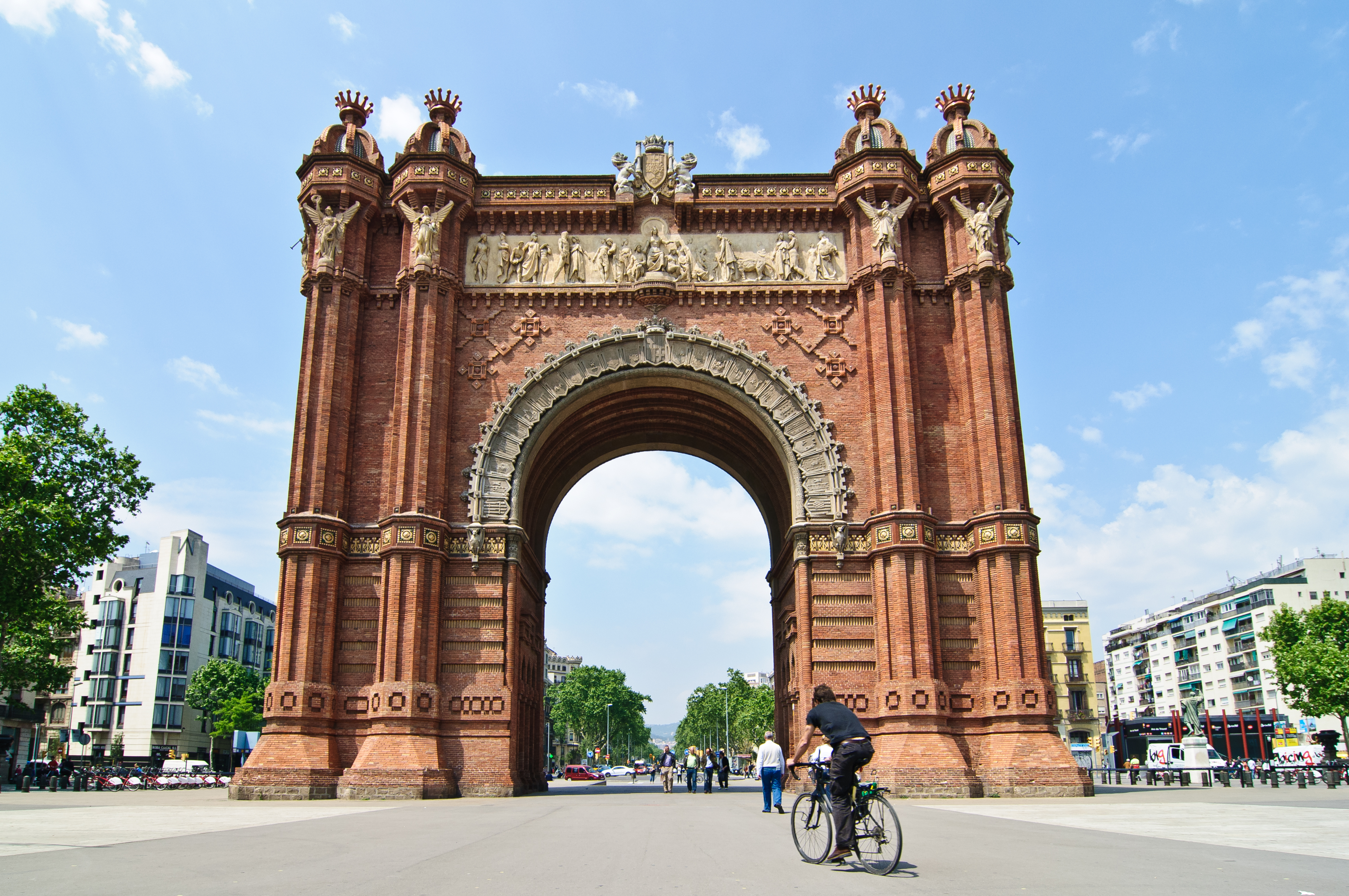
L'Arc de triomphe de Barcelone.
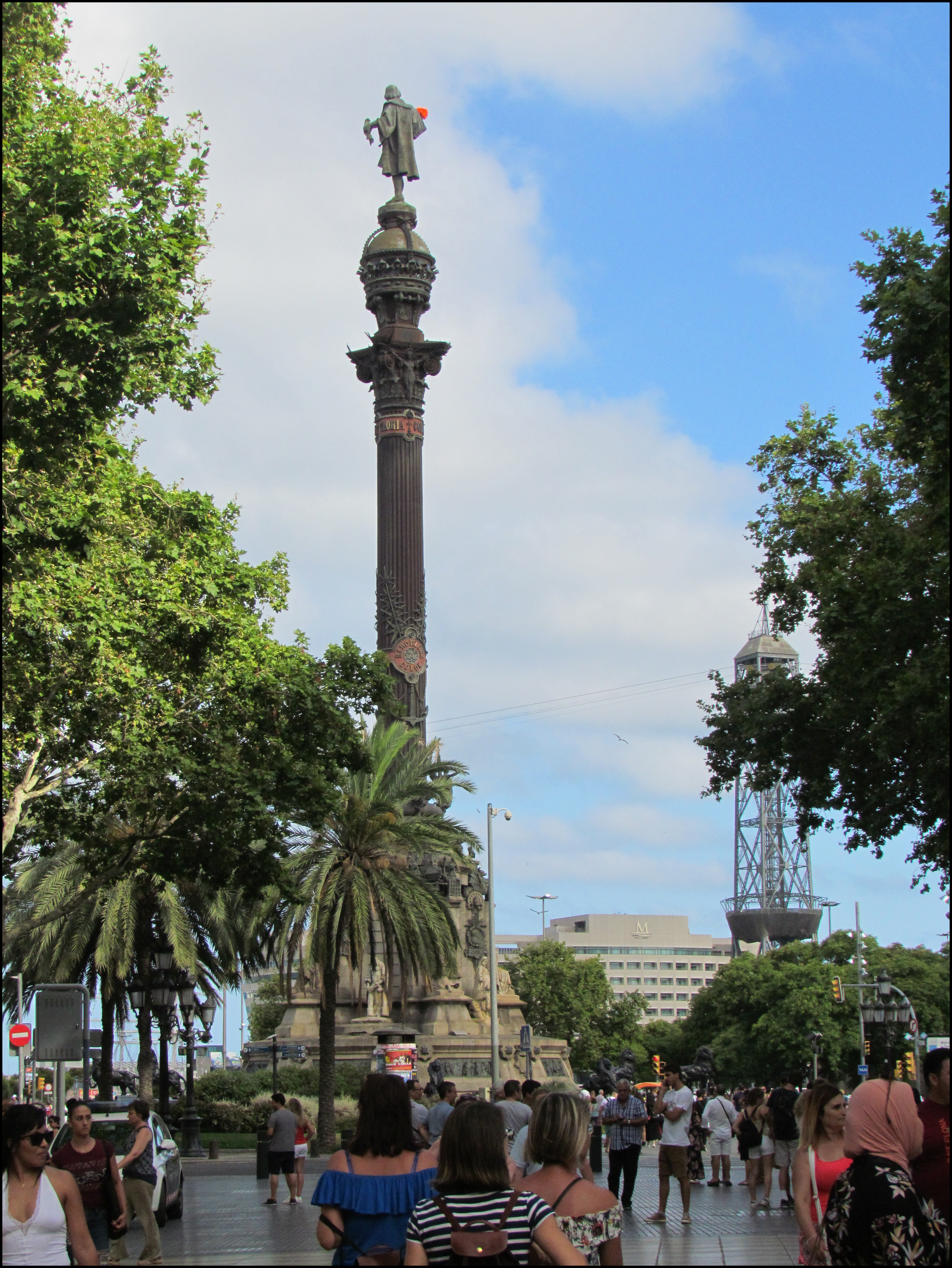
Colonne Christophe Colomb.
Fontaine de la place d'Espagne et les anciennes Arènes (aujourd'hui centre commercial).
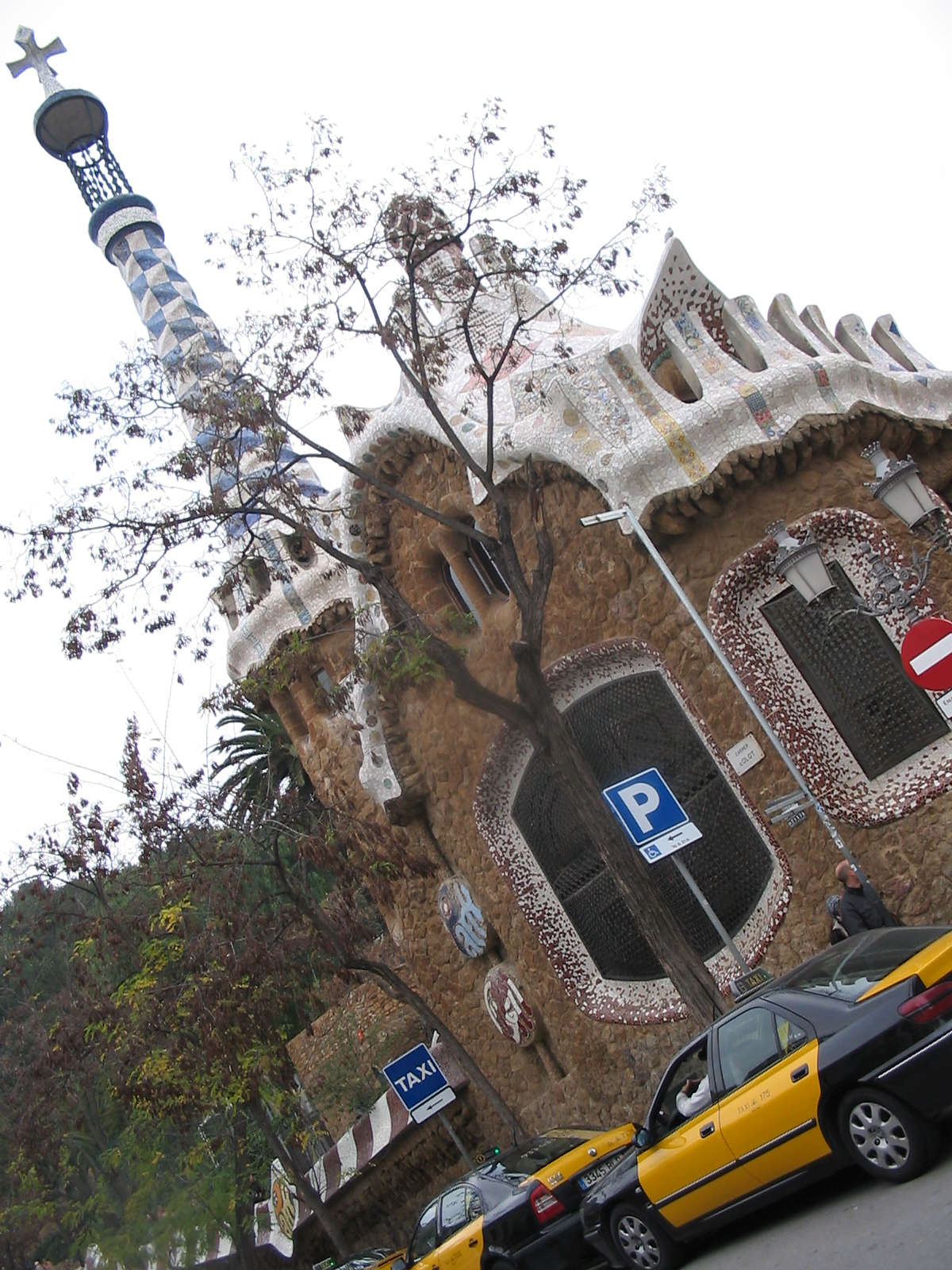
Vue du parc Güell.
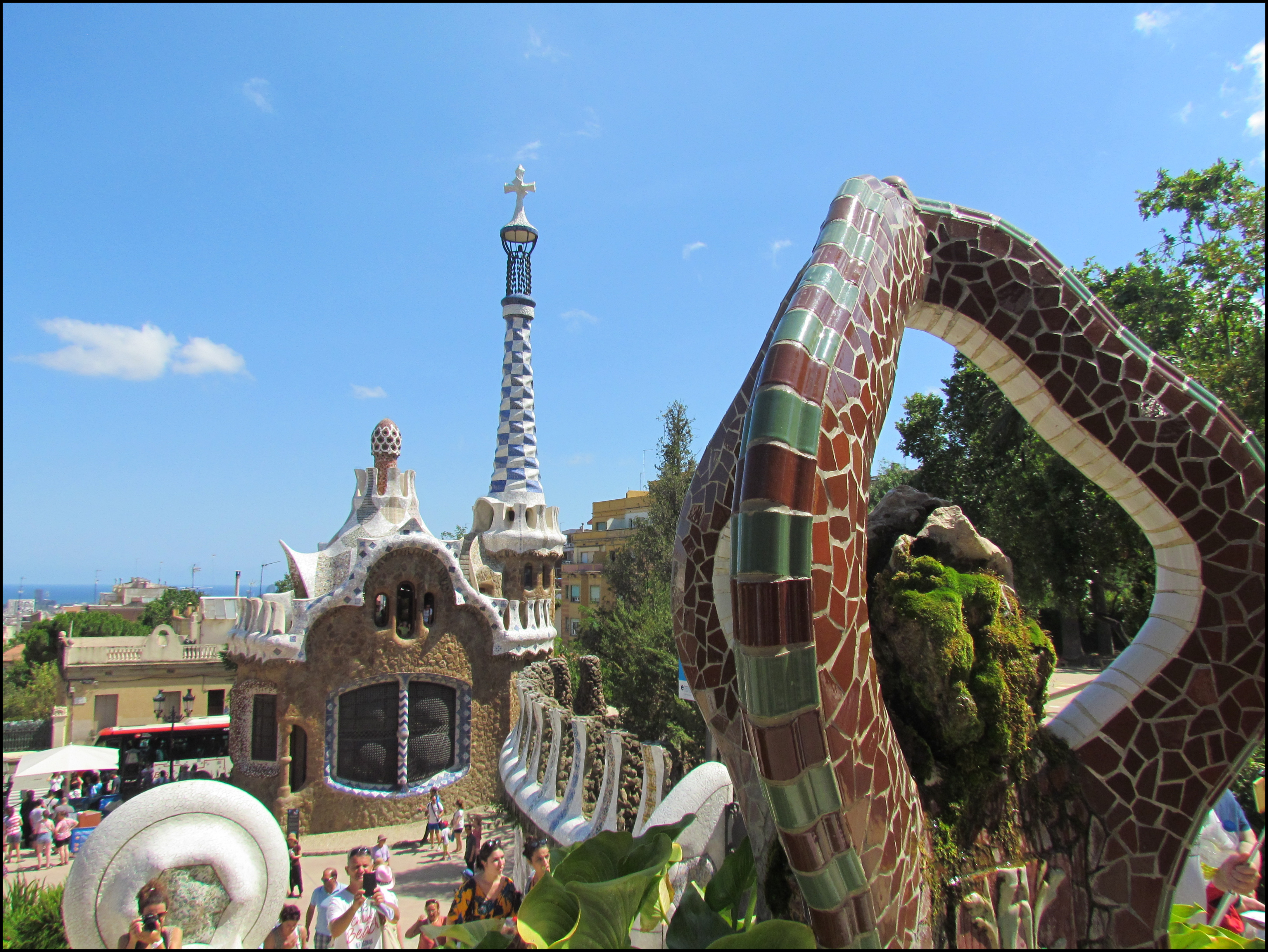
Vue du Parc Güell.
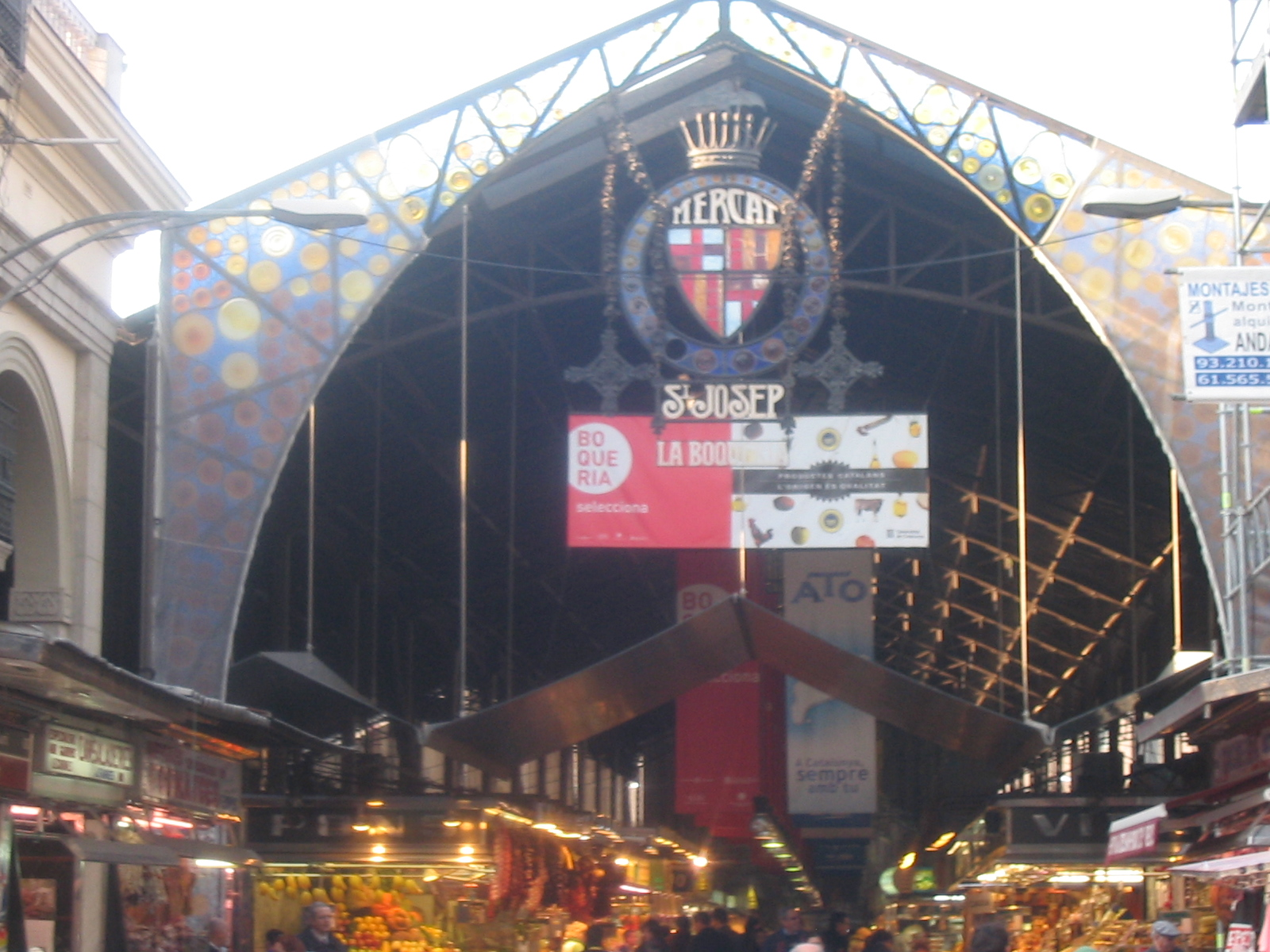
Marché de la Boqueria.
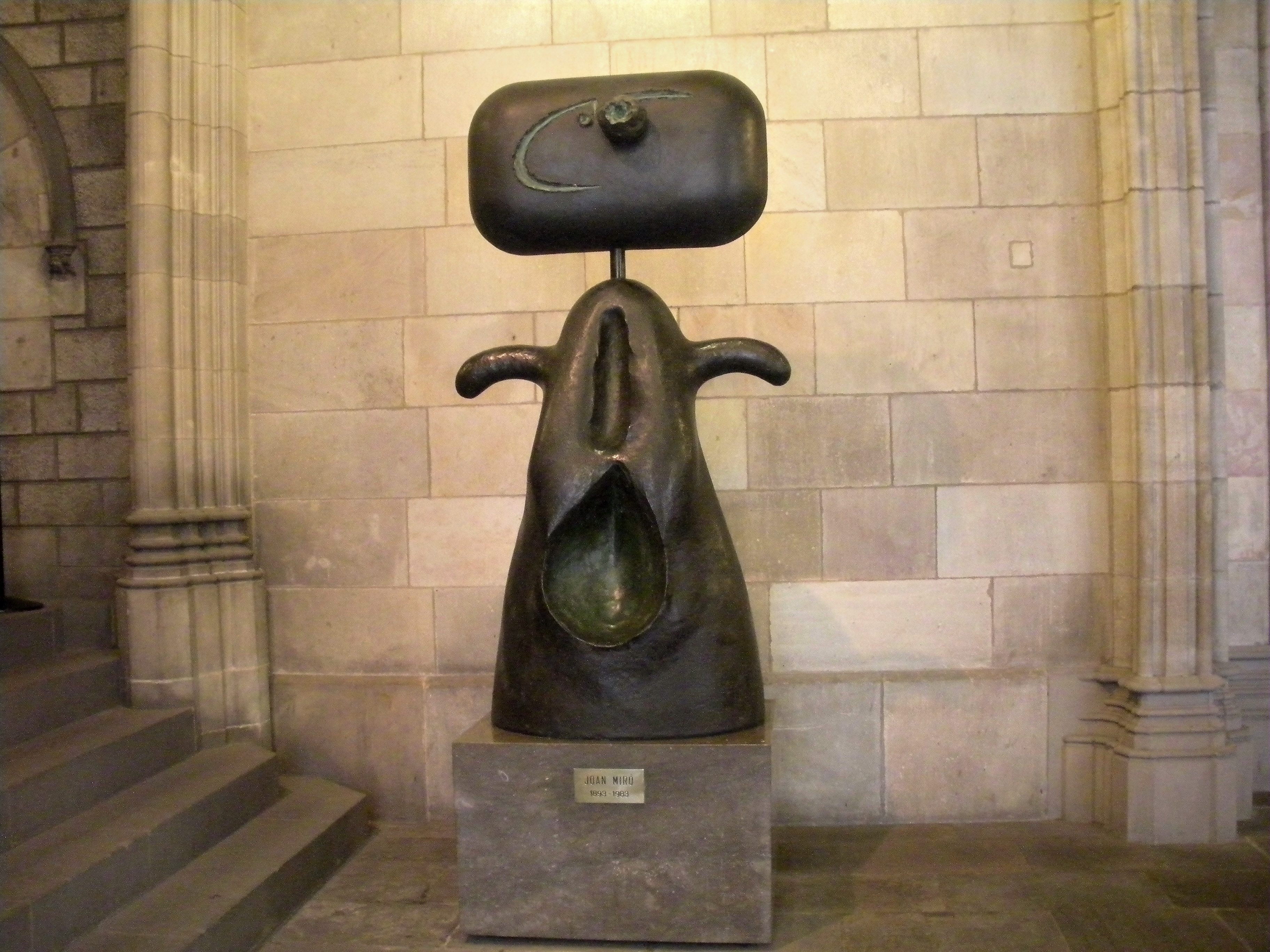
Œuvre de Joan Miró à l'hôtel de ville.
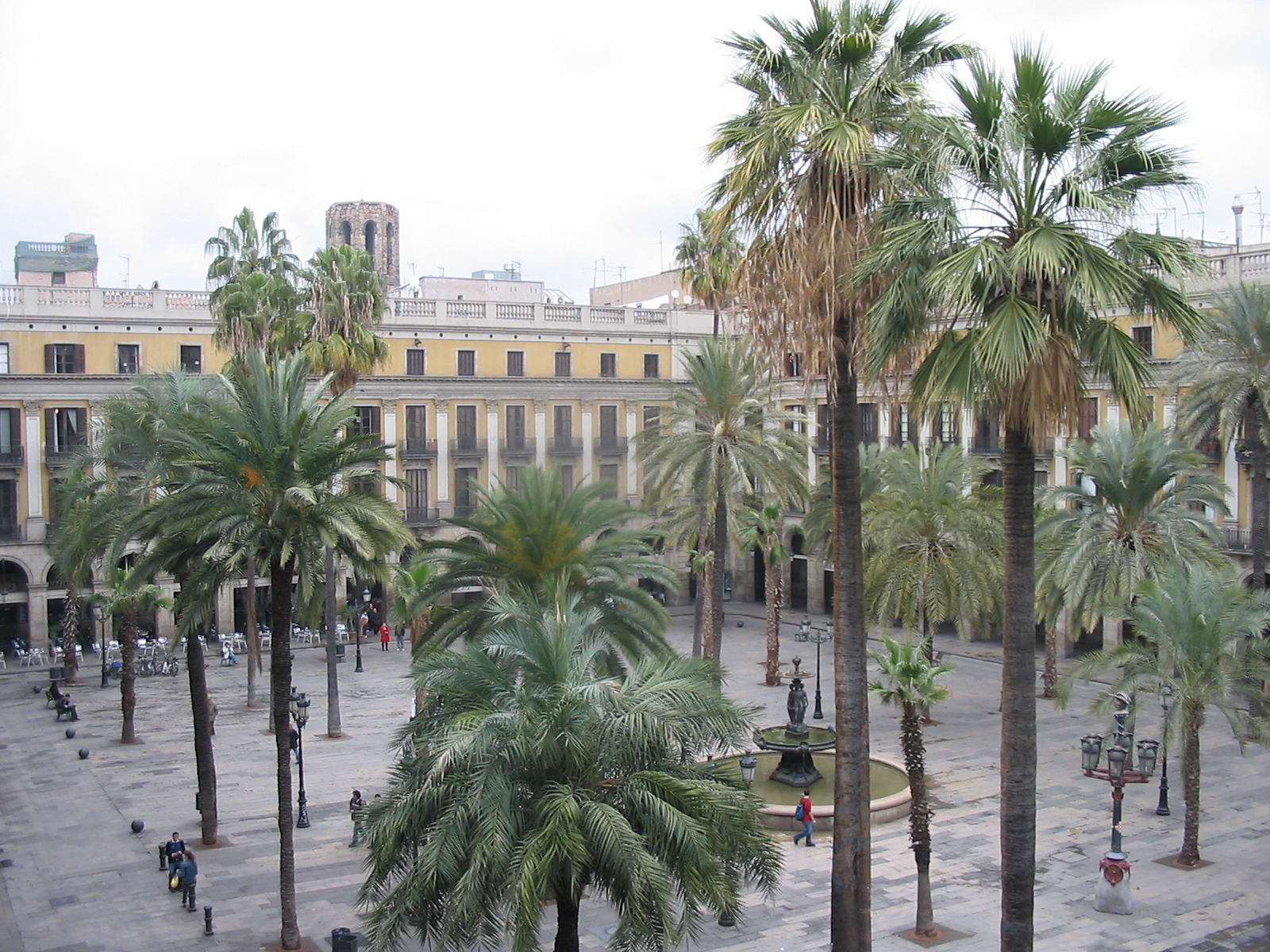
La Plaça Reial.
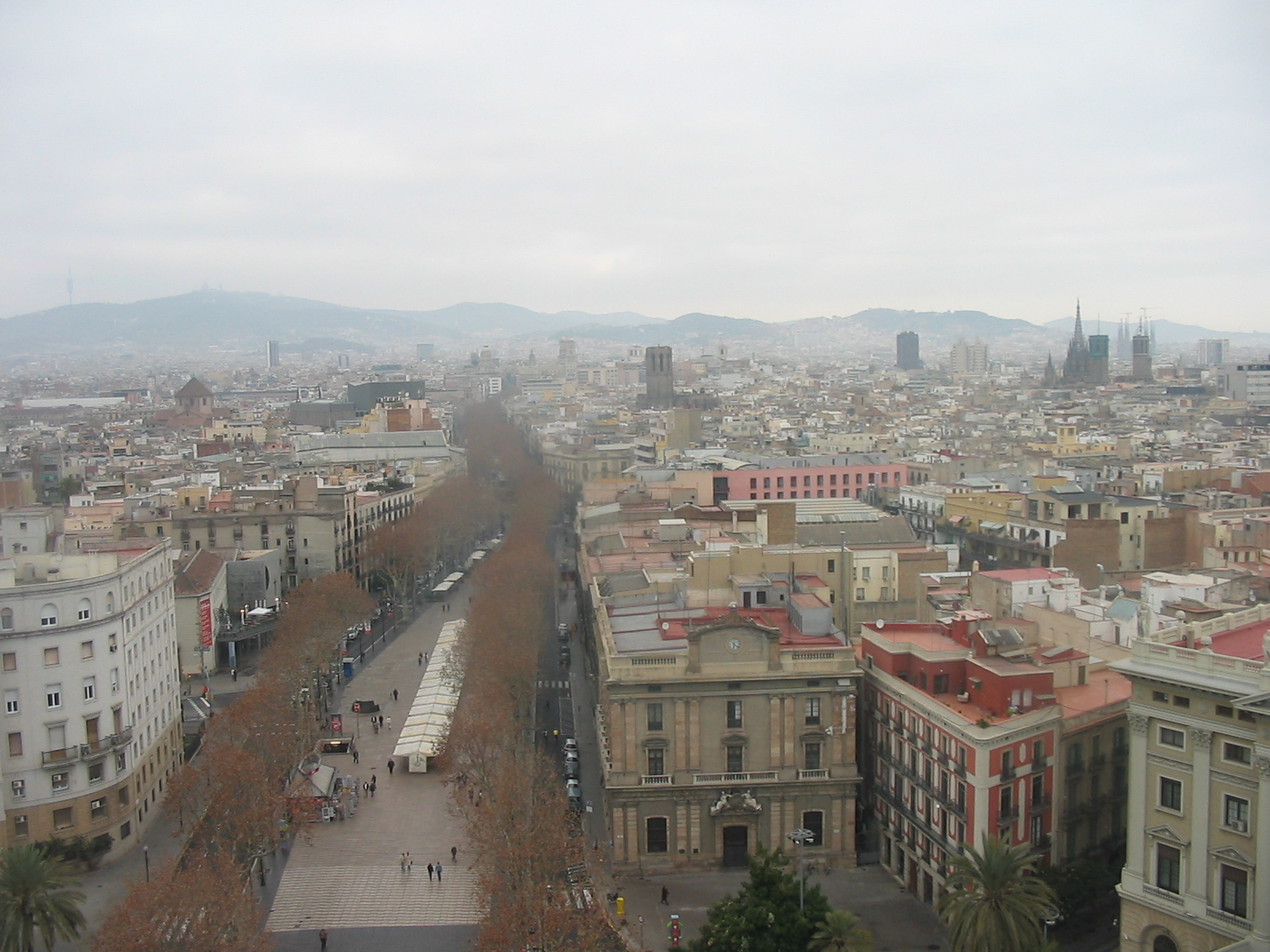
Panorama. Au premier plan, La Rambla.
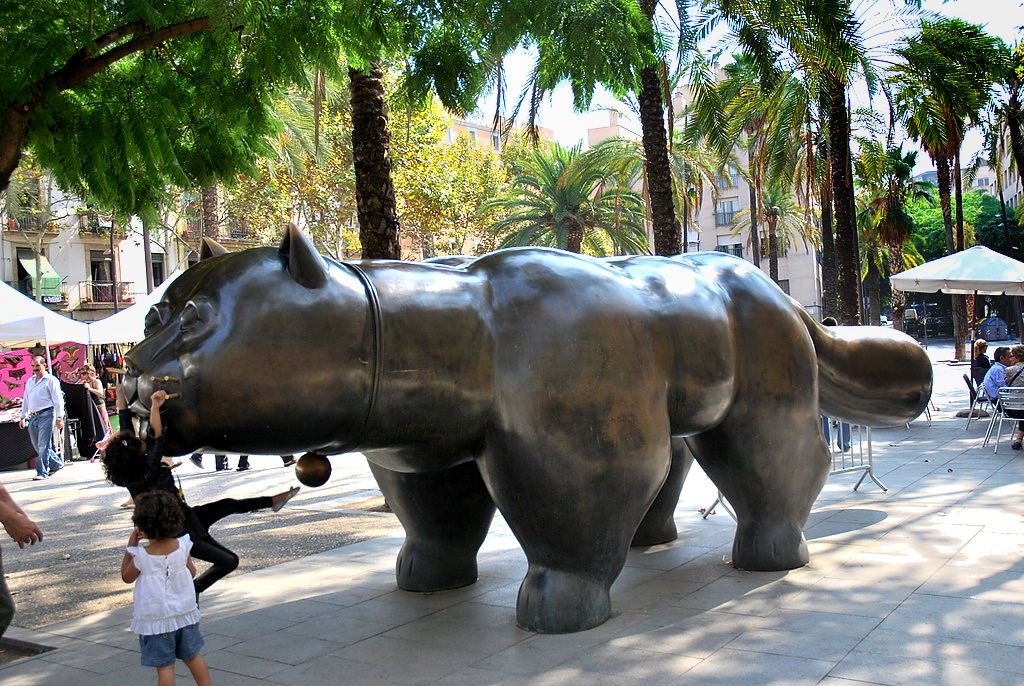
Le Gros Chat (El Gat), sculpture de Botero (Ciutat Vella).
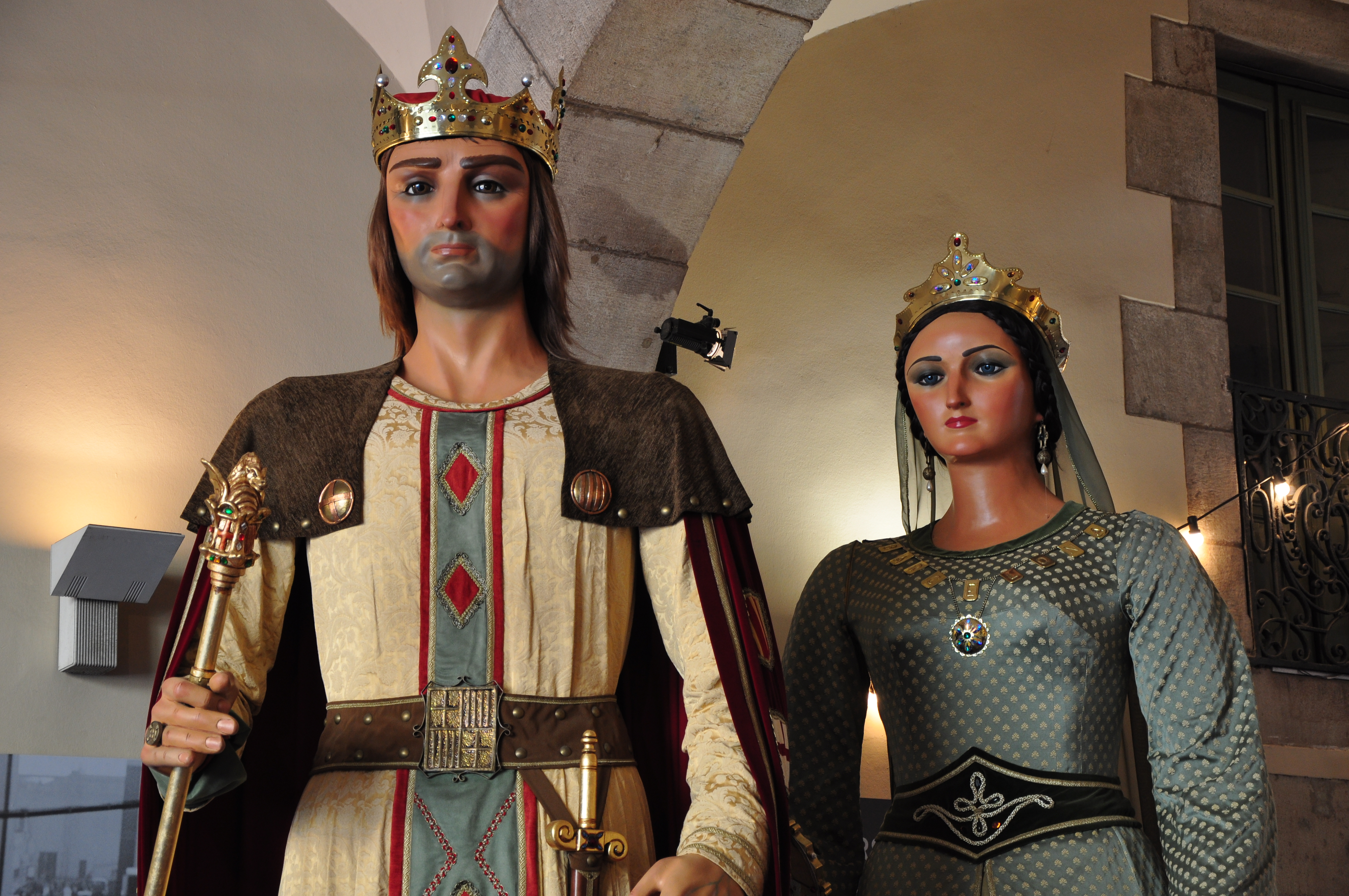
« Géants » de Barcelone.
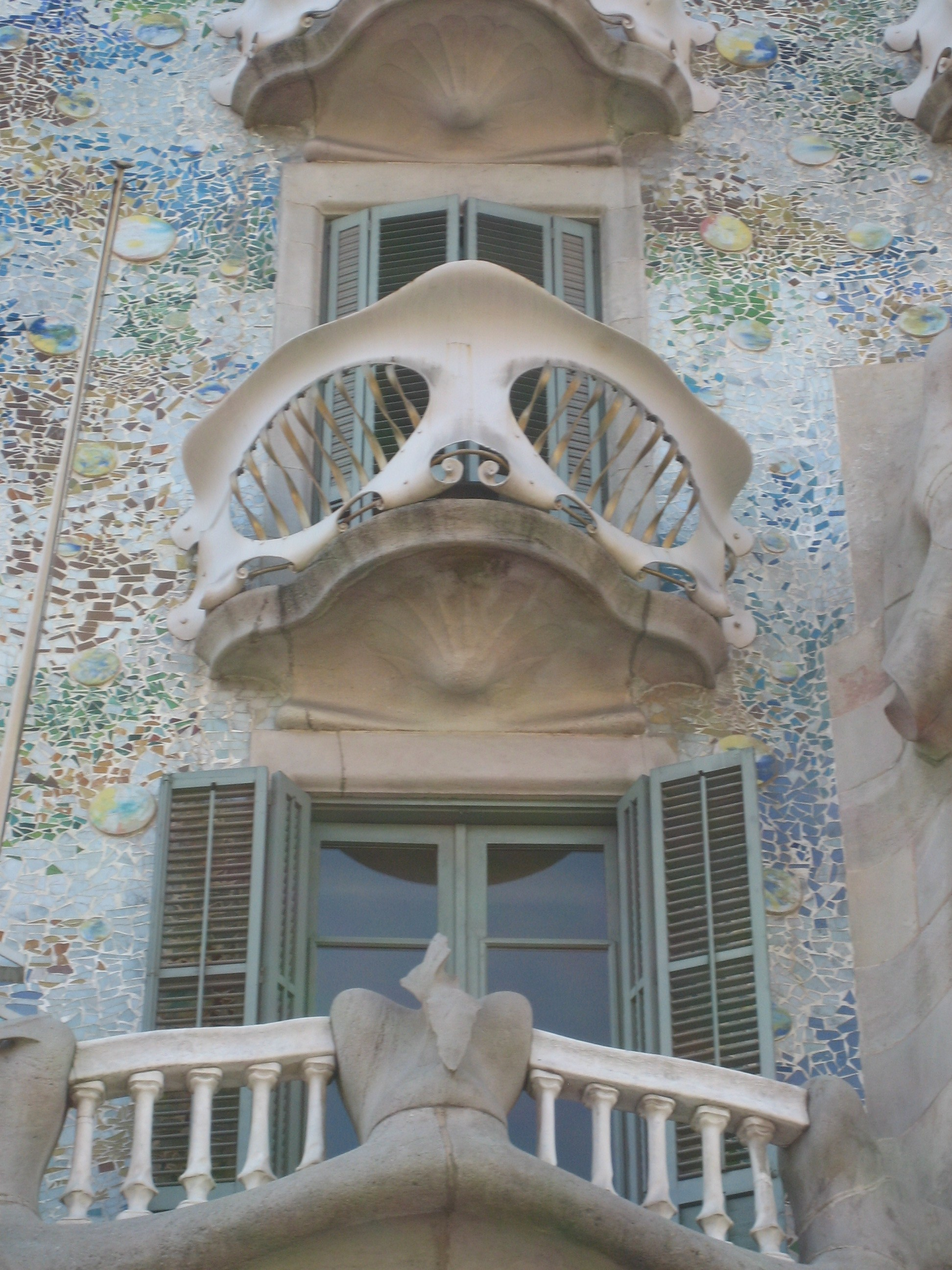
La Casa Batlló d'Antoni Gaudí.
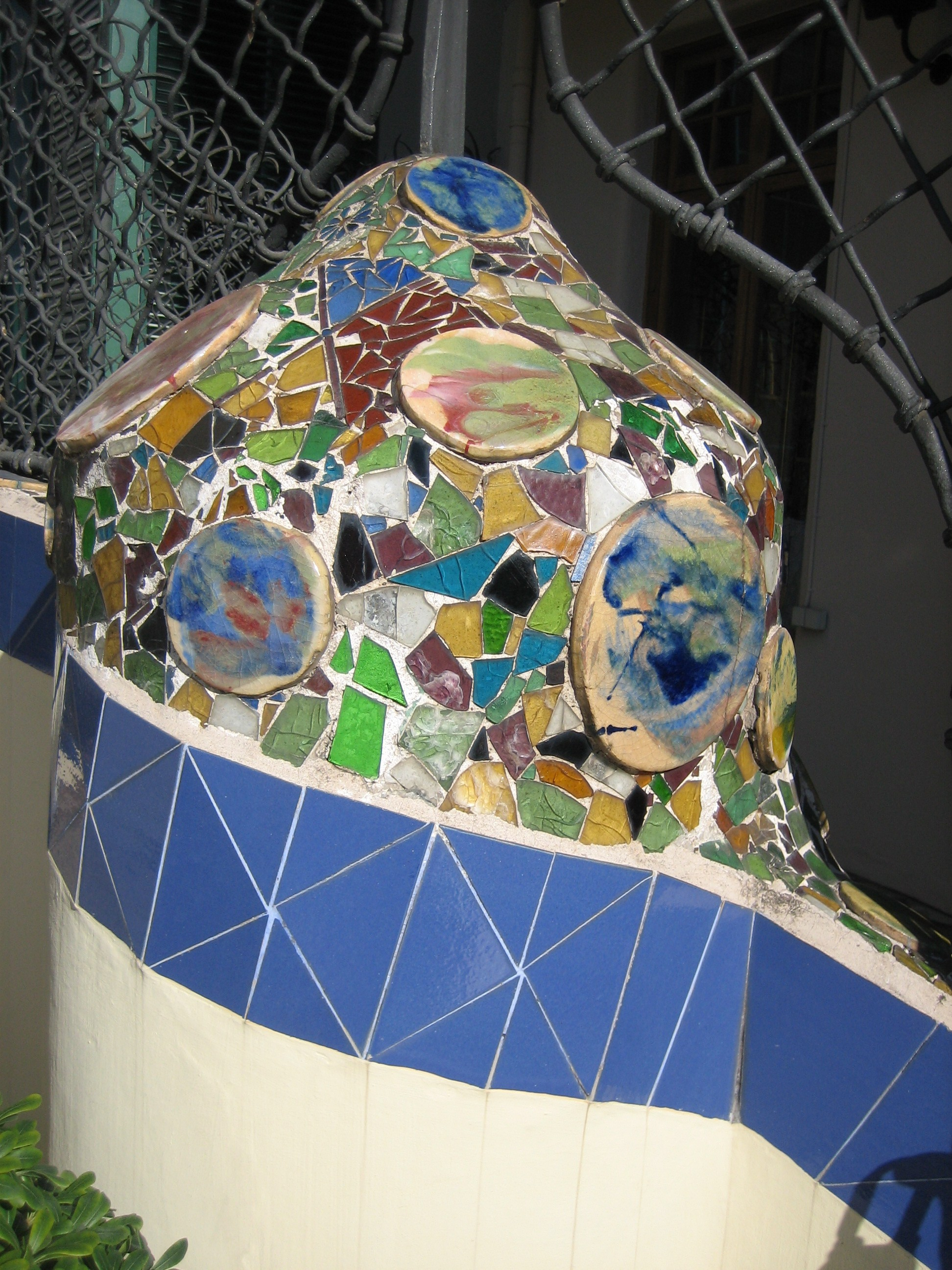
Détail de la Casa Batlló.
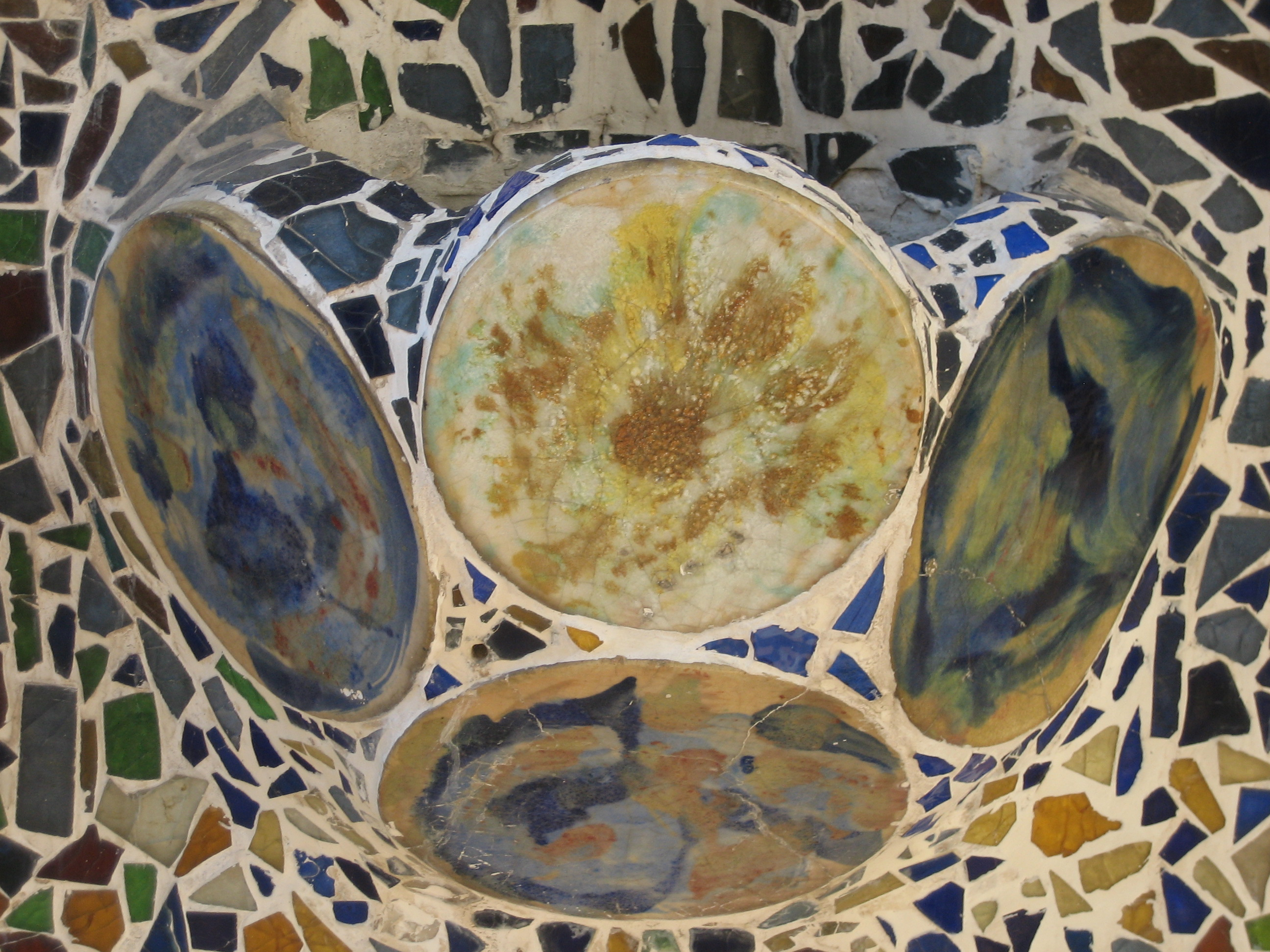
Mosaïque de la Casa Batlló.
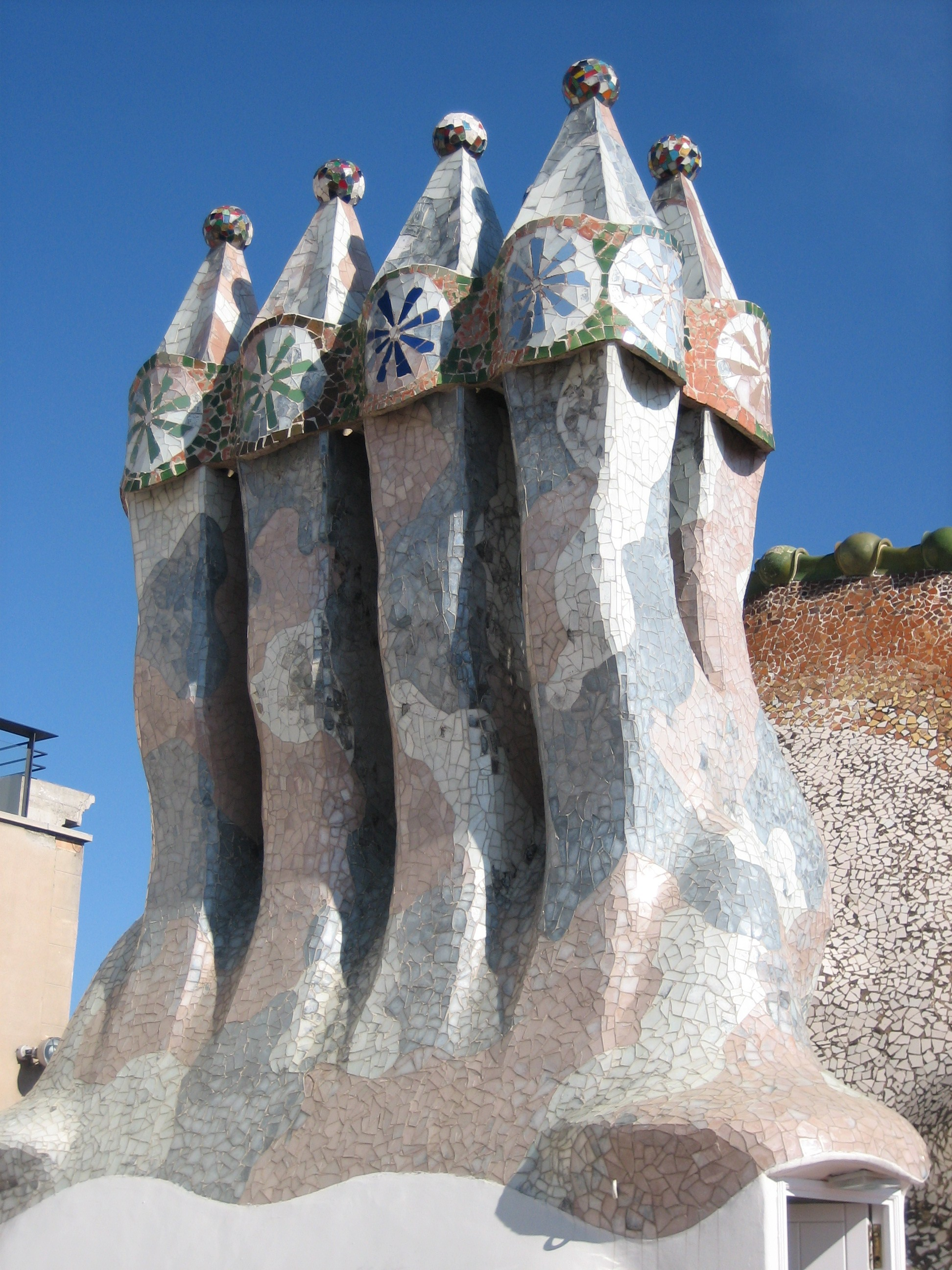
Les cheminées de la Casa Batlló.
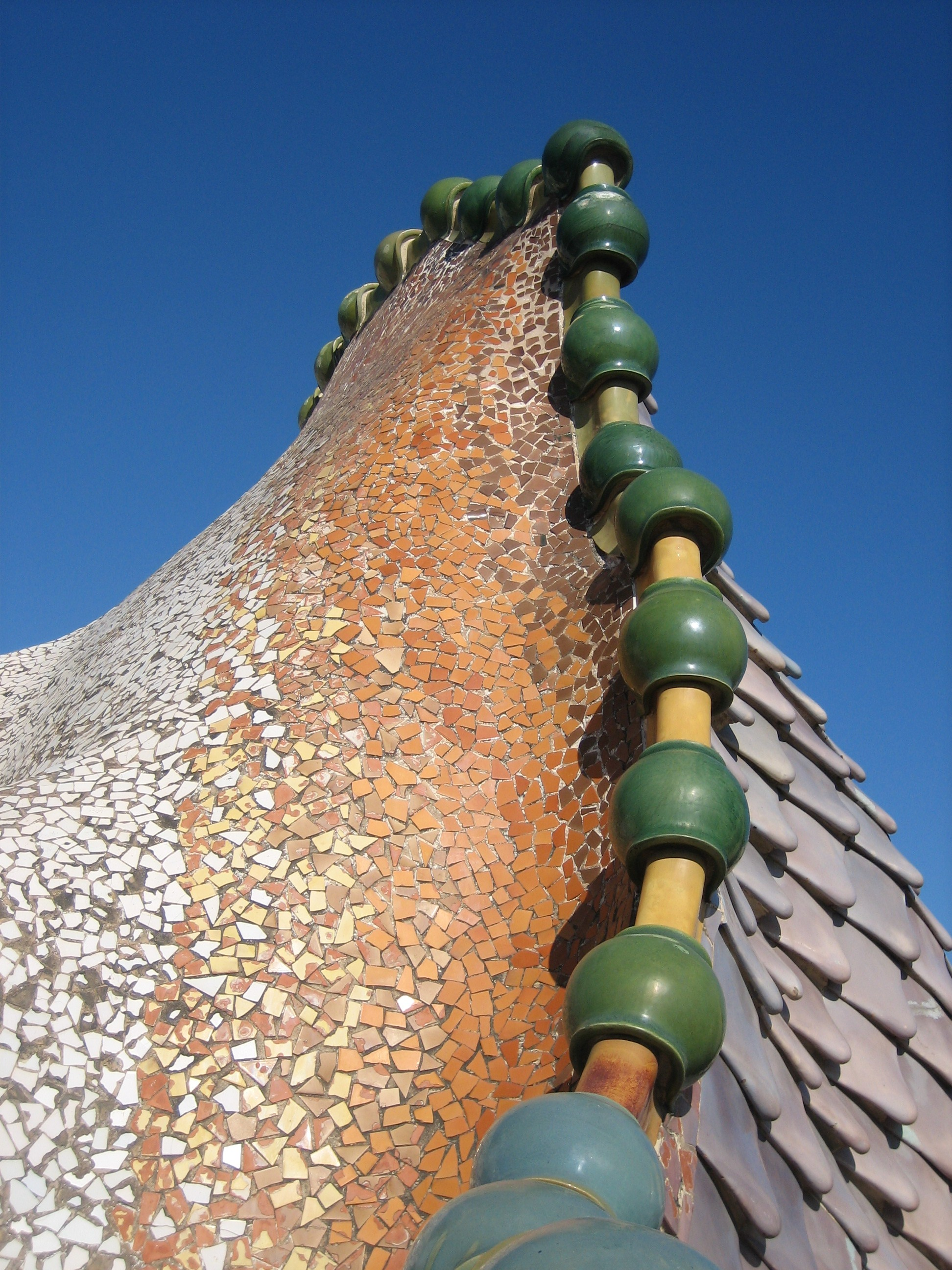
Un extérieur de la Casa Batlló.
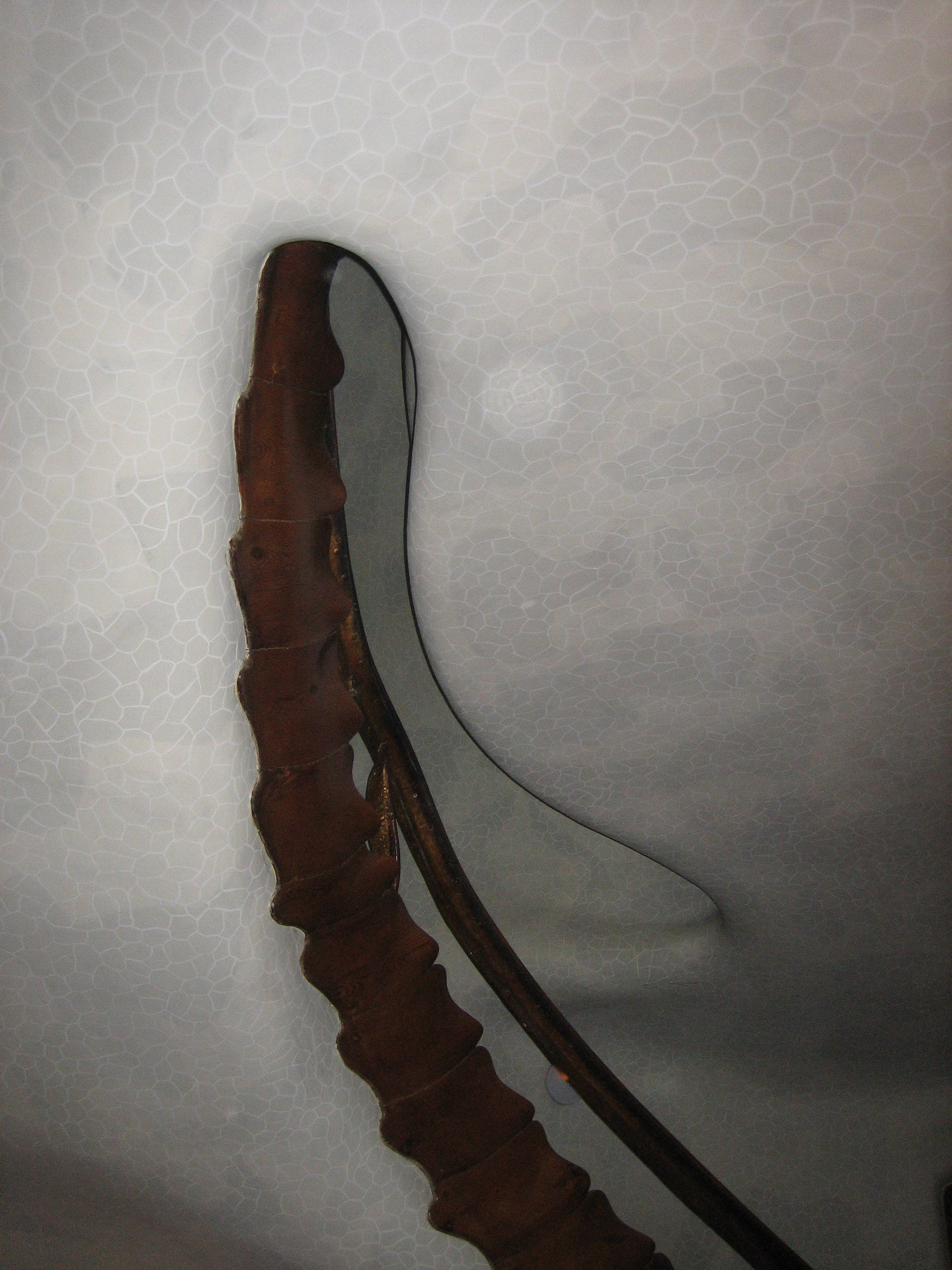
L'escalier de la Casa Batlló.
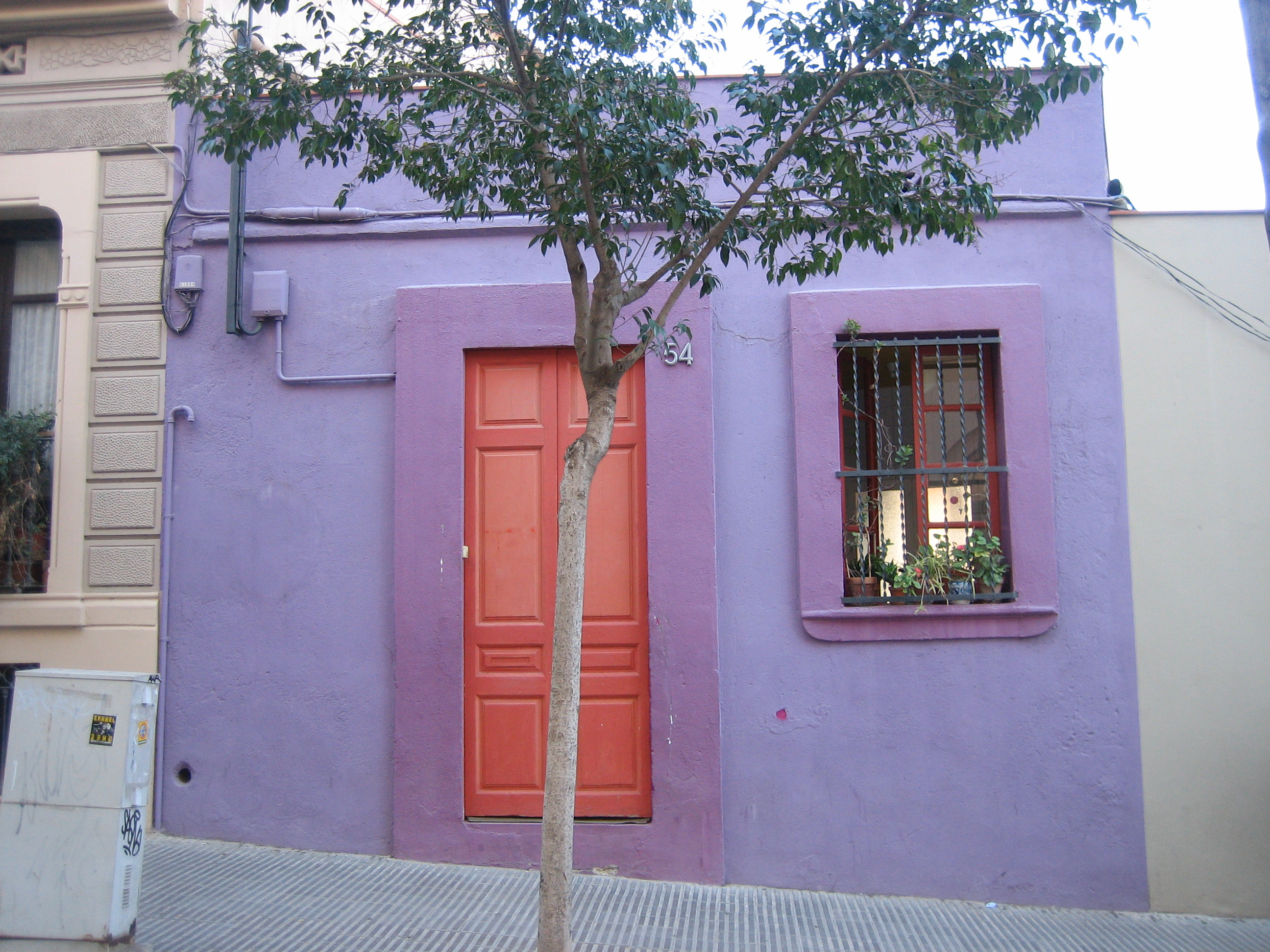
Maison typique sur la route d'accès au Parc Güell.